# Buddhista templomok listája

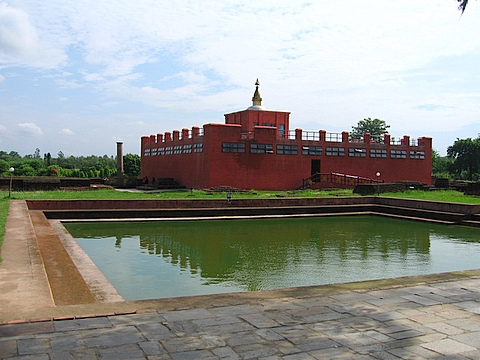
Májá déví templom Lumbiniban (Nepál) - Gautama Buddha szülőhelye.

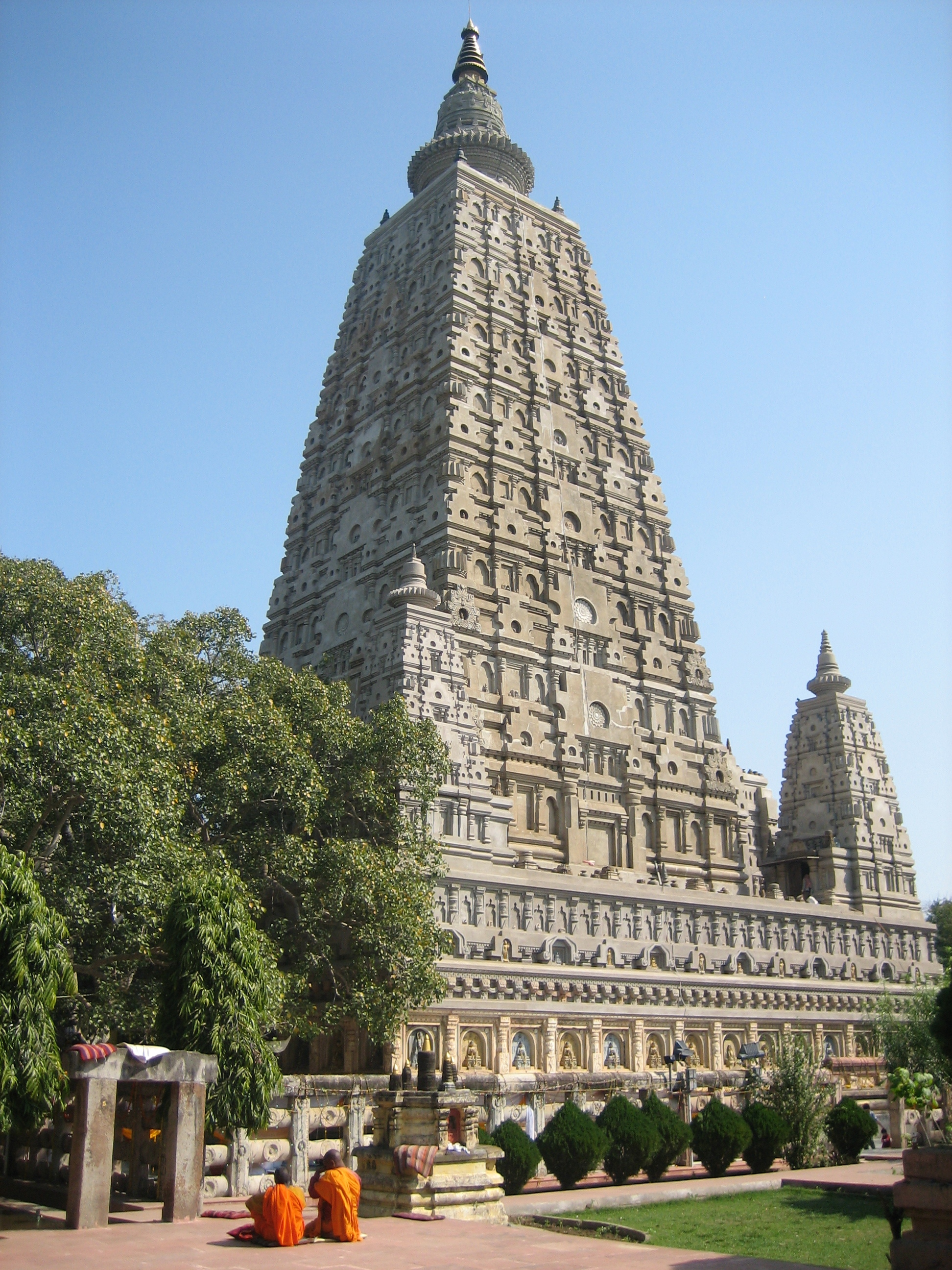
Mahábódhi templom komplexus Bodh-Gaja városban - Buddha megvilágosodásának helyszíne.

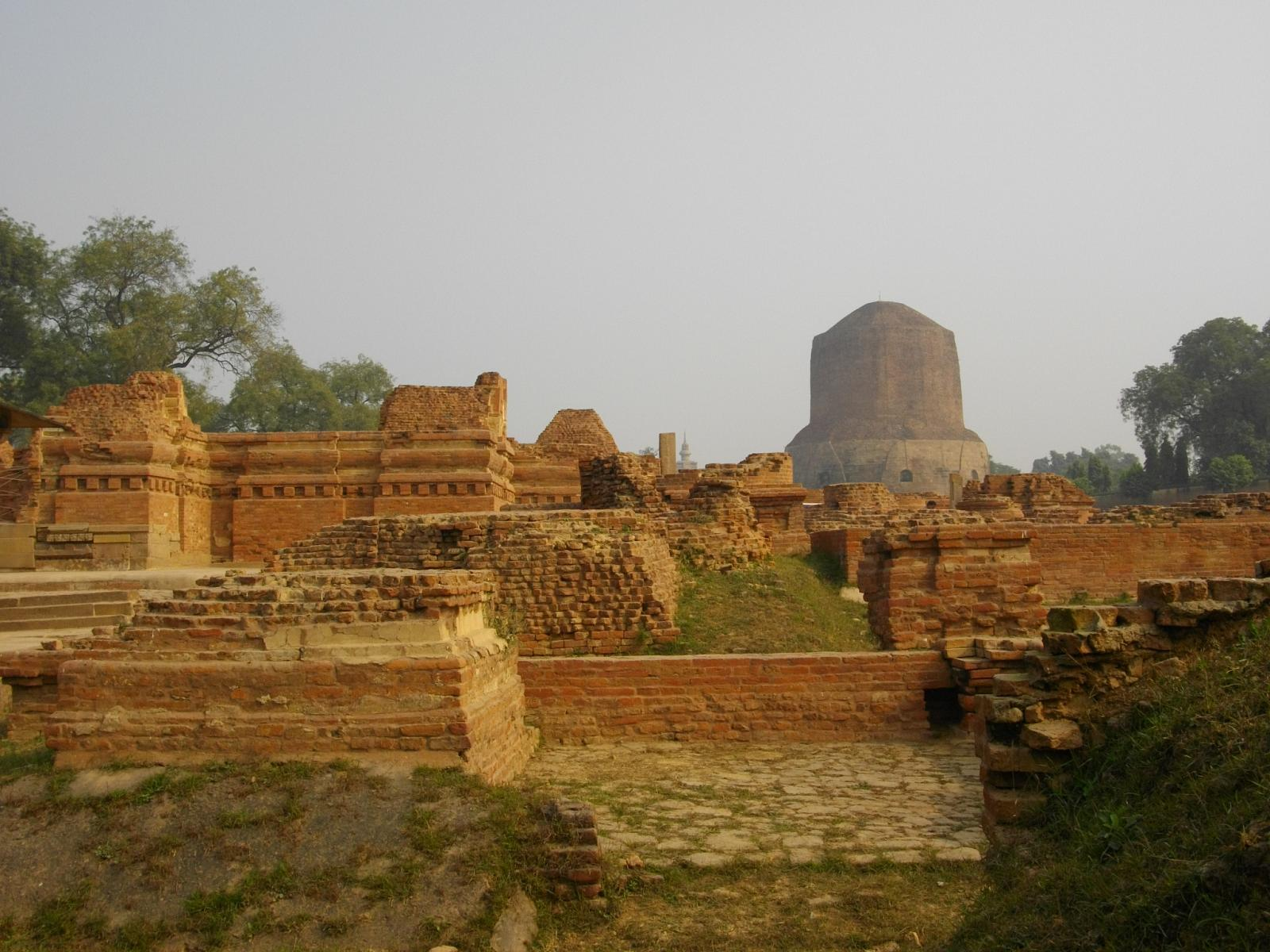
Ősi buddhista kolostorok a szárnáthi Dhámek sztúpa műemléki helyszín - Buddha első tanítási helyszíne.

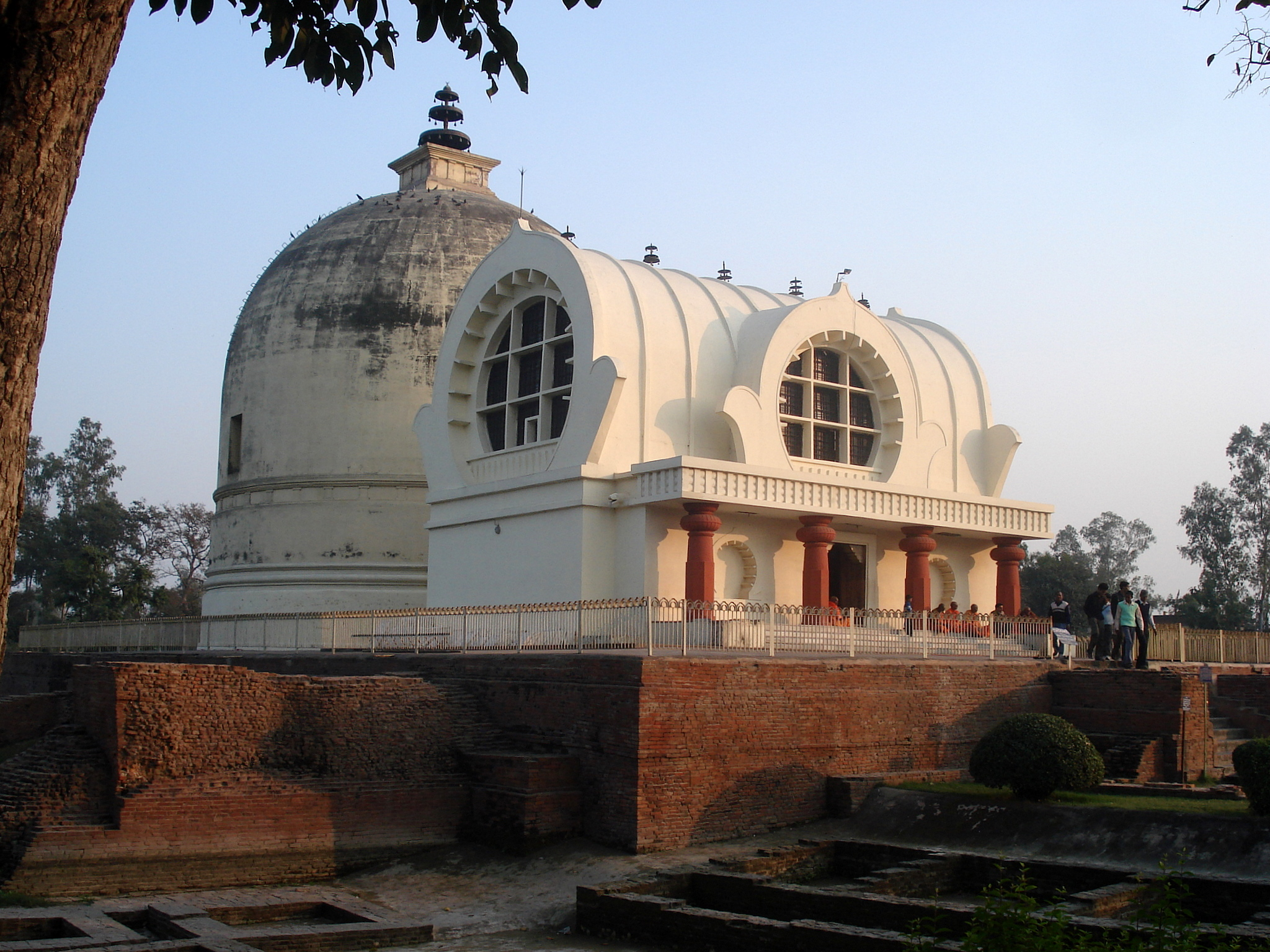
A kushinagari (India) Parinirvána templom a Parinirvána sztúpával - Buddha parinirvánájának helyszíne.

Ez a szócikk azon buddhista templomok, kolostorok, sztúpák és pagodák listája, amelyek a hagyományosan buddhista országokban állnak. A magyarországi buddhista építmények külön szócikkben szerepelnek.

## Banglades
- Buddha Dhatu Dzsadi
- Szomapura Mahávihára
- Sita Koat Bihár

## Bhután

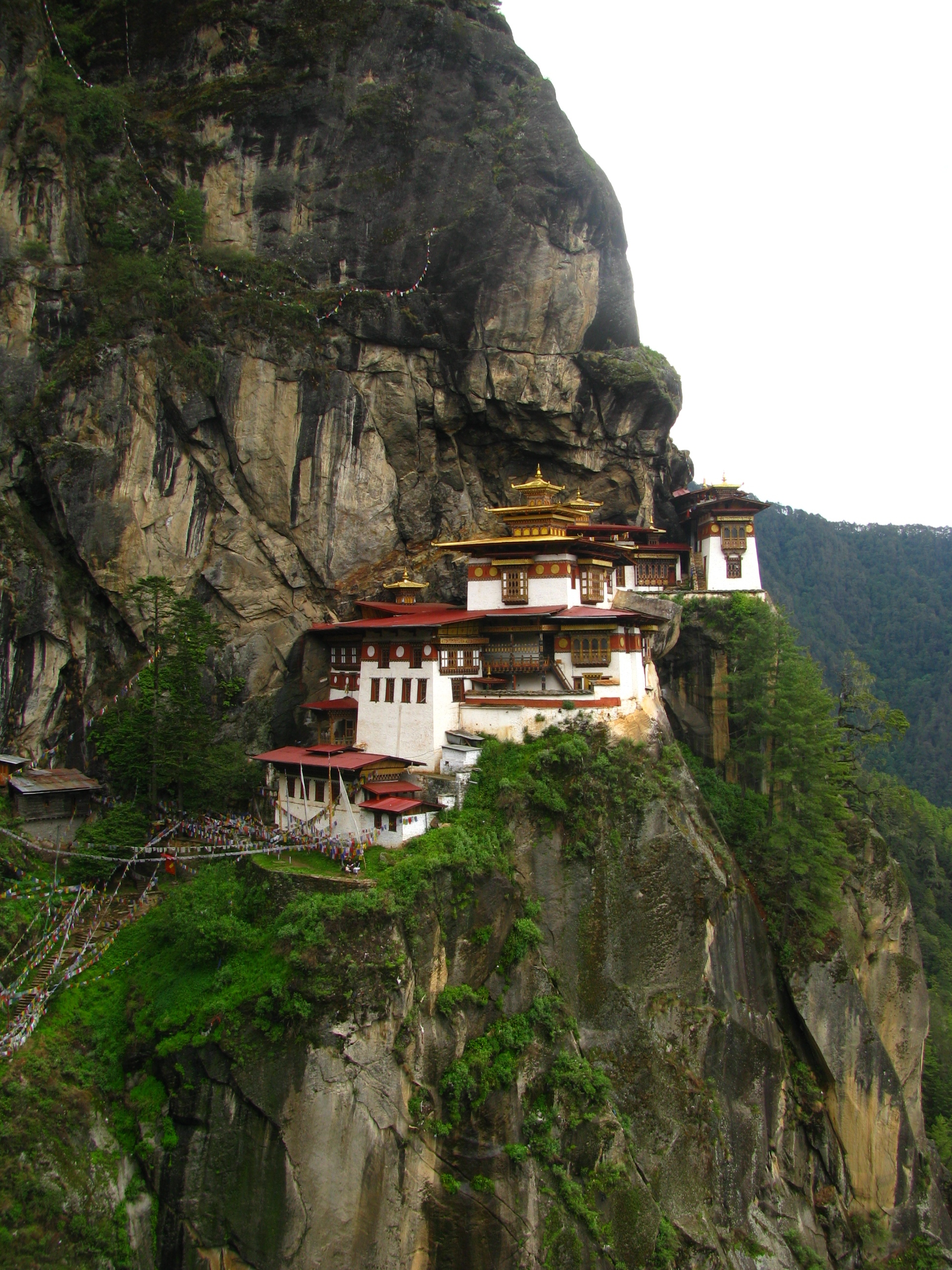
Paro Takcang (Tigris fészek)

### Bumthang
- Kurdzsej Lhakhang - Bhután egyik legszentebb temploma

### Paro
- Rinpung Dzong
- Paro Takcang (Tigris fészek) - egy látványos, 1200 méter magas szikla tetején álló kolostor.

### Punakha
- Punakha Dzong - a déli Drukpa Kagyü iskola legfőbb kolostora.

### Phobdzsika
- Gangteng kolostor

### Thimphu
- Csagri kolostor

## Burma

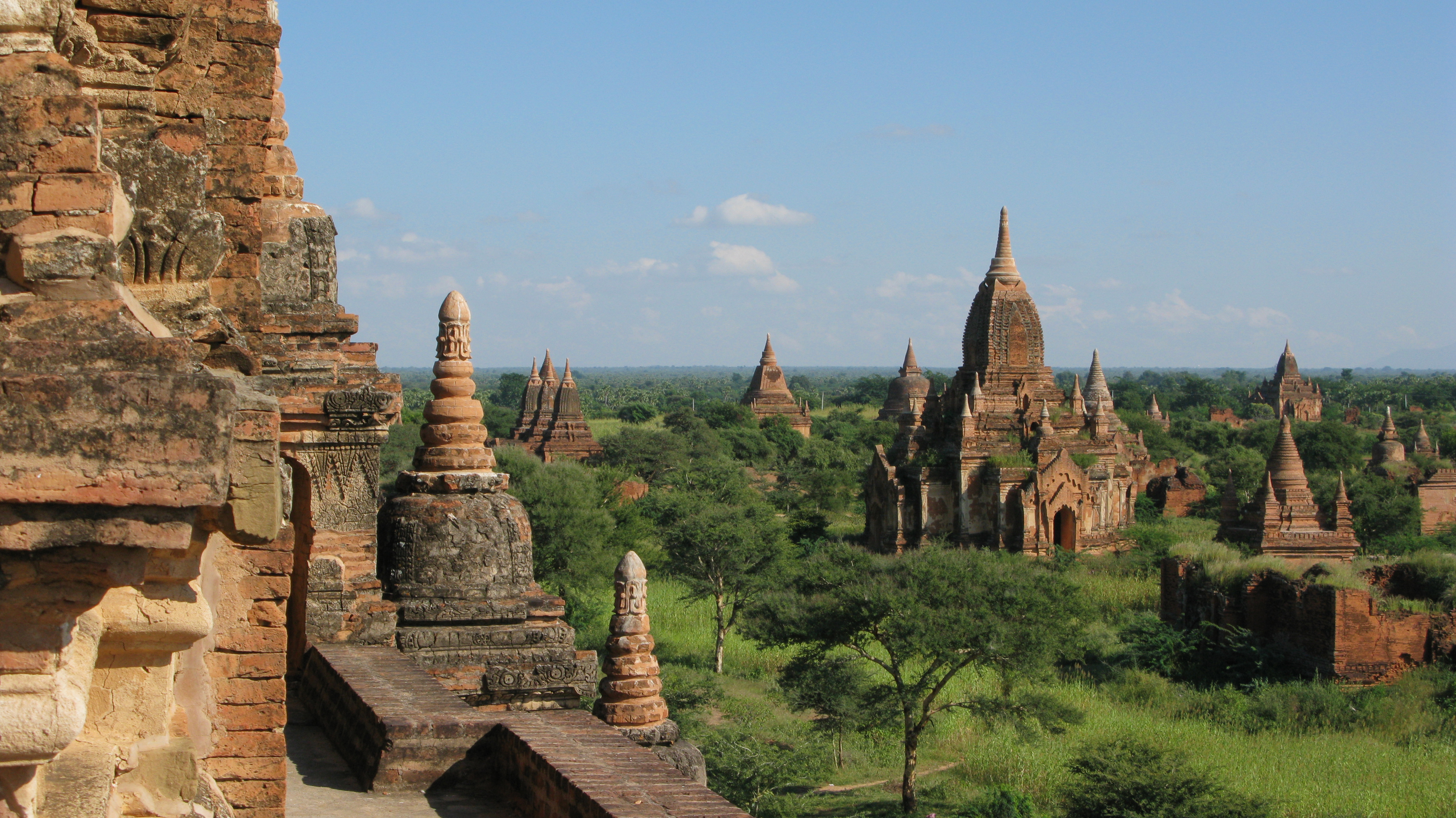
Ősi pagodák Baganban.

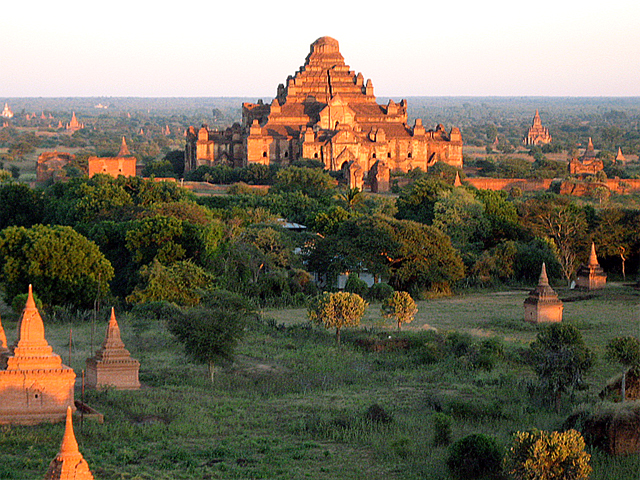
Dhammajangji templom - piramis alakú buddhista templom.

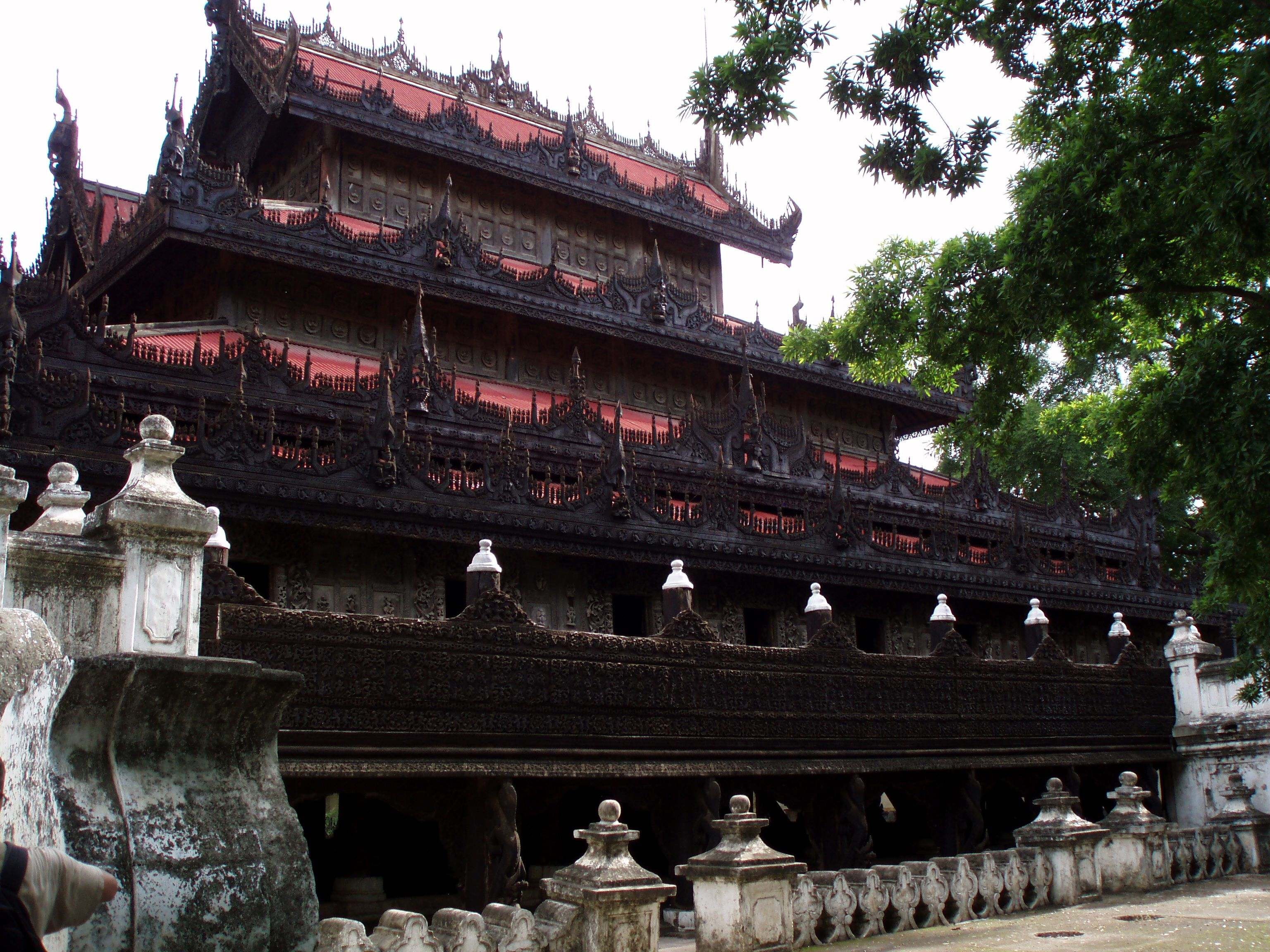
A Svenandav kolostor Mandalay városban.

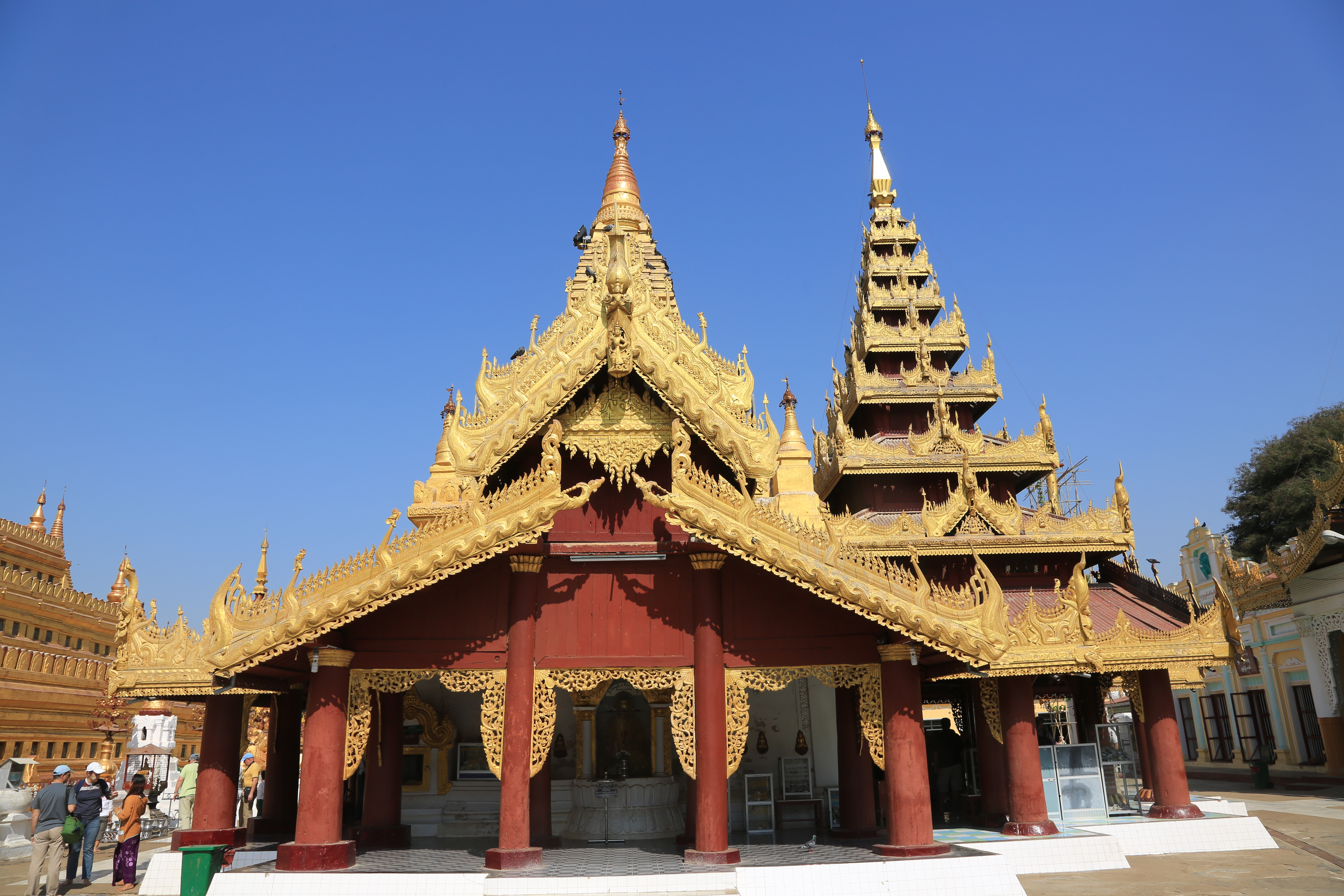
A Svezigon pagoda Baganban.

### Rangun körzet
Rangun (Yangon)
- Botahtaung pagoda
- Kaba Aje pagoda (World Peace Pagoda)
- Svedagon pagoda
- Szule pagoda

### Mandalay körzet
Bagan (Pagan)
- Ananda templom
- Bupaja pagoda
- Dhammajangji templom
- Dhammajazika pagoda
- Gavdavpalin templom
- Htilominlo templom
- Lavkananda pagoda
- Mahábódhi templom
- Manuha templom
- Mingalazedi pagoda
- Pajathonzu templom
- Svegugji templom
- Sveszandaw pagoda
- Svezigon pagoda
- Szulamani templom
- Tharabha kapu
- Thatbjinnju templom

Mandalaj
- Atumasi kolostor
- Kuthodav pagoda
- Mahámuni Buddha
- Svenandav kolostor

### Rakhine állam
- Site-thaung templom
- Htukkanthein templom
- Koe-thaung templom
- Le-mjet-hna templom

### Bago körzet
Bago
- Svethaljaung Buddha (fekvő Buddha)
- Svemavdav Paja

Pjaj
- Sveszandav pagoda

### Mon állam
- Kjaiktijo pagoda

### San állam
- Hpaung Dav U pagoda
- Pindaja-barlangok

## Dél-Korea
Lásd még: Koreai buddhista templomok

### Szöul

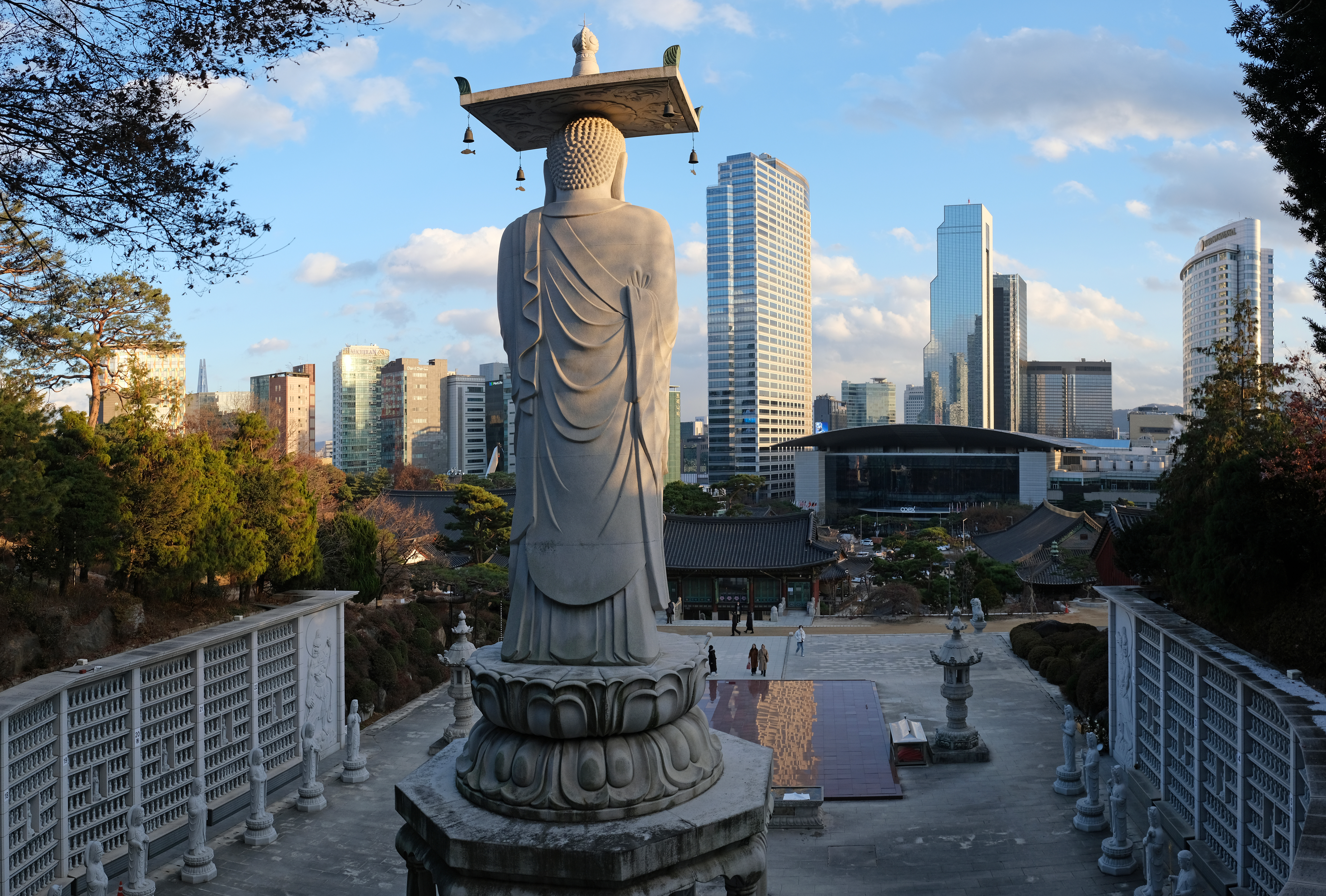
Pongunsza

- Pongunsza
- Pongvonsza
- Csogjesza

### Kjonggi
- Pongszonsza
- Silluksza
- Jongdzsusza

### Kangvon

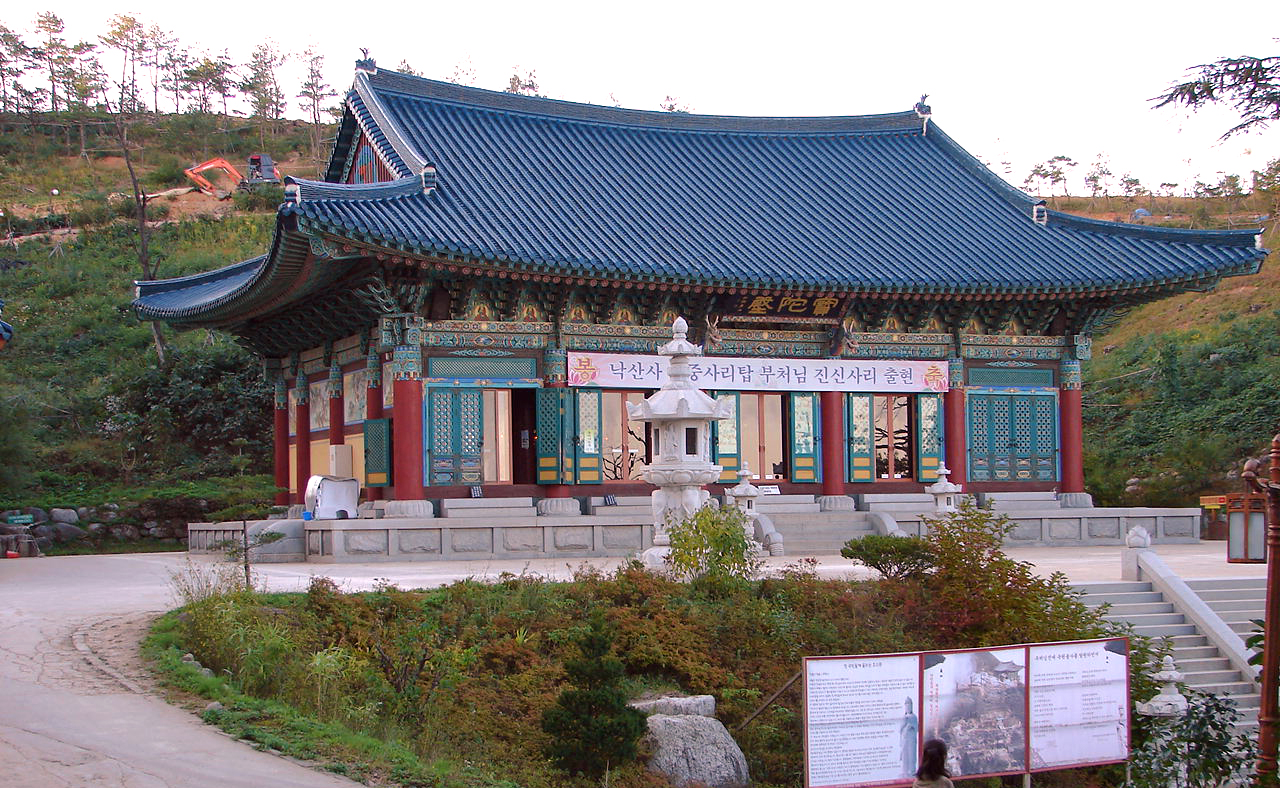
Nakszansza

- Sinhungsza
- Oszeam (Korea)
- Voldzsongsza
- Nakszansza

### Észak-Cshungcshong
- Popcsusza
- Kuinsza

### Dél-Cshungcshong
- Magoksza
- Szudoksza

### Észak-Kjongszang
- Punhvangsza
- Tonghvasza
- Pulguksza (ide tartozik a Szokkuram)
- Hvangnjongsza
- Csikcsisza

### Dél-Kjongszang
- Szanggjesza

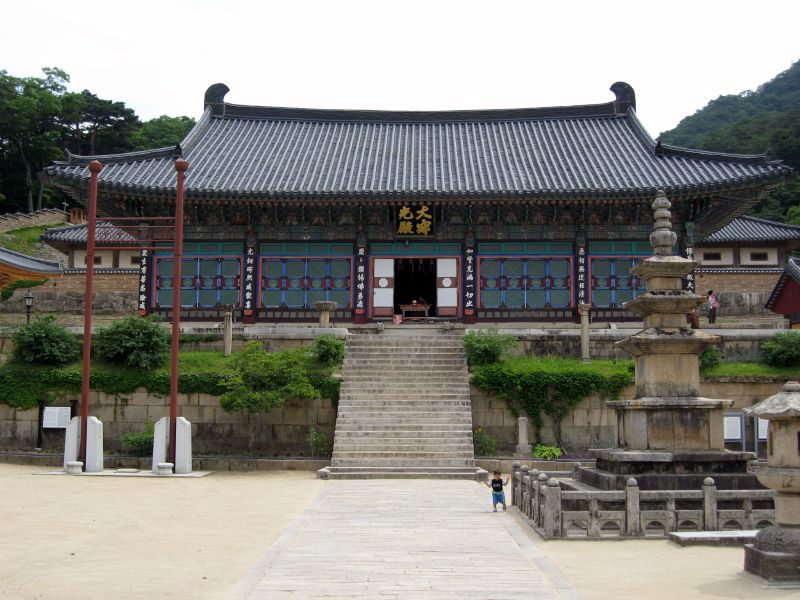
Heinsza

- Tongdosza (Korea Három Drágakő temploma közé tartozik)
- Heinsza (Korea Három Drágakő temploma közé tartozik)
- Pomosza

### Észak-Csolla
- Kumszansza
- Miruksza
- Szonunsza

### Észak-Phjongan
- Phohjonsza

### Dél-Csolla
- Szonggvangsza (Korea Három Drágakő temploma közé tartozik)
- Hvaomsza

### Tedzson
- Muszangsza

## India

### Andhra Pradesh

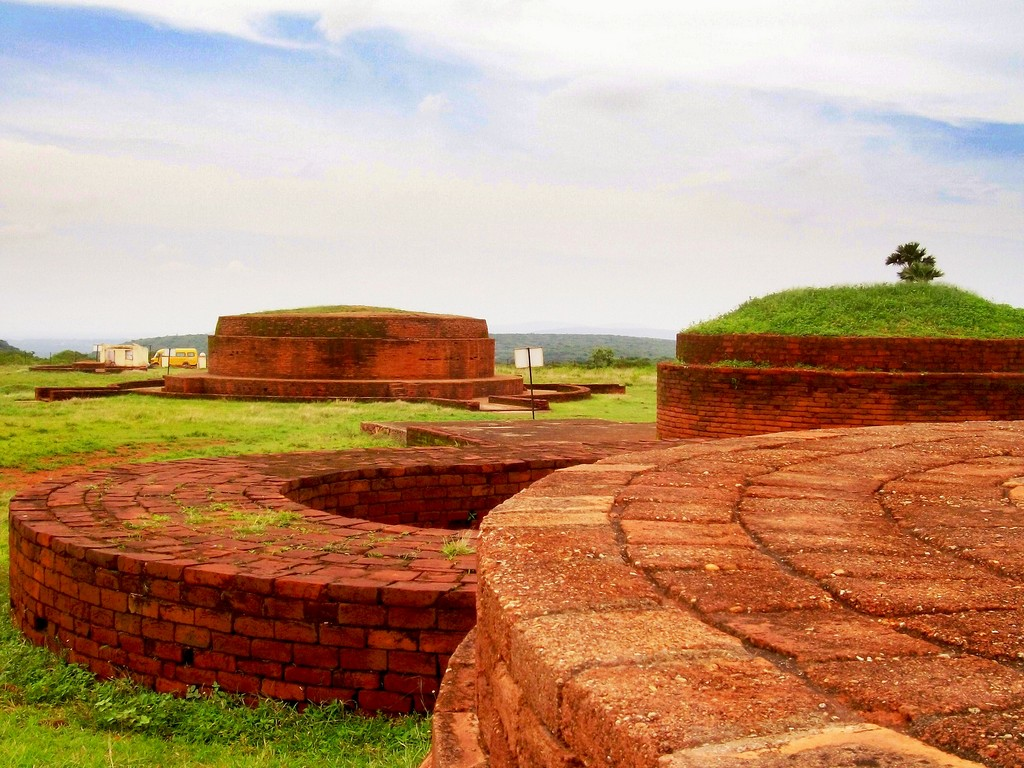
Bavikonda sztúpák, Andhra Pradesh

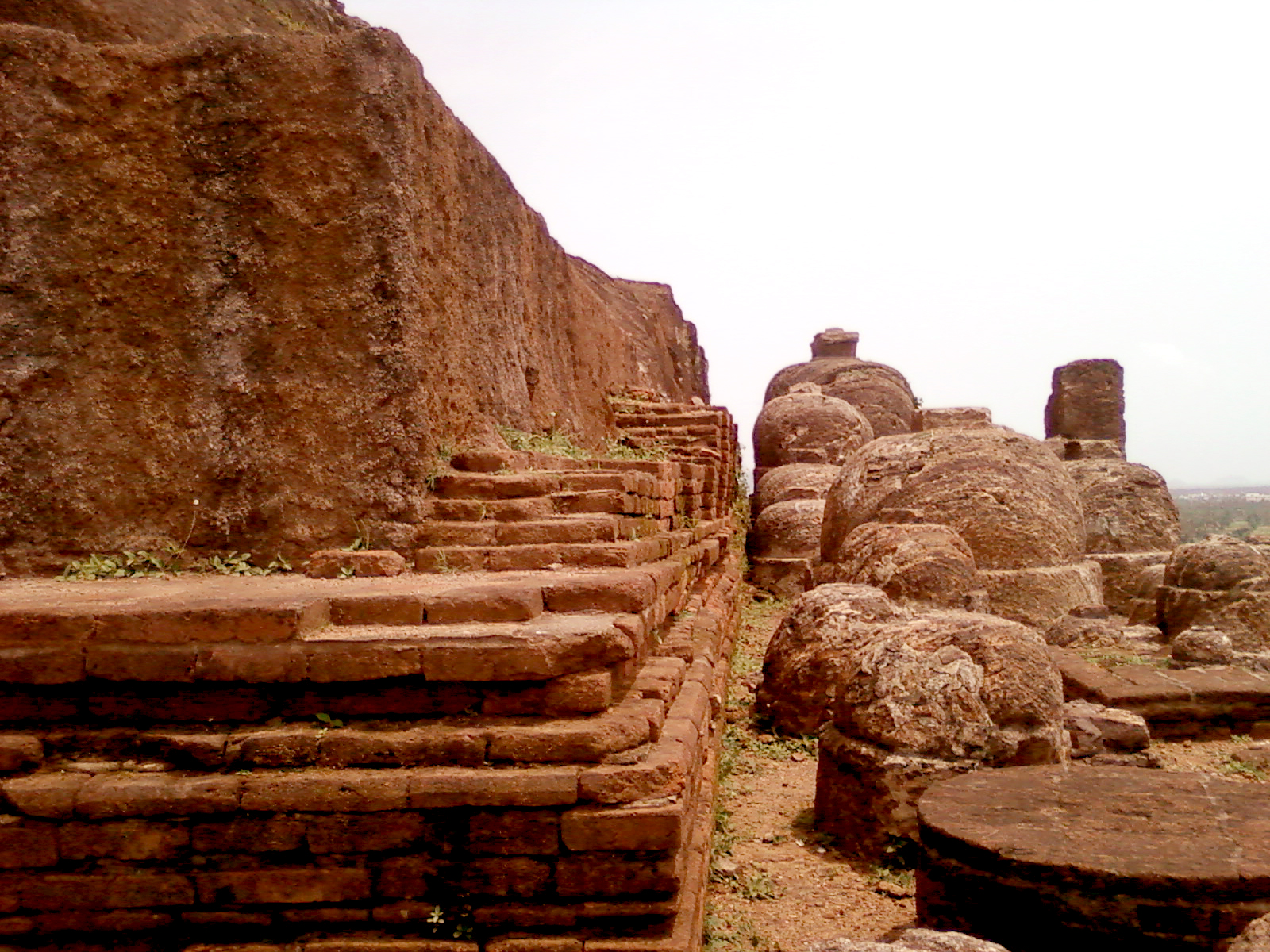
Sztúpák az Andhra Pradesh-i Boddzsannakonda helyszínen.

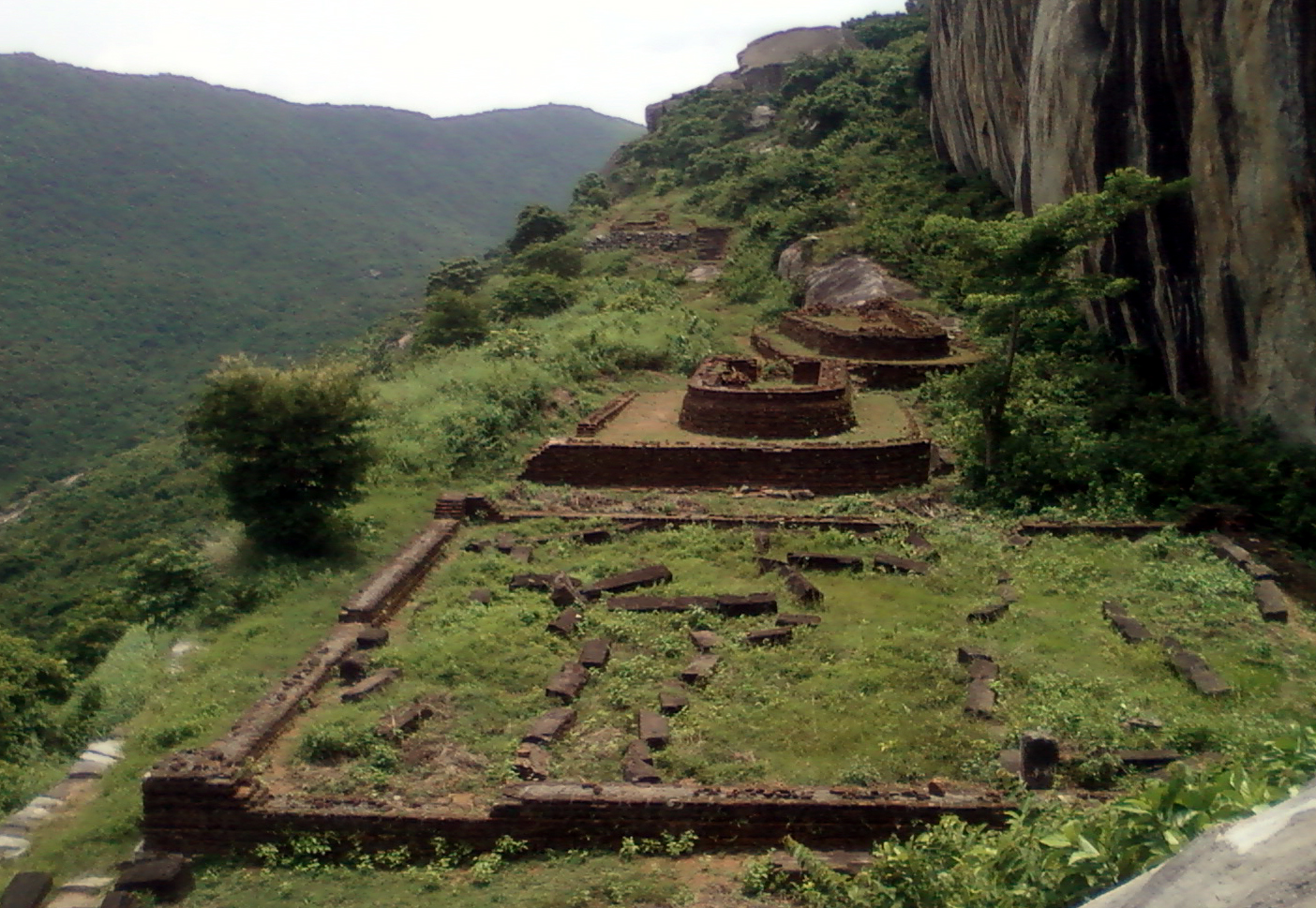
Buddhista kolostor maradványai, Ramatheertham, Andhra Pradesh

- Amaravati
- Bavikonda
- Boddzsannakonda
- Nagardzsunakonda
- Pavurallakonda
- Ramatheertham
- Szalihundam
- Thotlakonda

### Karnataka
- Namdroling kolostor

### Arunachal Pradesh
- Tavang kolostor

### Bihár
- Mahábódhi templomegyüttes Bodh-Gaja
- Nálanda
- Rádzsgír

### Goa
A következő helyeken vannak buddhista barlangok Goa területén:
- Arambol (Harahara)
- Bandora (Bandivataka)
- Kudne (Kundivataka)
- Márgáo (Mathagrama)
- Rivona (Rishivana)

### Himácsal Prades

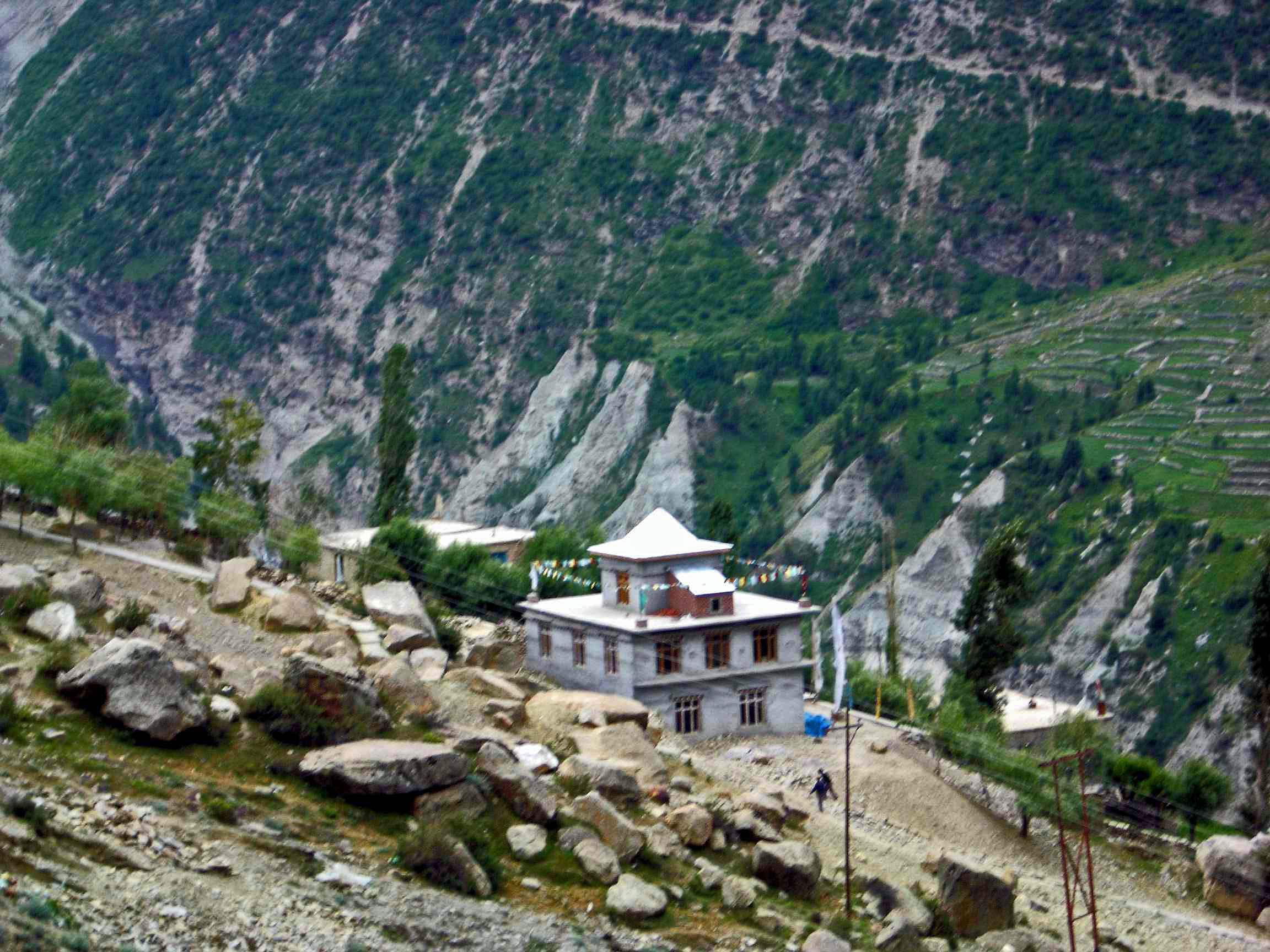
Gandhola kolostor, Lahaul, Himácsal Prades

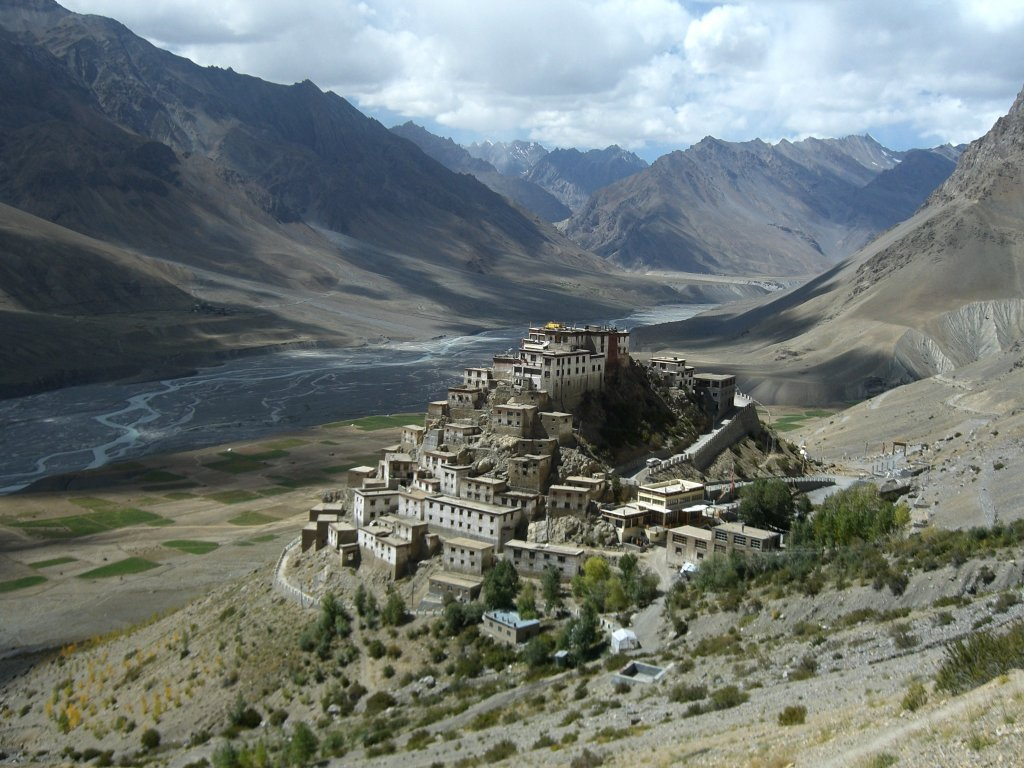
Ki kolostor, Szpiti-völgy, Himácsal Prades

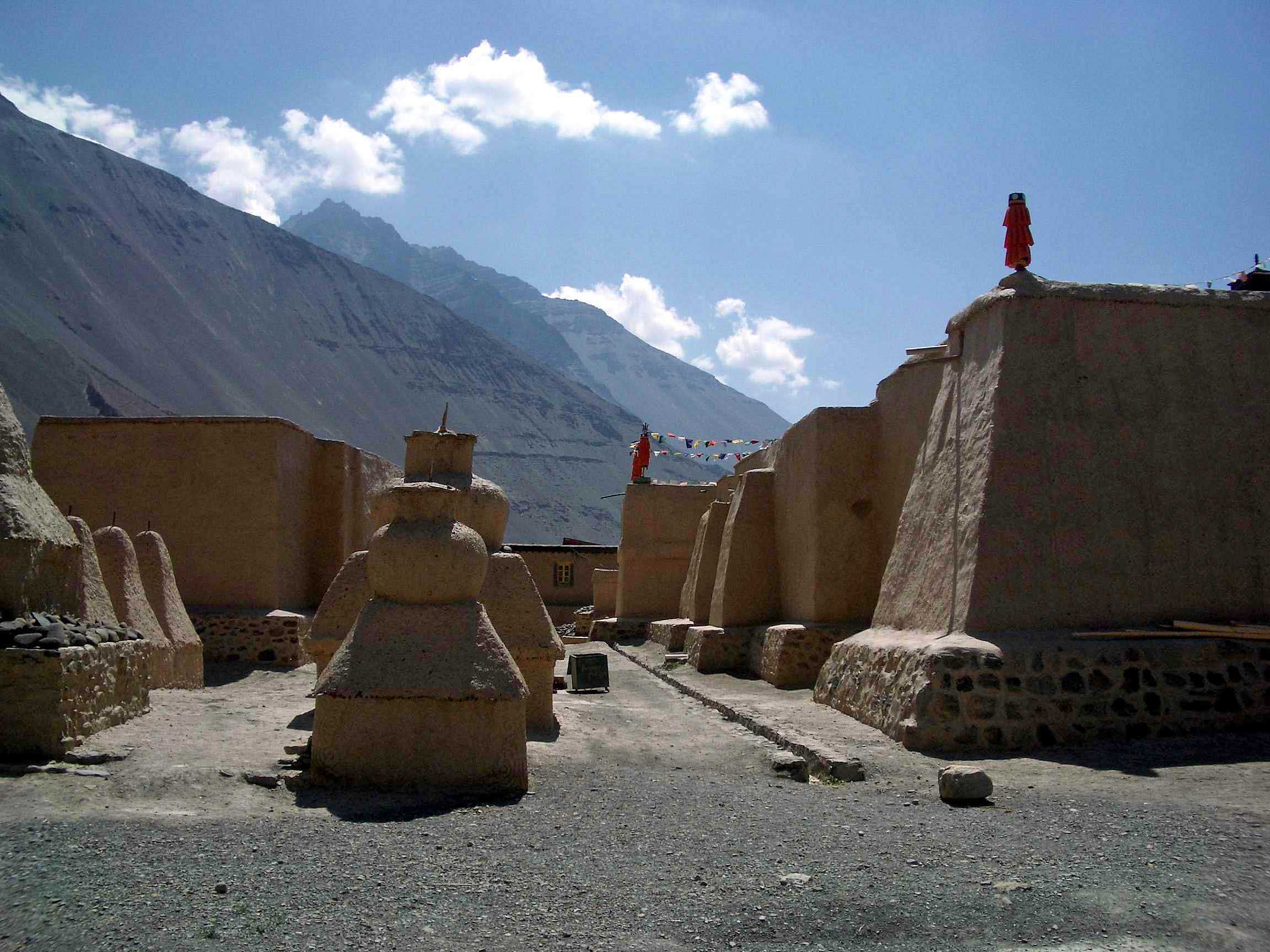
Tabo kolostor, Szpiti-völgy, Himácsal Prades

- Dhankar Gompa
- Gandhola kolostor
- Gemur kolostor
- Gozzangva kolostor
- Kardang kolostor
- Ki kolostor
- Kibber
- Kungri kolostor
- Lhalung kolostor
- Namgjal kolostor
- Revalszar
- Sasur kolostor
- Tabo kolostor
- Tangjud kolostor
- Tajul kolostor

### Dzsammu és Kasmír
- Dzongkhul kolostor
- Ladak
  - Alcsi kolostor
  - Bardan kolostor
  - Baszgo kolostor
  - Csemrej kolostor
  - Diszkit kolostor
  - Hanle kolostor
  - Hemisz kolostor
  - Hundur kolostor
  - Korzok kolostor
  - Kursa kolostor
  - Lamajuru kolostor
  - Likir kolostor
  - Lingsed kolostor
  - Masro kolostor
  - Matho kolostor
  - Mulbekh kolostor
  - Namgjal Cemo kolostor
  - Phugtal kolostor
  - Phjang kolostor
  - Rangdum kolostor
  - Rizong kolostor
  - Szani kolostor
  - Szankar kolostor
  - Sej kolostor
  - Szpituk kolostor
  - Sztakna kolostor
  - Sztok kolostor
  - Sztongdej kolostor
  - Szumda Csun
  - Takthok kolostor
  - Thiksze kolostor
  - Zangla kolostor

### Madhya Prades

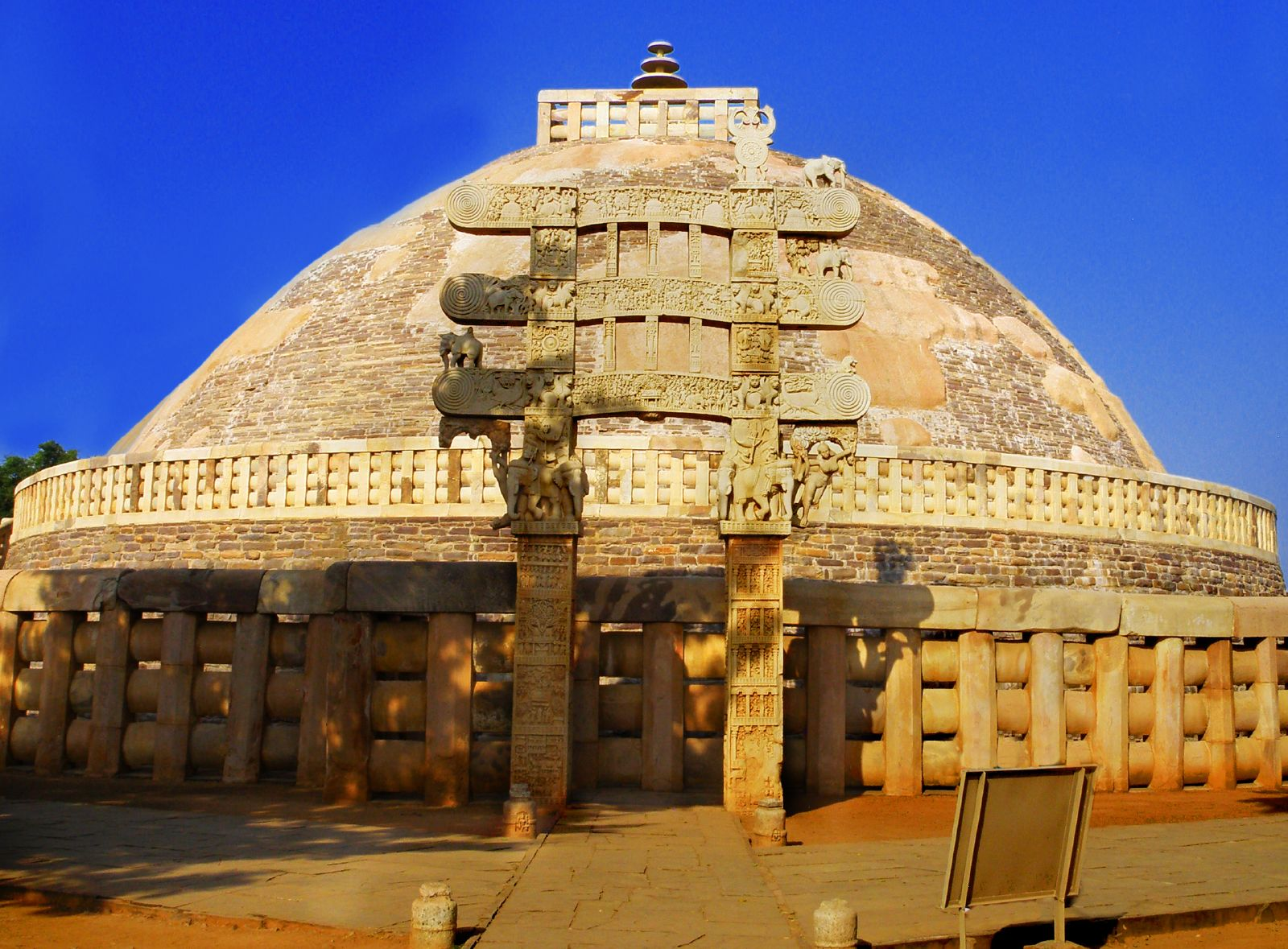
Száncsi buddhista emlékek

- Deur Kothar
- Dharmradzsesvar
- Száncsi buddhista emlékek

### Mahárástra

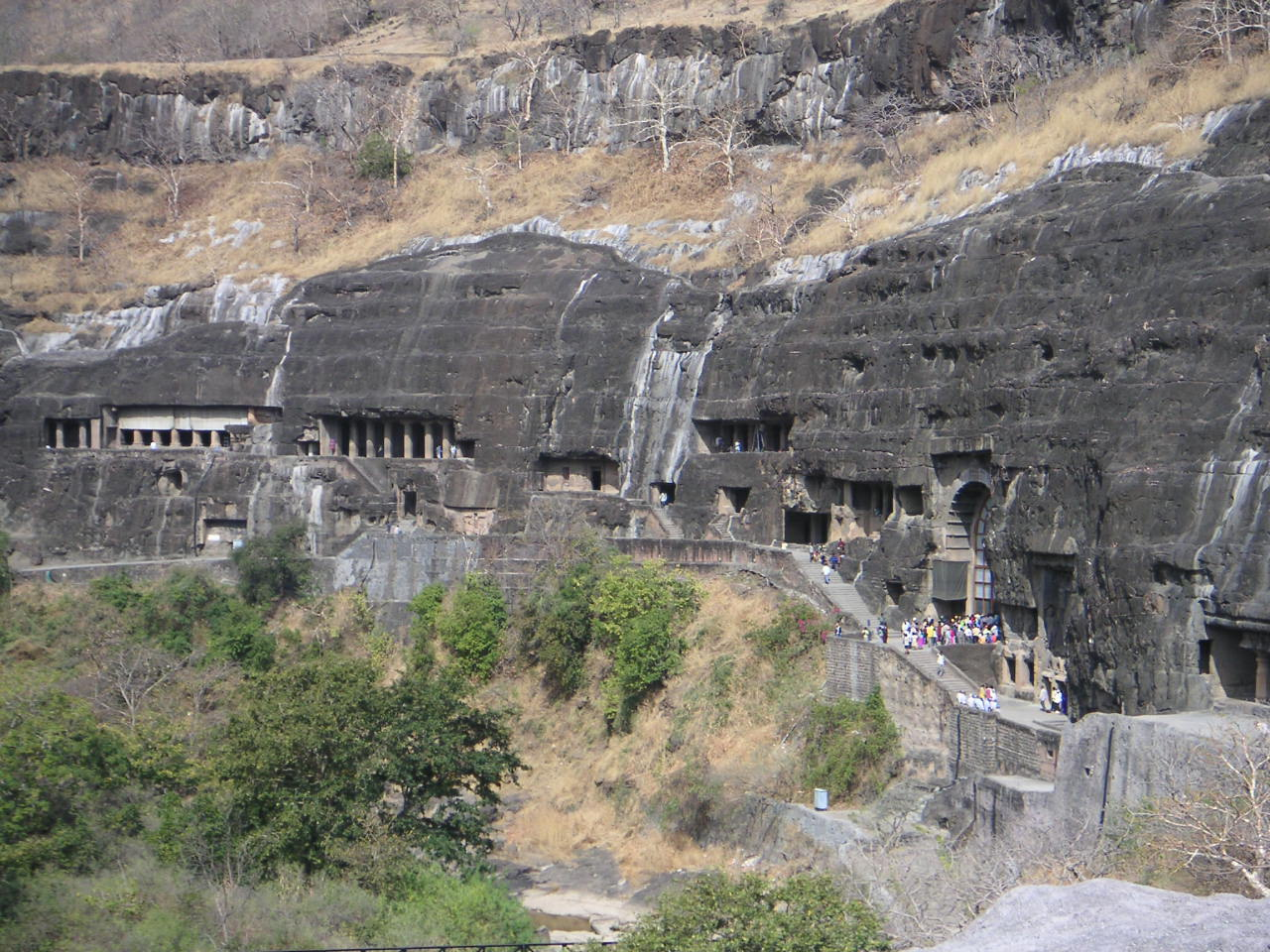
Adzsantai barlangtemplomok

- Adzsantai barlangtemplomok
- Aurangabad-barlangok
- Bedsze-barlangok
- Bhadzsa-barlangok
- Díksabhúmi
- Ellórai-barlangok
- Ghoravadi-barlangok
- Dzsogessvari-barlangok
- Kanheri-barlangok
- Karla-barlangok
- Mahakali-barlangok
- Pandavleni-barlangok

### Orisza

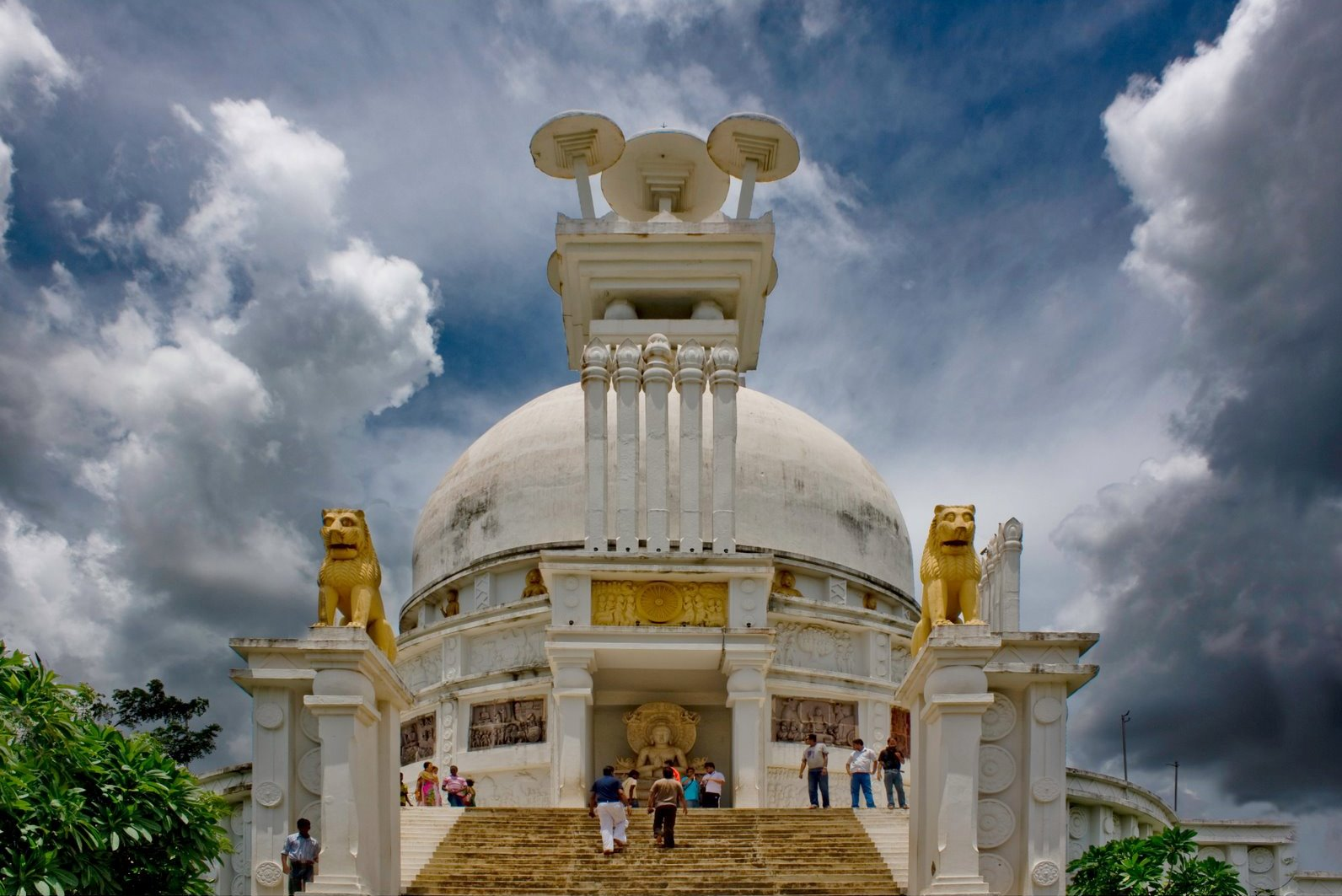
Dhauli, Orisza

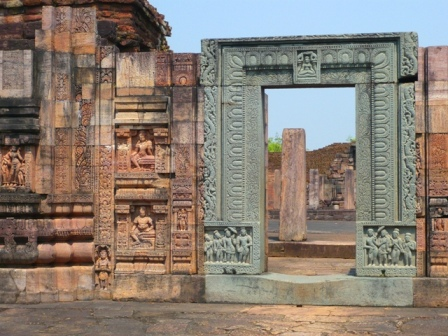
Ratnagiri (Orisza)

- Brahmani templom
- Dhauli
- Lalitgiri
- Maricsi templom
- Puszpagiri Mahávihára
- Ratnagiri (Orisza)
- Udajagiri (Orisza)
- Udajagiri és Khandagiri barlangok

### Szikkim

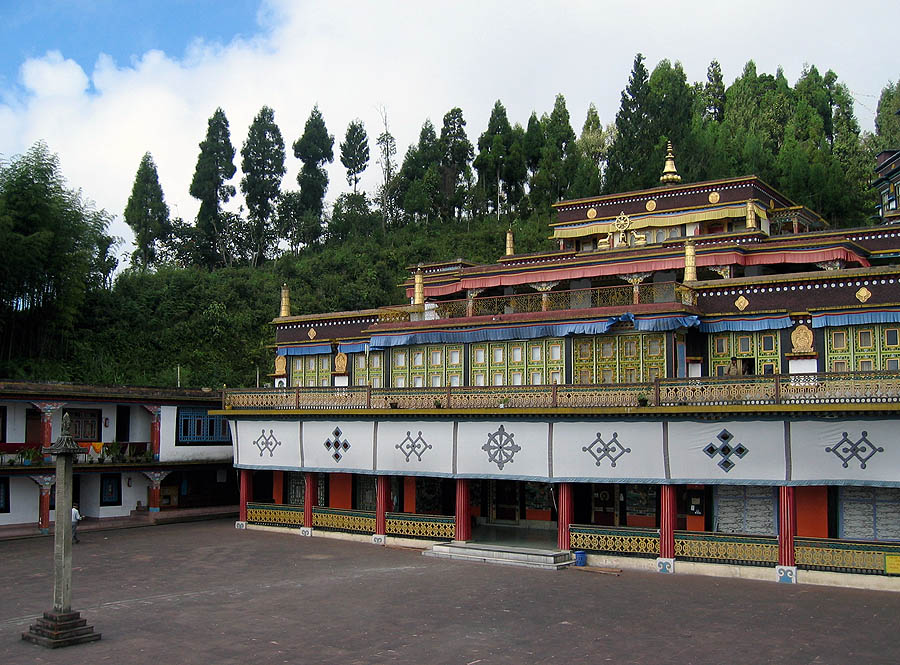
Rumtek kolostor, Szikkim

- Dubdi kolostor
- Encsej kolostor
- Pemajangce kolostor
- Phenszang kolostor
- Phodang kolostor
- Ralang kolostor
- Rumtek kolostor
- Tasiding kolostor
- Cuklakhang palota

### Tamil Nadu
- Csudamani Vihára

### Uttar Prades
- Csaukhandi sztúpa
- Dhámek sztúpa
- Dzsetavana, Srávasztí
- Kusínagar
- Szárnáth
- Váránaszi

### Nyugat-Bengál
- Dardzsiling körzet
  - Bhutia Busztj kolostor, Dardzsiling
  - Ghum kolostor, Darjeeling
  - Mag-Dhog Jolmova kolostor, Dardzsiling
  - Tharpa Csoling kolostor, Kalimpong
  - Zang Dhok Palri Phodang, Kalimpong

## Indonézia

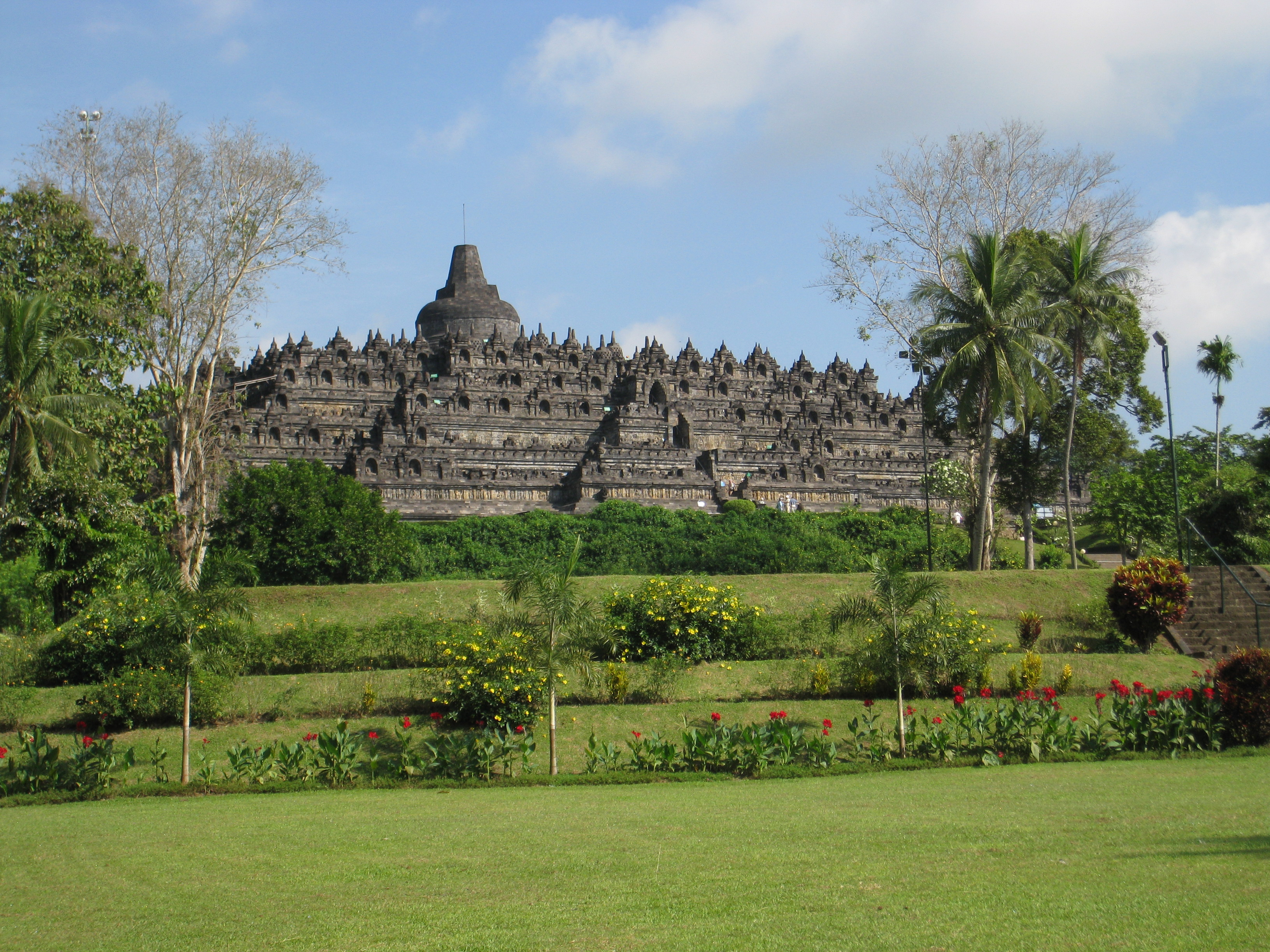
Borobudur, a UNESCO világörökségi helyszín

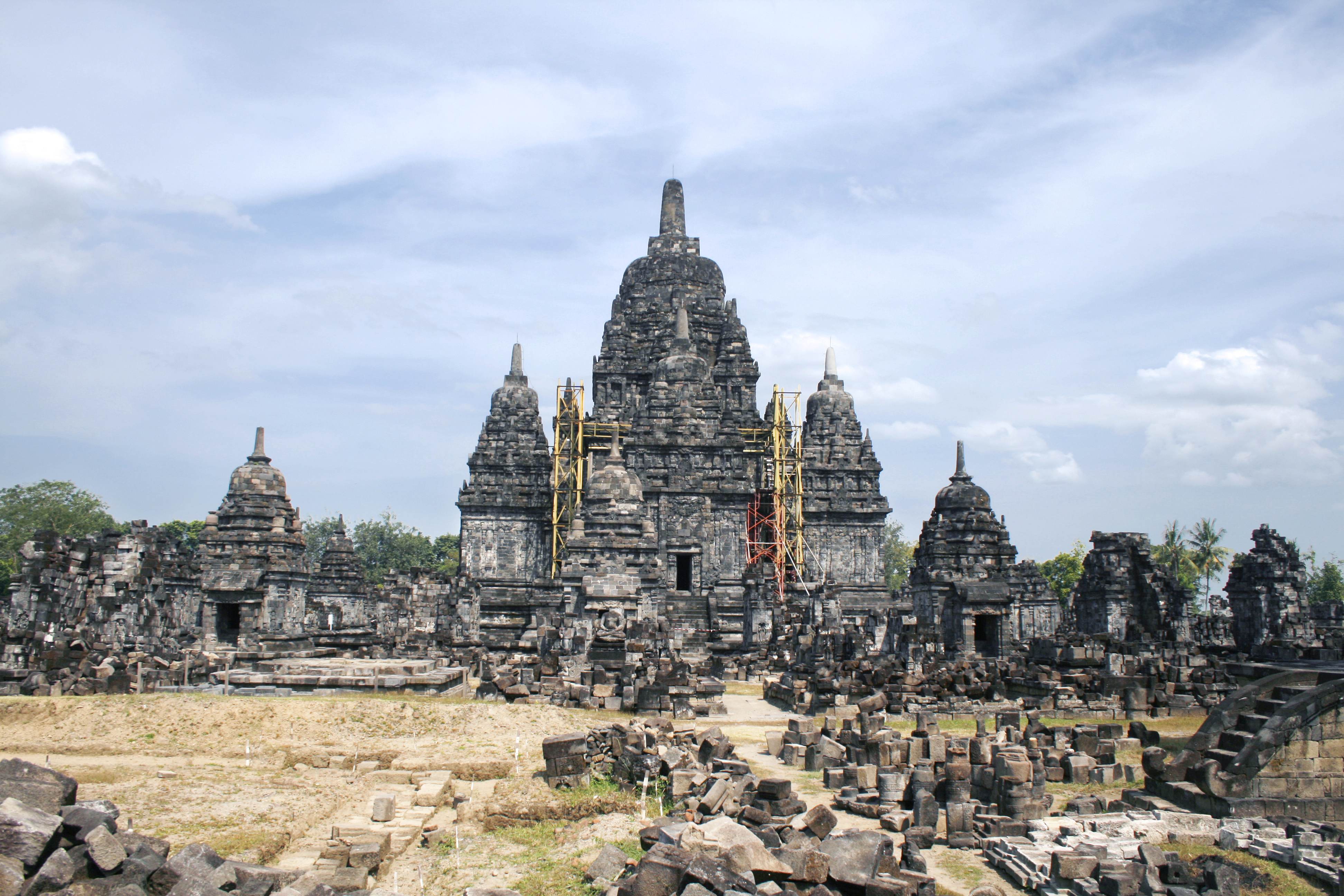
Szevu

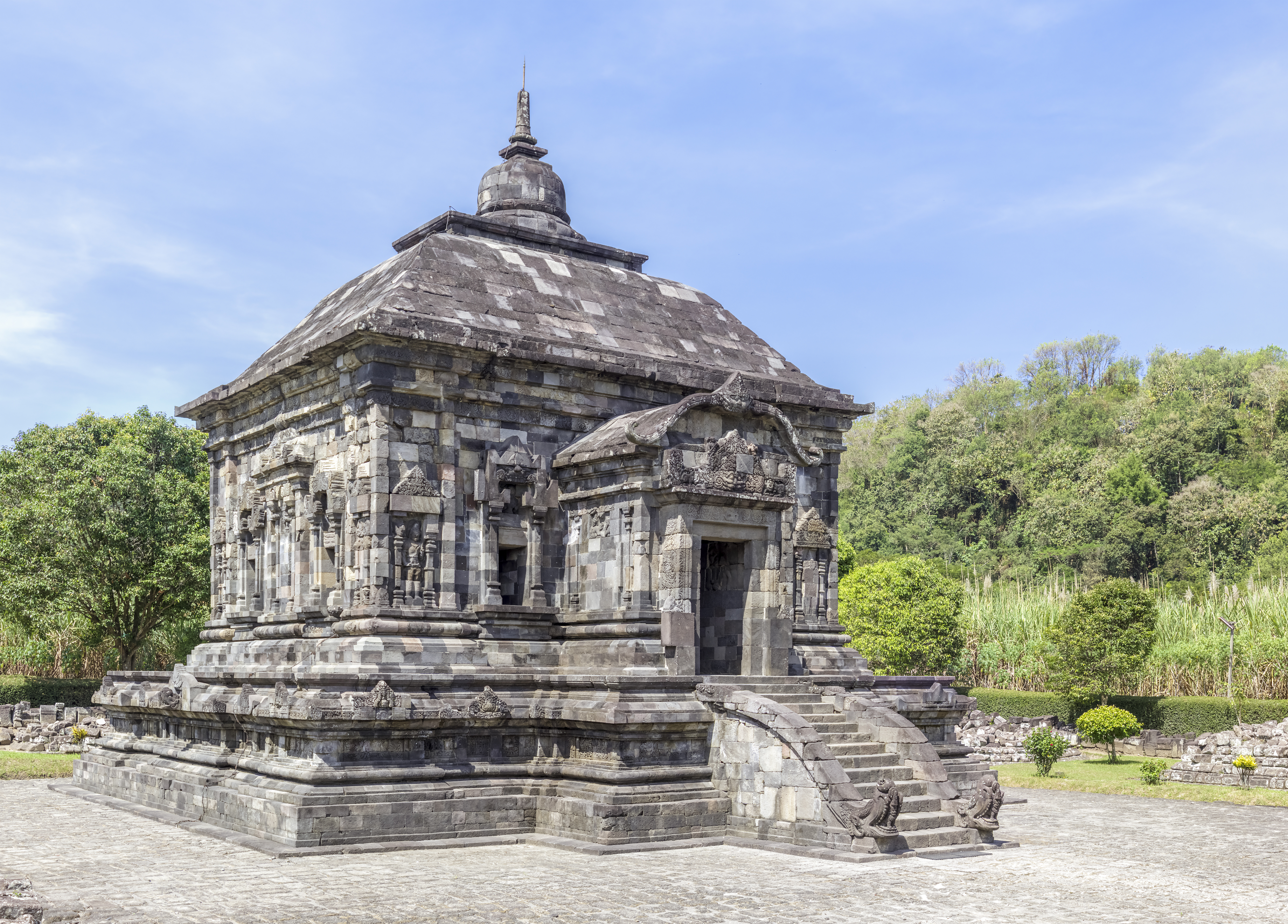
A Candi Banjunibo, a Ratu Bokoi emlékektől délkeletre

### Szumátra
- Candi Bahal
- Candi Muaro Dzsambi
- Candi Muara Takusz

### Nyugat-Jáva
- Candi Batudzsaja

### Közép-Jáva
- Candi Borobudur
- Candi Mendut
- Candi Pavon
- Candi Kalaszan
- Candi Szari
- Candi Szevu
- Candi Banjunibo
- Candi Plaoszan

### Kelet-Jáva
- Candi Dzsabung

## Japán

### Fukui

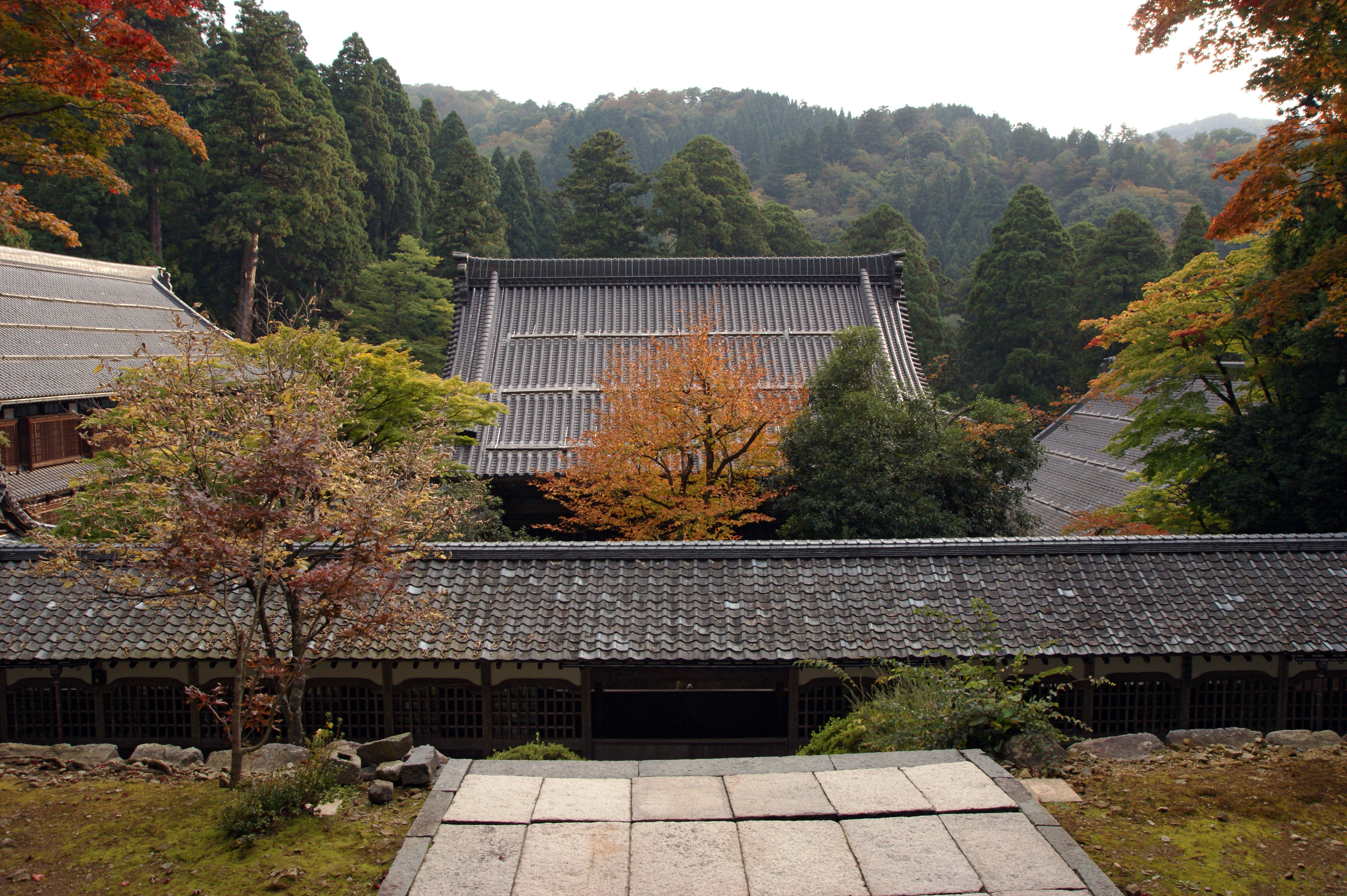
Eiheidzsi Eiheidzsi városban.

- Eiheidzsi

### Fukuoka
- Sófukudzsi

### Gifu
- Eihódzsi
- Sógendzsi
- Sóhódzsi

### Hirosima
- Buttszúdzsi
- Ankokudzsi
- Mjóó-in

### Hjógo
- Antaidzsi
- Csókódzsi
- Engjódzsi
- Hórindzsi
- Hóundzsi
- Icsidzsódzsi
- Jōdodzsi in Ono
- Kakurindzsi Kakogavában
- Szagamidzsi
- Taisandzsi Kobe városban

### Ivate
- Csúszondzsi
- Mócúdzsi

### Kagava
- Motojamadzsi

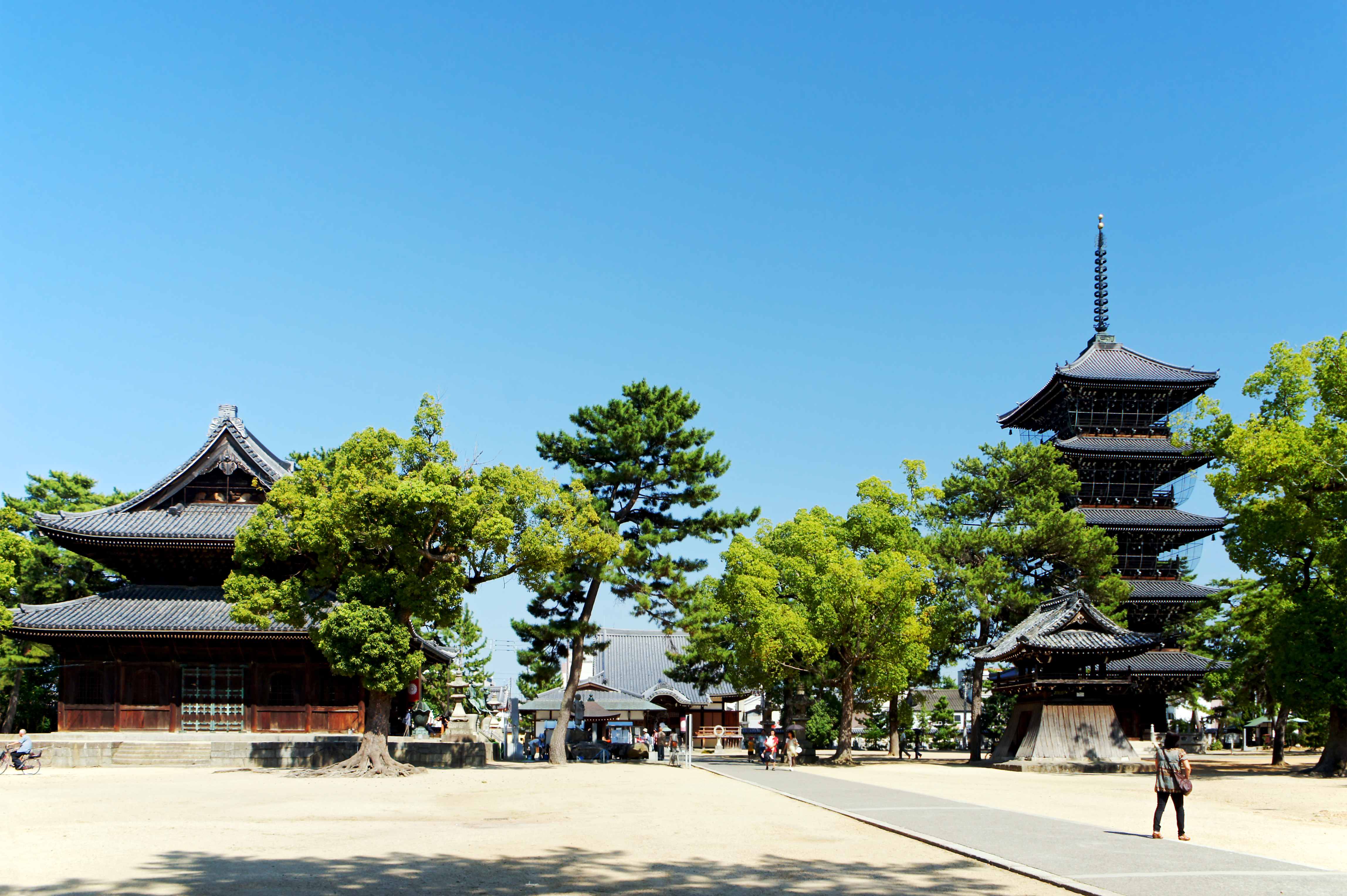
Zencúdzsi (Kúkai szülőhelye)

- Zencúdzsi - Kúkai szülőhelye, Sikoku zarándokhely

### Kanagava
- Engakudzsi
- Hókokudzsi
- Kencsódzsi
- Kótoku-in
- Szódzsidzsi

### Kiotó
- Adasino Nembucudzsi
- Bjódó-in

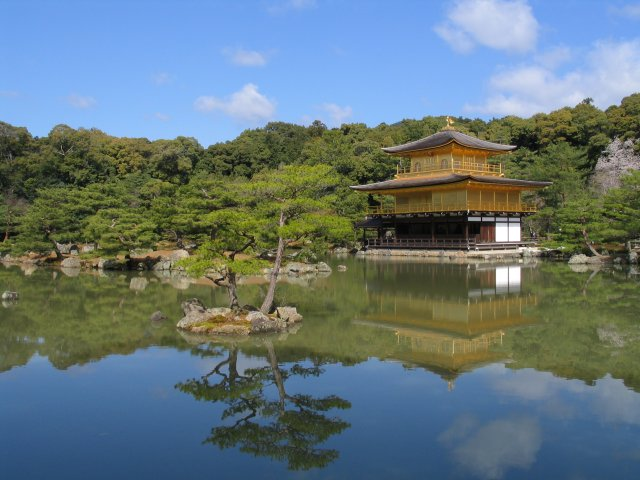
Kinkakudzsi (Rinzai-Sókokudzsi szekta), az Arany pavilon temploma, Kiotó. A Muromacsi-korban épült.

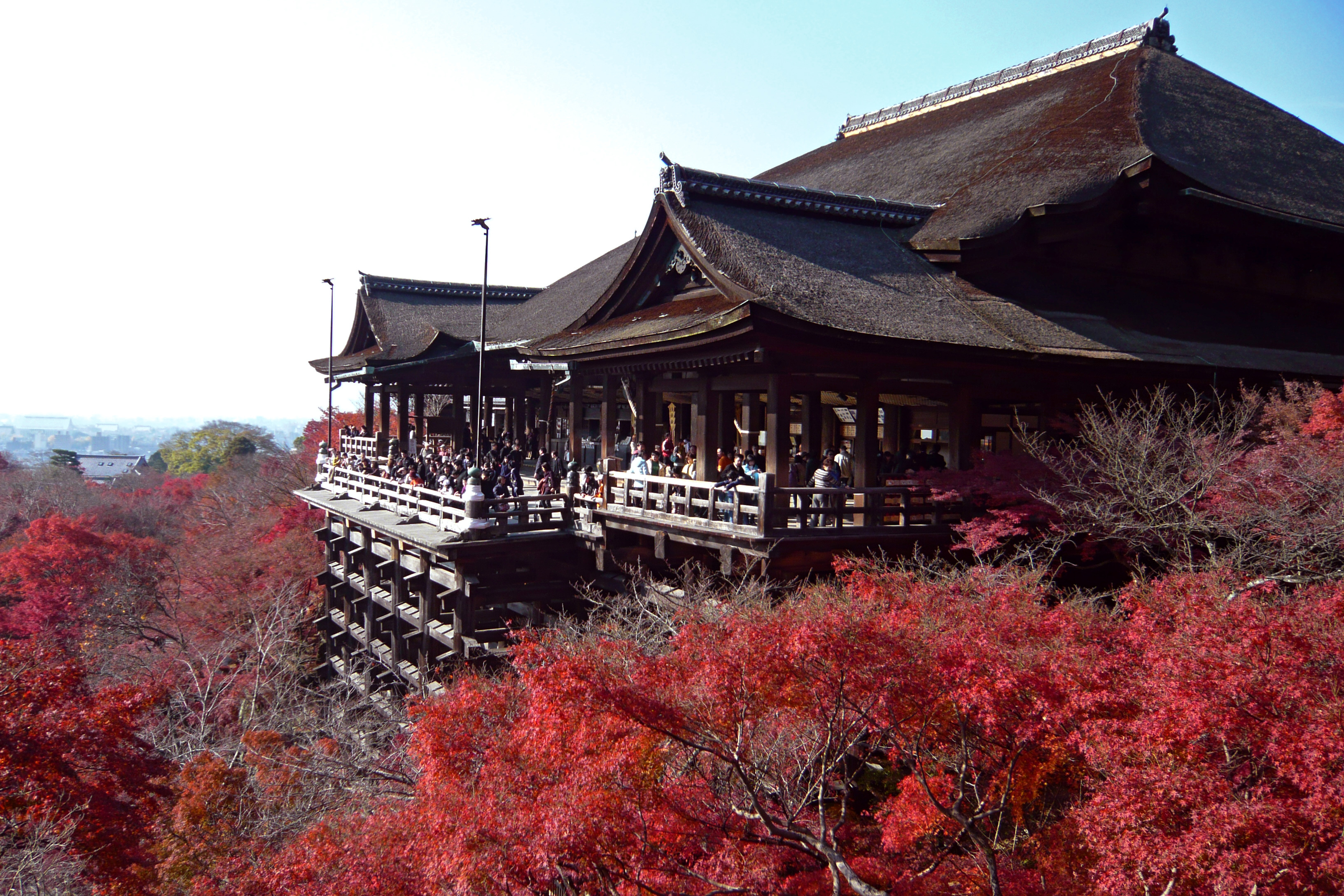
Kijomizu-dera Kiotóban

- Csion-in (a Dzsodo Su szekta fő temploma)
- Daigodzsi
- Daikakudzsi
- Daitokudzsi
- Eikan-dó Zenrindzsi
- Ginkakudzsi (Az Ezüst pavilon temploma)
- Higasi-Hongandzsi (a Dzsódo Sinsú szekta két fő temploma közül az egyik)
- Kinkakudzsi (Rokuondzsi, Szarvas kert templom, az Arany pavilon temploma)
- Kijomizu-dera
- Kódadzsi
- Kózandzsi
- Manpukudzsi
- Mjósindzsi
- Nisi-Hongandzsi (a Dzsodo sinsu szekta egyik fő temploma)
- Nanzendzsi
- Ninnadzsi
- Rjóandzsi
- Szaihódzsi
- Szandzsúszangen-dó
- Tenrjúdzsi (a Rinzai iskola fő temploma)
- Tófukudzsi
  - Mandzsudzsi
- Tódzsi

### Mijagi
- Zuigandzsi

### Nagano
- Zenkódzsi

### Nagaszaki
- Fukuszaidzsi
- Szófukudzsi Nagaszakiban

### Nara

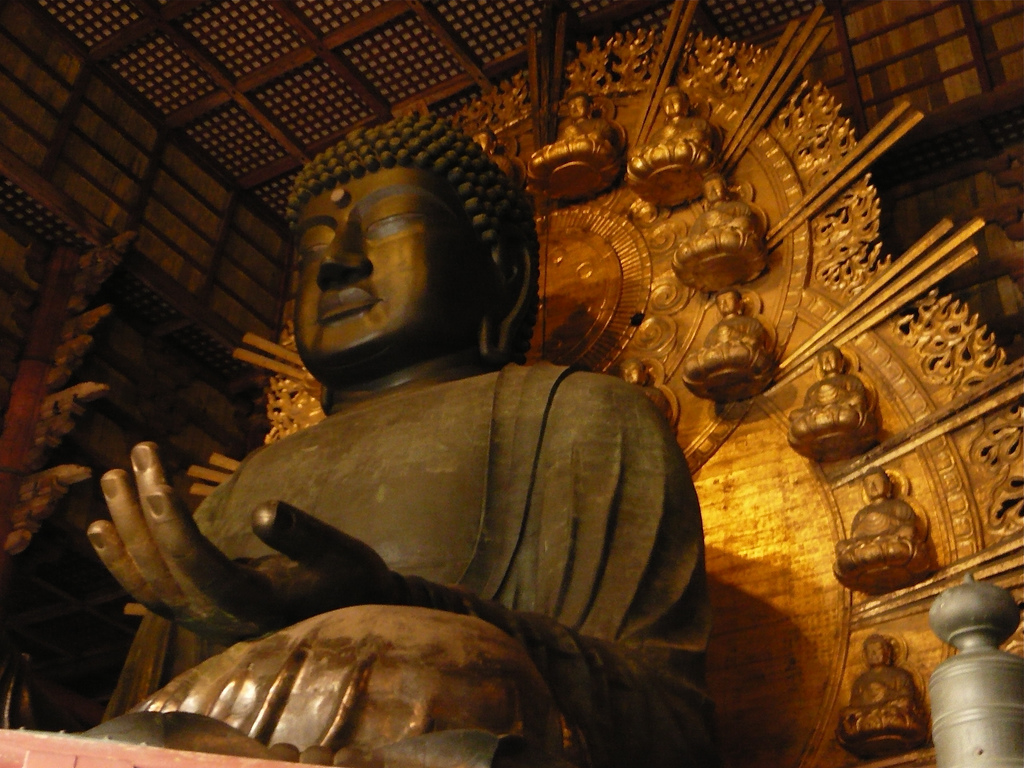
Tódaidzsi Daibucuja Nara városban

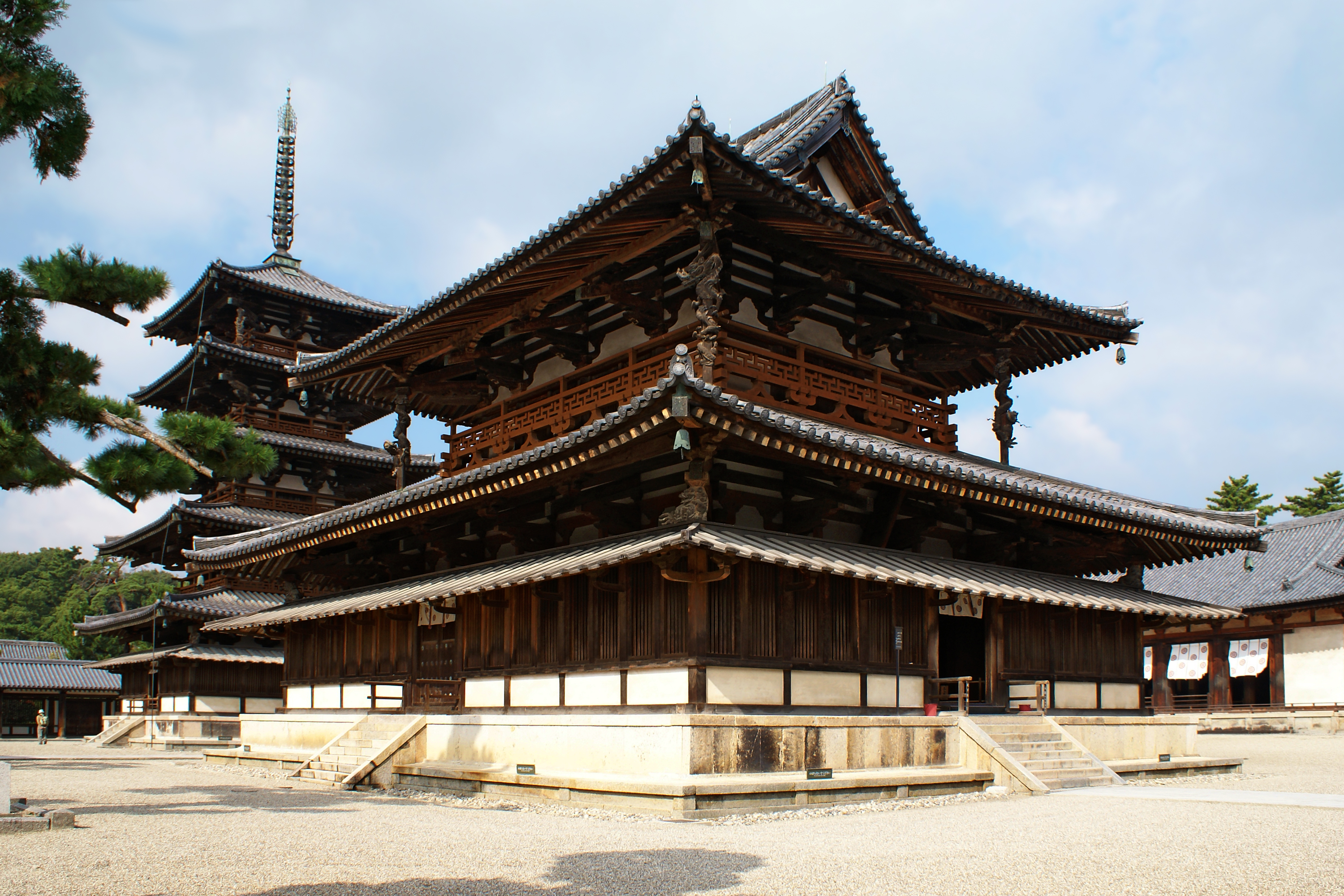
Hórjúdzsi Ikaruga városban

- Aszuka-dera
- Daiandzsi
- Gangódzsi
- Hasze-dera
- Hokkedzsi
- Hókidzsi
- Hórjúdzsi
- Kimpuszendzsi
- Kófukudzsi
- Ómineszandzsi
- Szaidaidzsi
- Muródzsi
- Sin-Jakusidzsi
- Taima-dera
- Tódaidzsi
- Tósódaidzsi
- Jakusidzsi

### Oszaka
- Sitennódzsi

### Szaitama
- Heirindzsi

### Siga

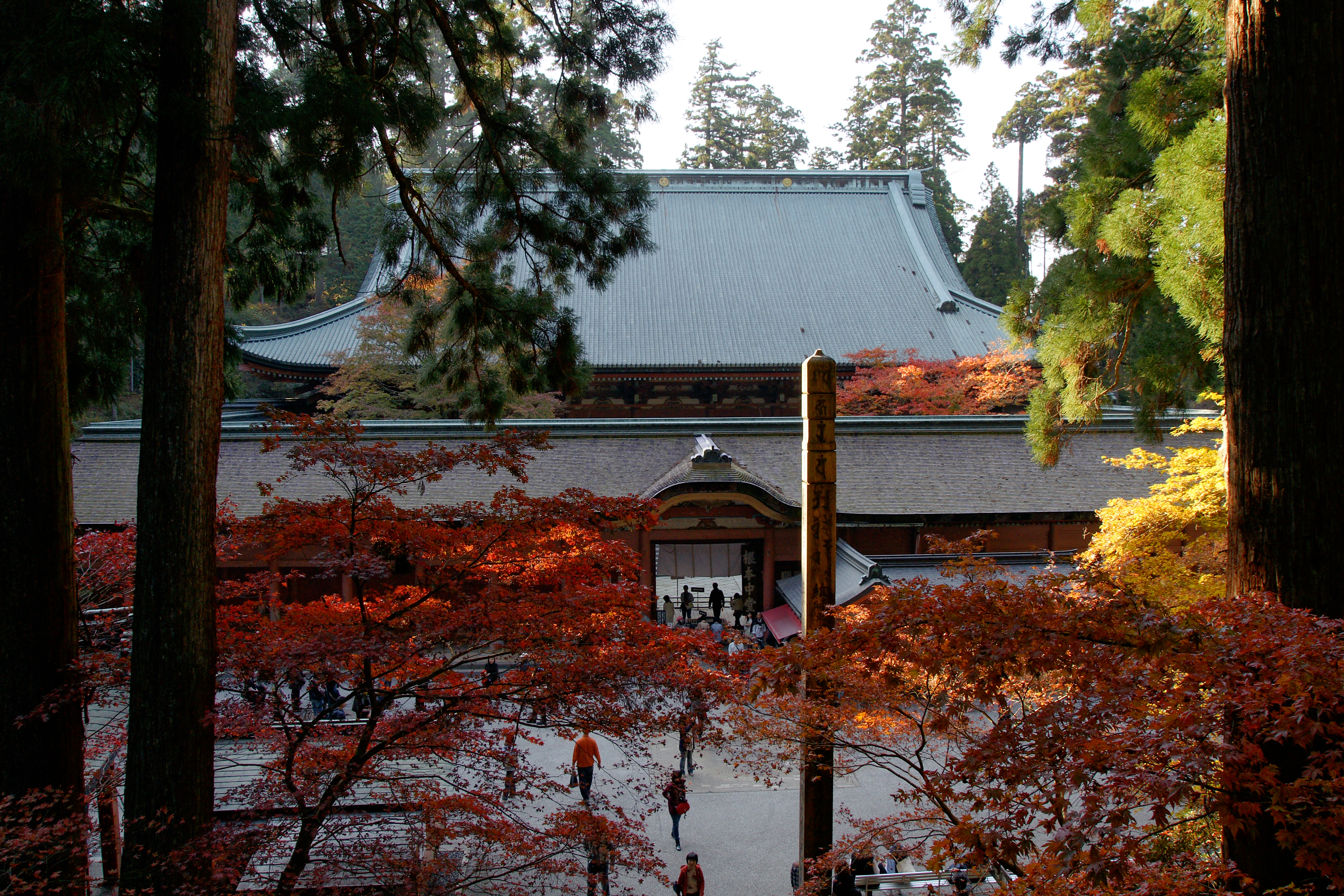
Konpon Csú-dó Enrjakudzsi Ócu Siga

- Eigendzsi
- Enrjakudzsi
- Isijama-dera
- Mii-dera

### Sizuoka
- Rjútakudzsi
- Sógendzsi
- Taiszekidzsi

### Tocsigi
- Rinnódzsi

### Tokió
- Kaneidzsi
- Szengakudzsi
- Szenszódzsi
- Sófukudzsi Higasimurajama városban

### Tojama
- Kokutaidzsi

### Vakajama

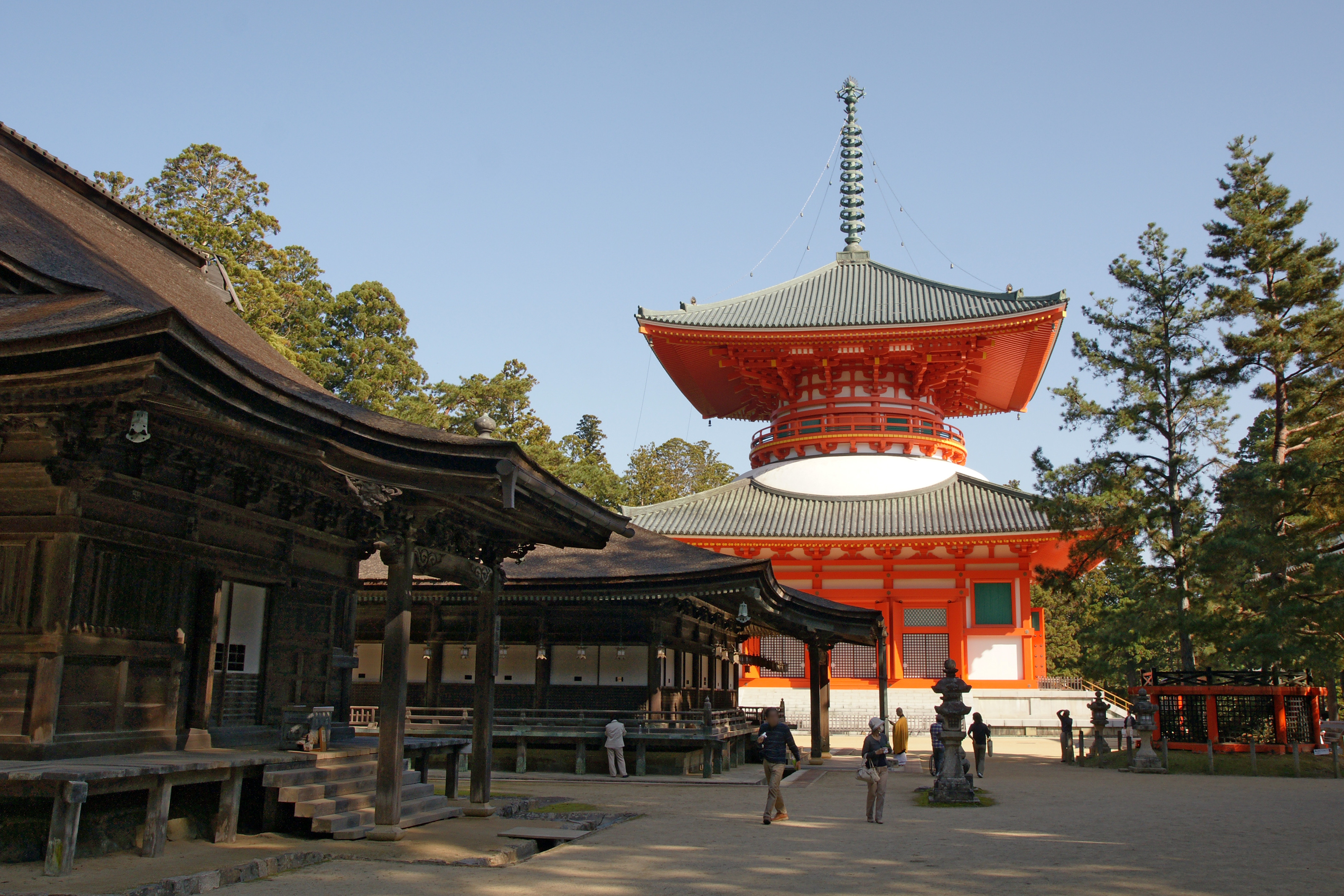
Dandzsogaran a Kója-hegyen.

- Csóhódzsi
- Fudarakusandzsi
- Dzsiszon-in
- Kója-hegy (Templomegyüttes) 
  - Kongóbudzsi
- Negorodzsi
- Szeigantodzsi

### Jamagata
- Jama-dera

### Jamagucsi
- Kózandzsi Simonoszeki városban

### Jamanasi
- Kógakudzsi
- Kuondzsi

## Kambodzsa

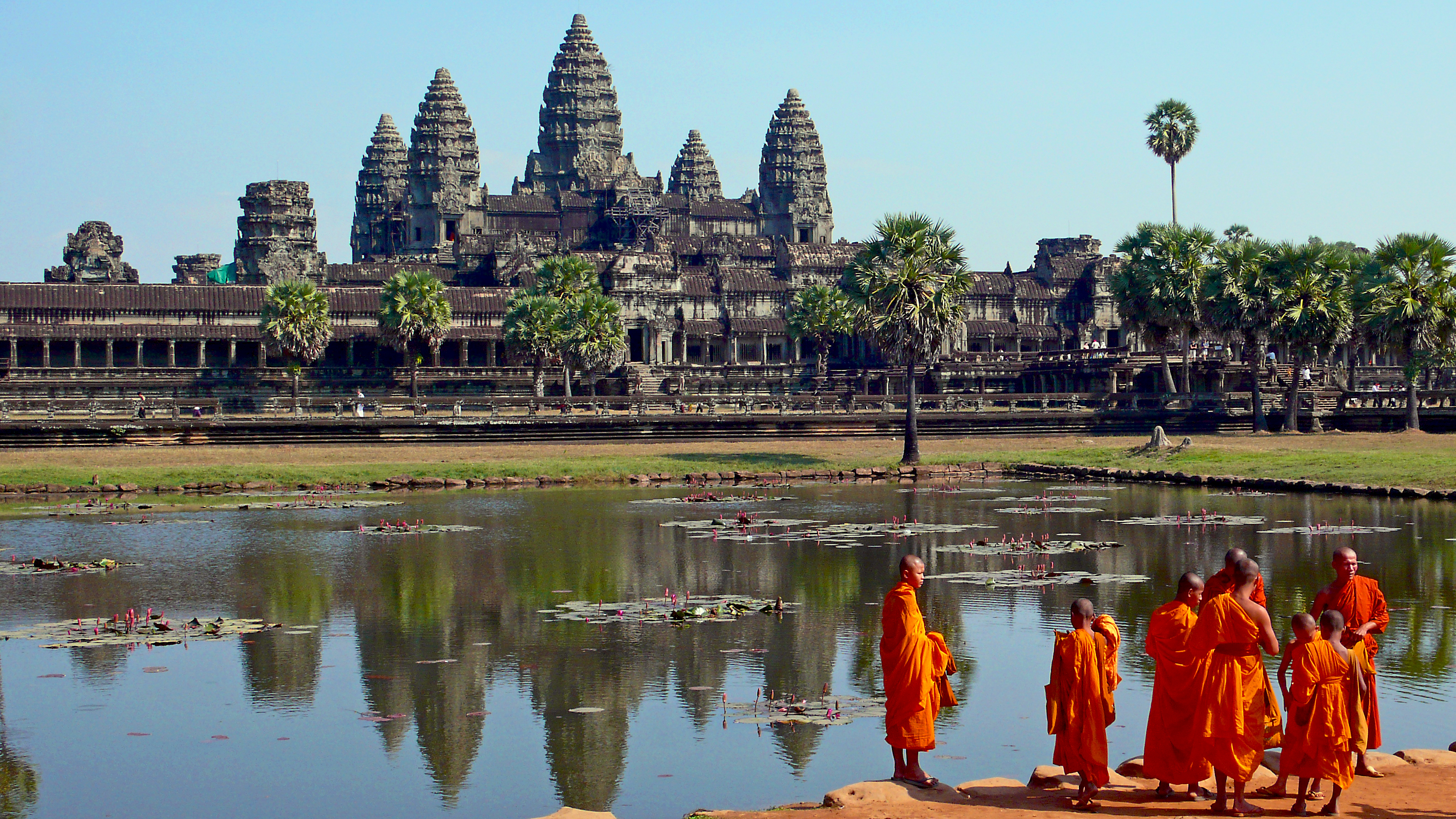
Praszat Angkorvat

### Angkor

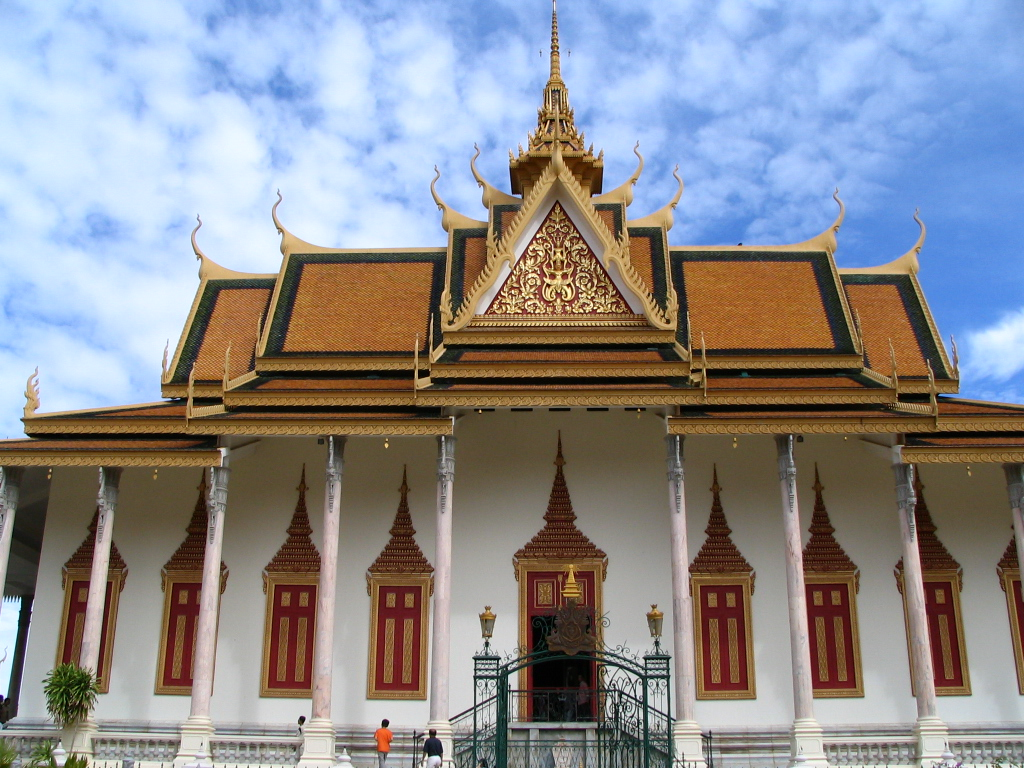
Vat Prah Keo Morokot

- Angkorvat
- Bajon
- Krol Ko
- Neak Pean
- Prah Khan
- Prah Palilay
- Ta Prohm
- Ta Som

### Kampong Thom
- Prasat Kuh Nokor

### Phnompen
- Vat Botum
- Vat Ounalom
- Vat Phnom
- Vat Prah Keo (Ezüst pagoda)

### Purszat
- Vat Bakan

## Kína

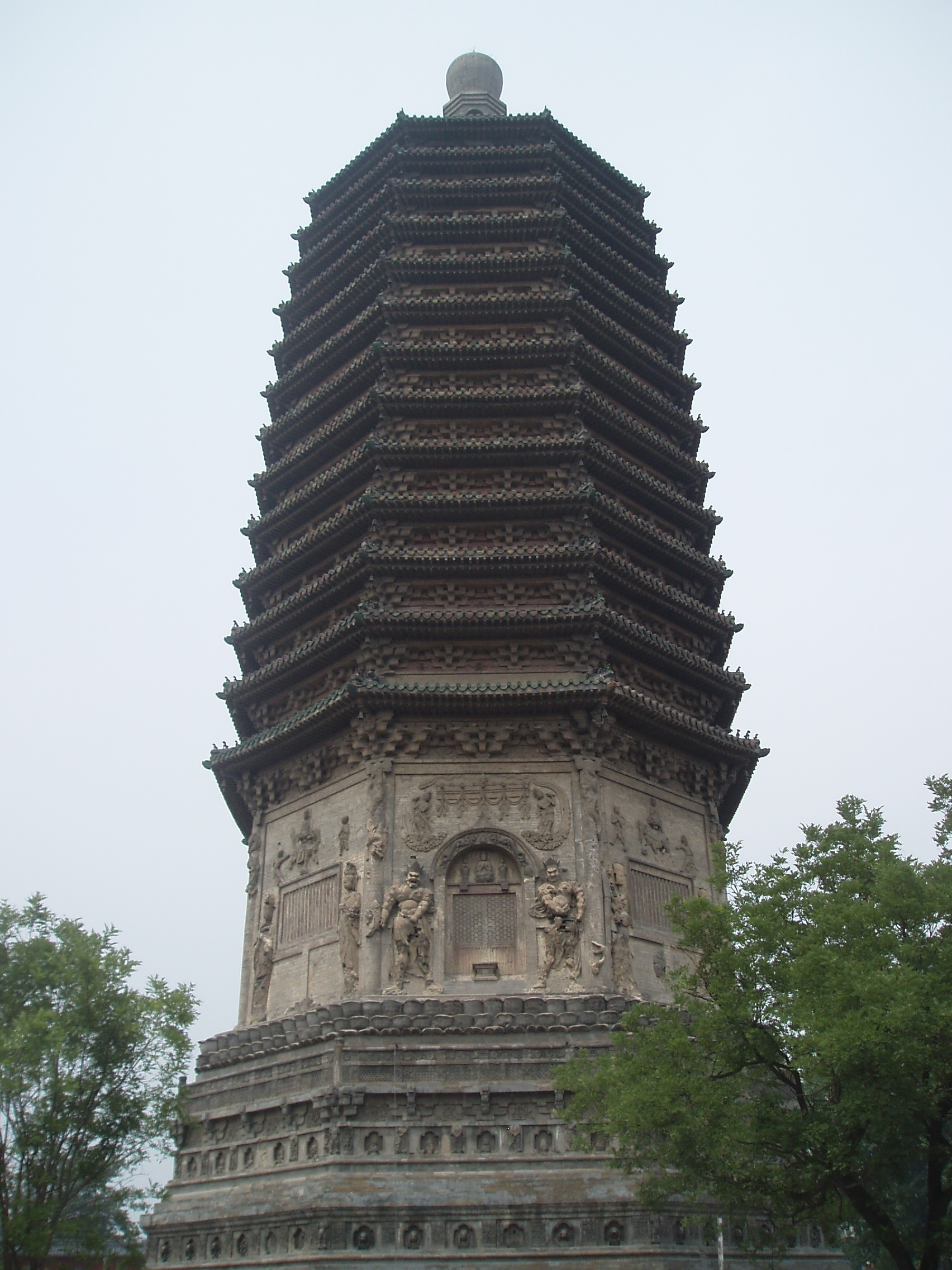
Az 1120 körül épült Tianning pagoda Pekingben.

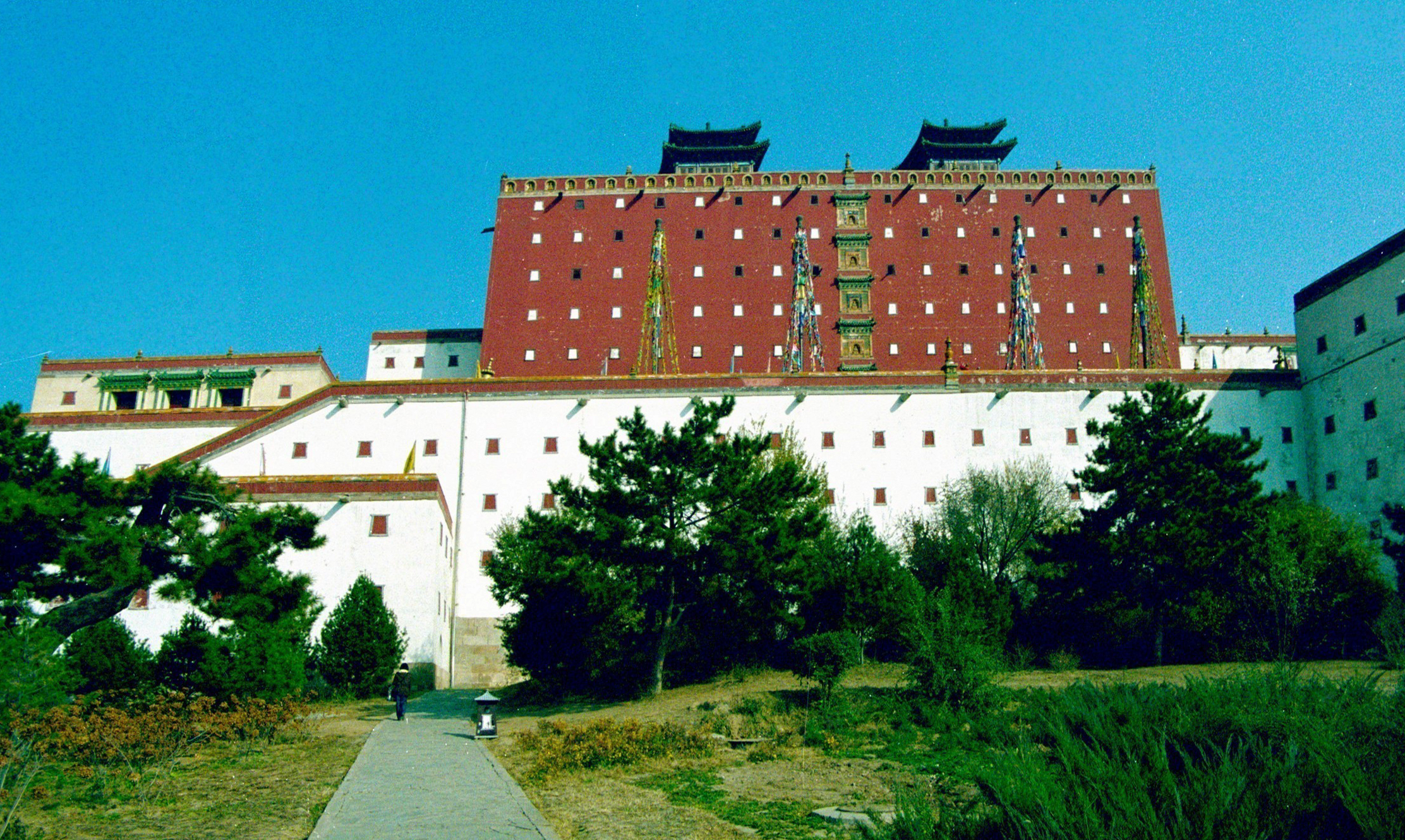
A Putuo Csongcseng templom Hopejben ötvözi a kínai és a tibeti építészeti stílust.

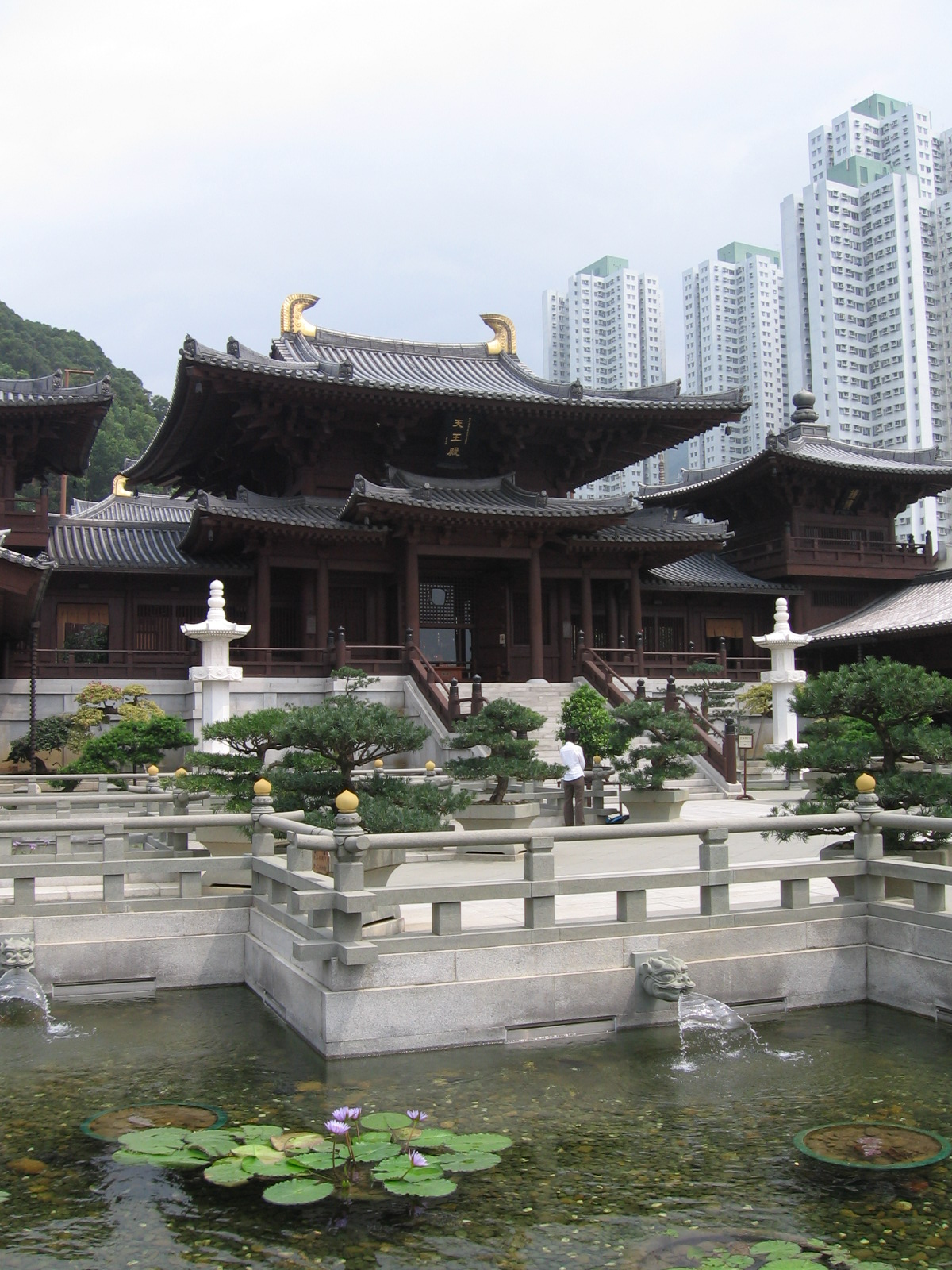
A Csi Lin zárda Hongkongban.

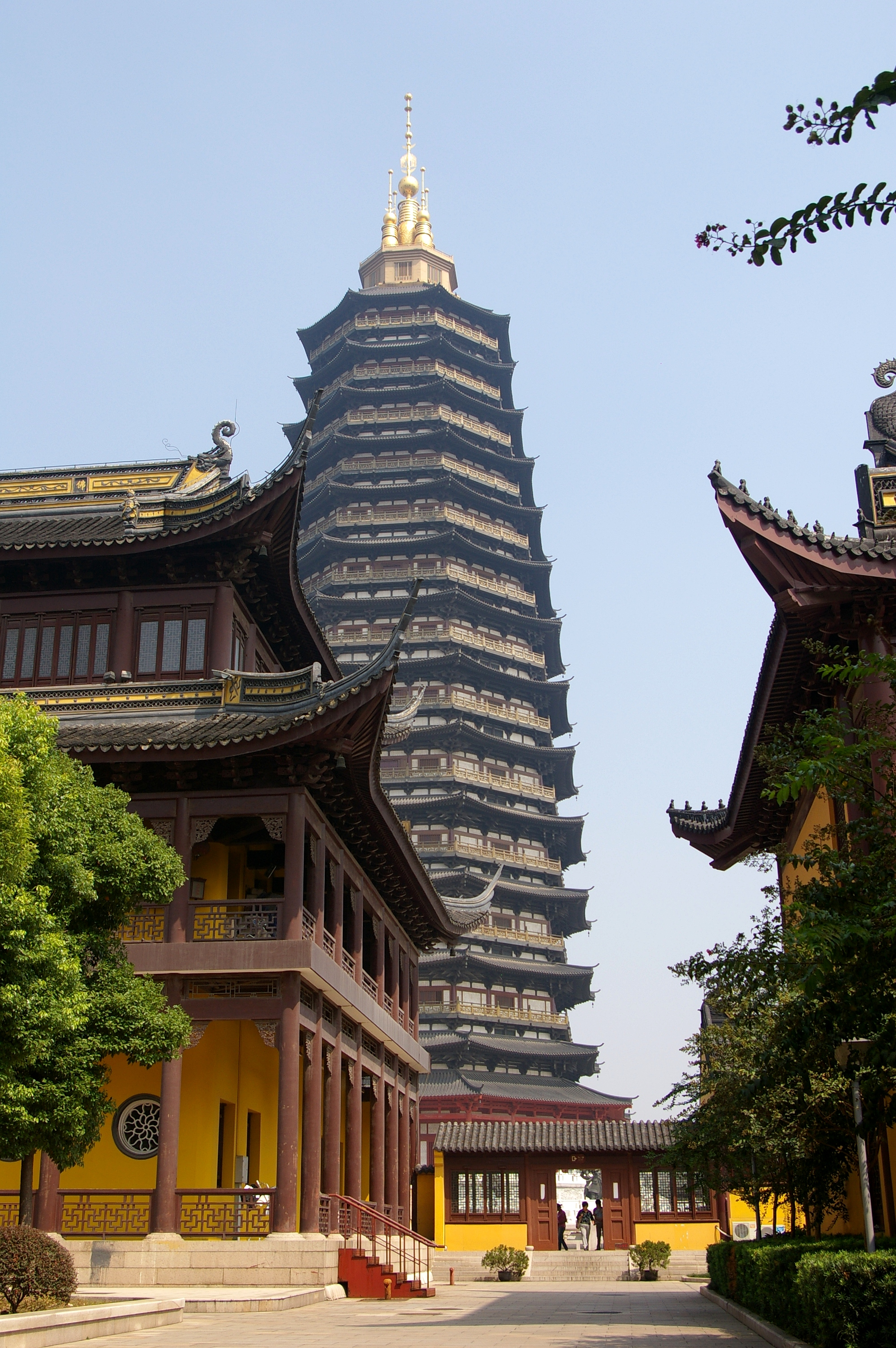
A Tianning templom (Csangcsou) Csiangszu tartományban - a világ legmagasabb pagodája és faszerkezete.

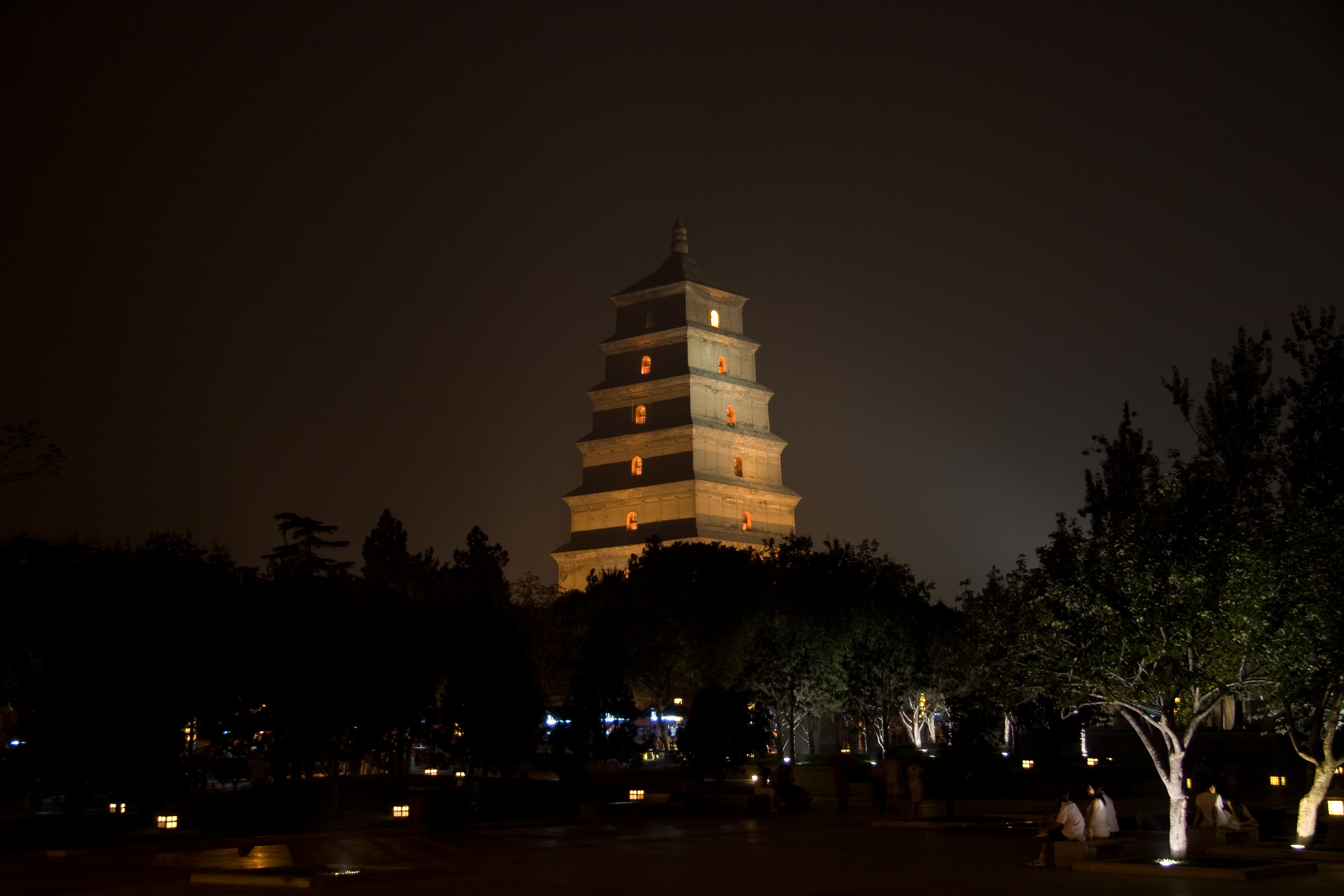
Óriás Vadlúd pagoda, Hszian, Sanhszi tartomány.

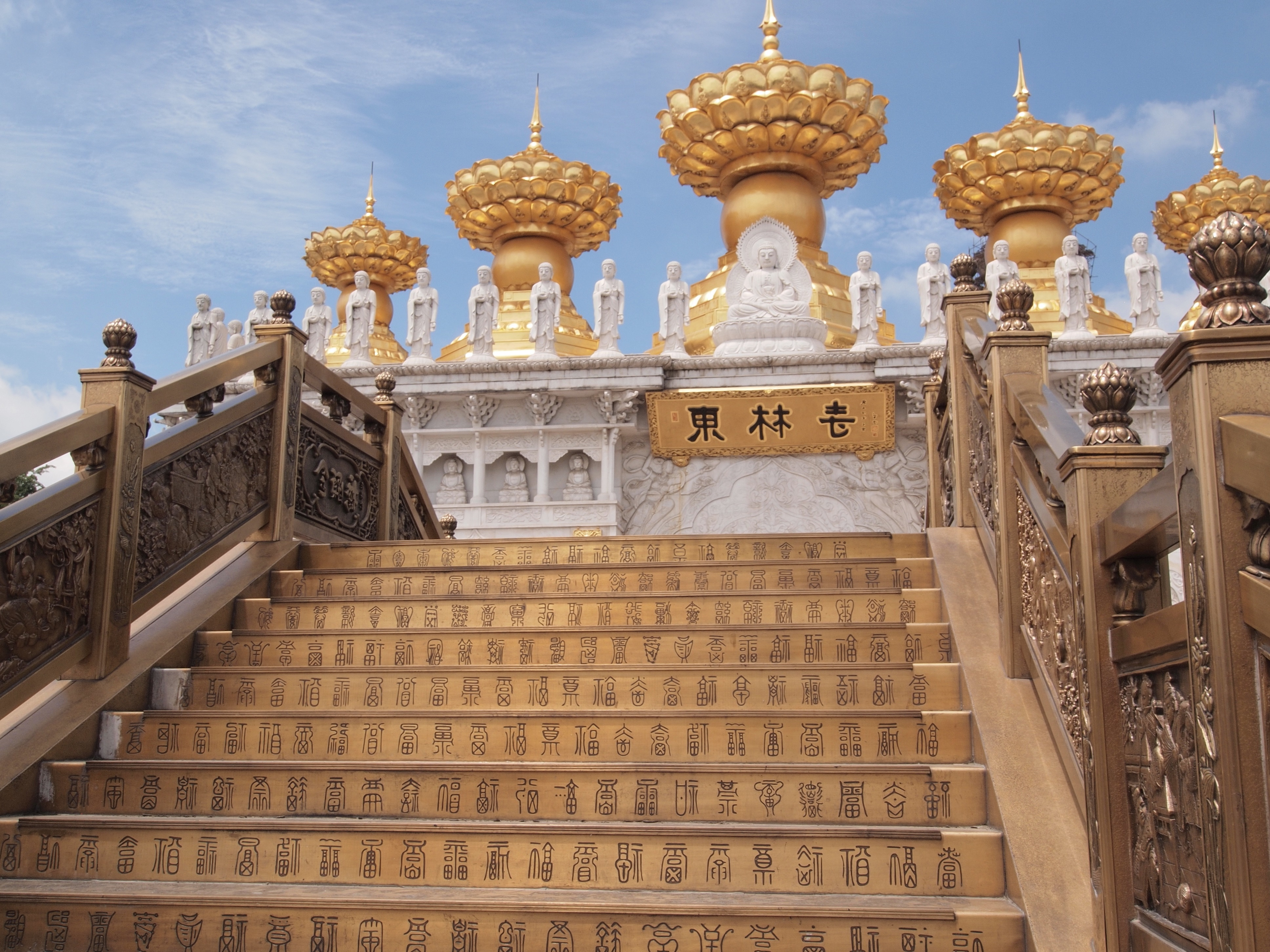
Tunglin templom (Sanghaj).

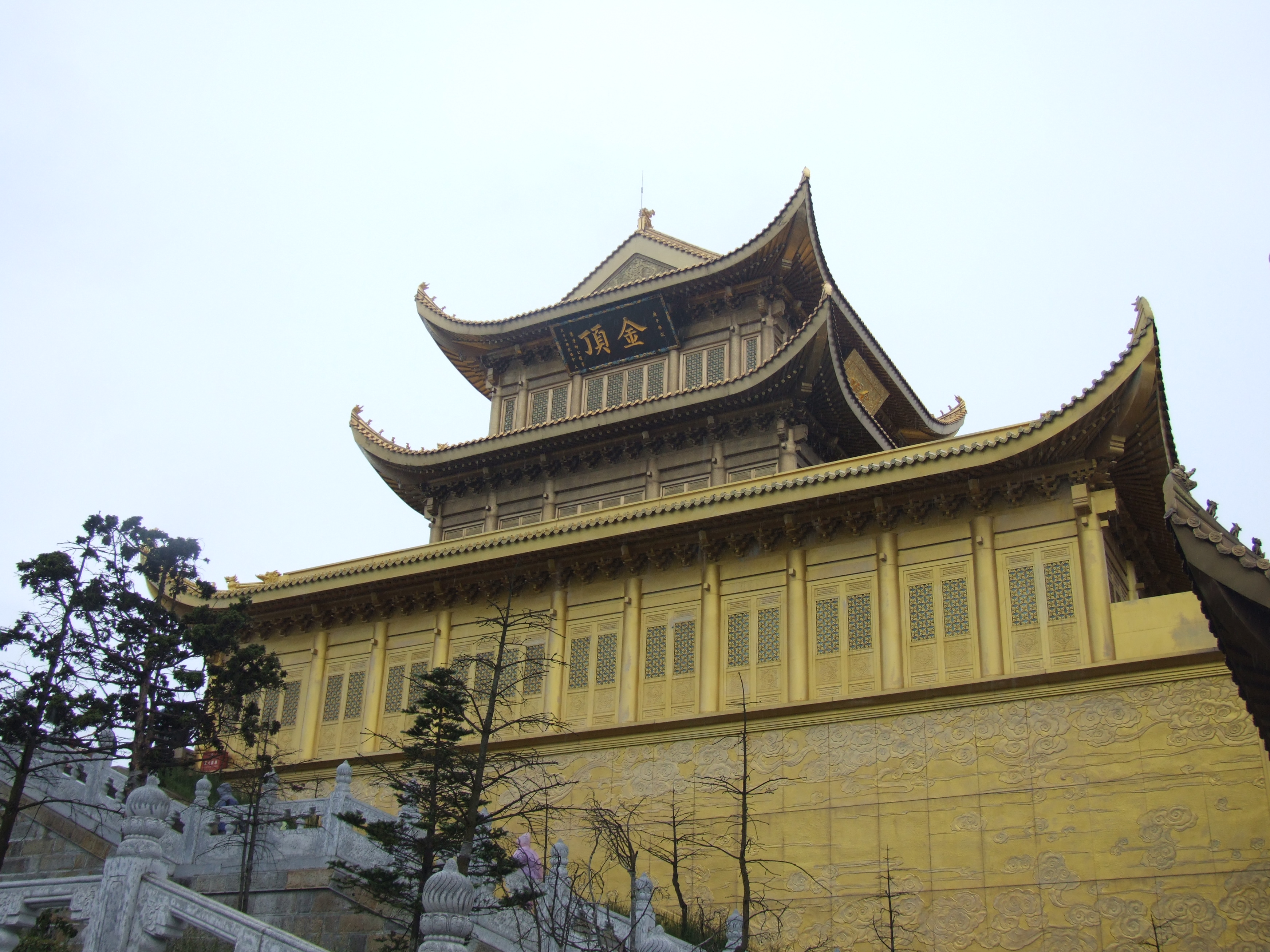
Az Arany templom az Emej-hegyen, Szecsuan tartomány.

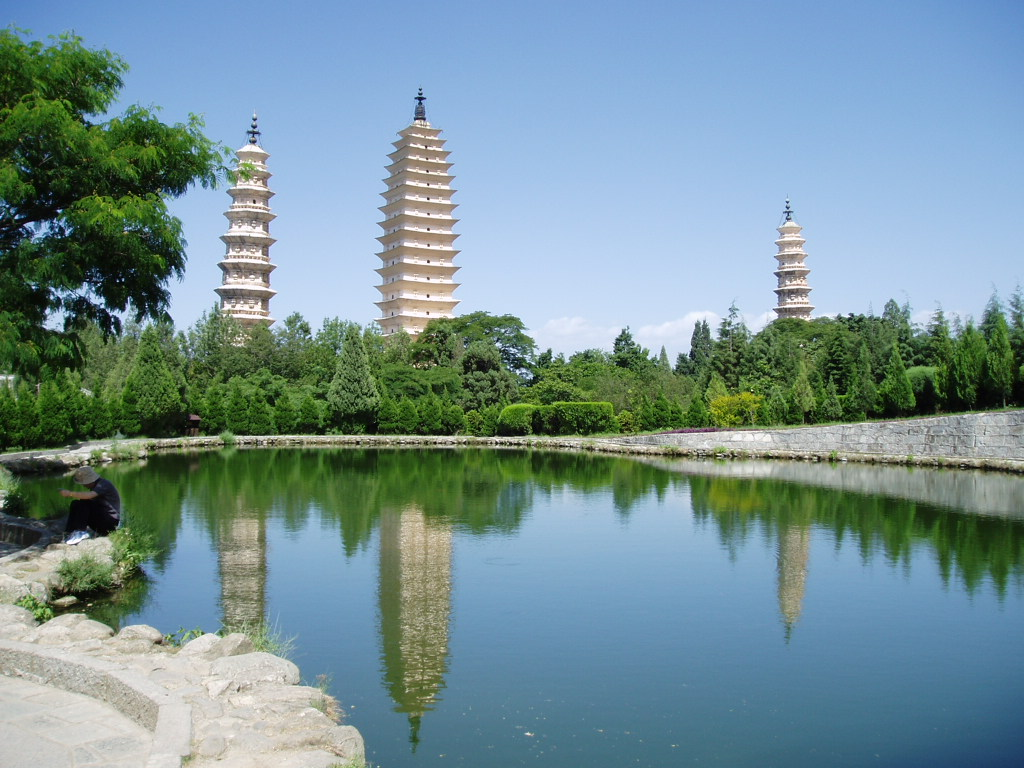
A Három pagoda, Dali városban, Jünnan.

### Anhuj
- Huacseng templom

### Peking
- Nagy harang templom (Csueseng templom)
- Fajüan templom
- Kuanghua templom
- Kuangcsi templom
- Csietaj templom
- Miaojing templom
- Tancse templom
- Azúr felhők temploma
- Tianning templom
- Vansou templom
- Jongho templom
- Juncsu templom
- Csoncsüe templom
- Csihua templom

### Fucsien
- Csaoan
- Kuanghua templom
- Kajjüan templom
- Vanfu templom

### Kuangtung
- Nanhua templom
- Kuanghsziao templom (Kuangcsou) (Kuanghsziao Szi)

### Hainan
- Nansan templom (Sanya)

### Hopej
- Kajsan templom
- Lunghszing kolostor
- Puning templom
- Putuo Csongcseng templom

### Honan
- Tahsziangkuo templom
- Vas pagoda
- Saolin kolostor
- Szungjüe pagoda
- Fehér ló templom
- Joukuo templom

### Hohhot
- Öt pagoda templom

### Hupej
- Kuijuan templom

### Hongkong
- Csi Lin zárda
- Kvan Kung pavilon
- Po Lin kolostor
- Cing San kolostor
- C San kolostor
- Jüen Jüen Intézet

### Csiangszu
- Hansan templom
- Hucsiu torony
- Csiming templom
- Lingcsu templom
- Csihszia templom
- Tianning templom (天宁宝塔), Csangcsou, a világ legmagasabb pagodája. magassága: 153,8 méter.

### Csianghszi
- Tunglin templom

### Ninghszia
- Pajszikou négyzetpagoda

### Csuancsou
- Kaiyuan templom

### Sanhszi
- Famen templom
- Óriás Vadlúd pagoda
- Kis Vadlúd pagoda
- Hszingcsiao Temple

### Santung
- Négy kapu pagoda
- Lingjan templom
- Paohsziang templom - Vensang megye
- Zhanshan templom

### Sanghaj
- Tunglin templom
- Jáde Buddha templom
- Csingan templom
- Longhua templom

### Sanhszi
- Fokuang templom
- Nancsan templom
- A Fokong templom pagodája

### Szecsuan
- Paoen templom

### Tibet

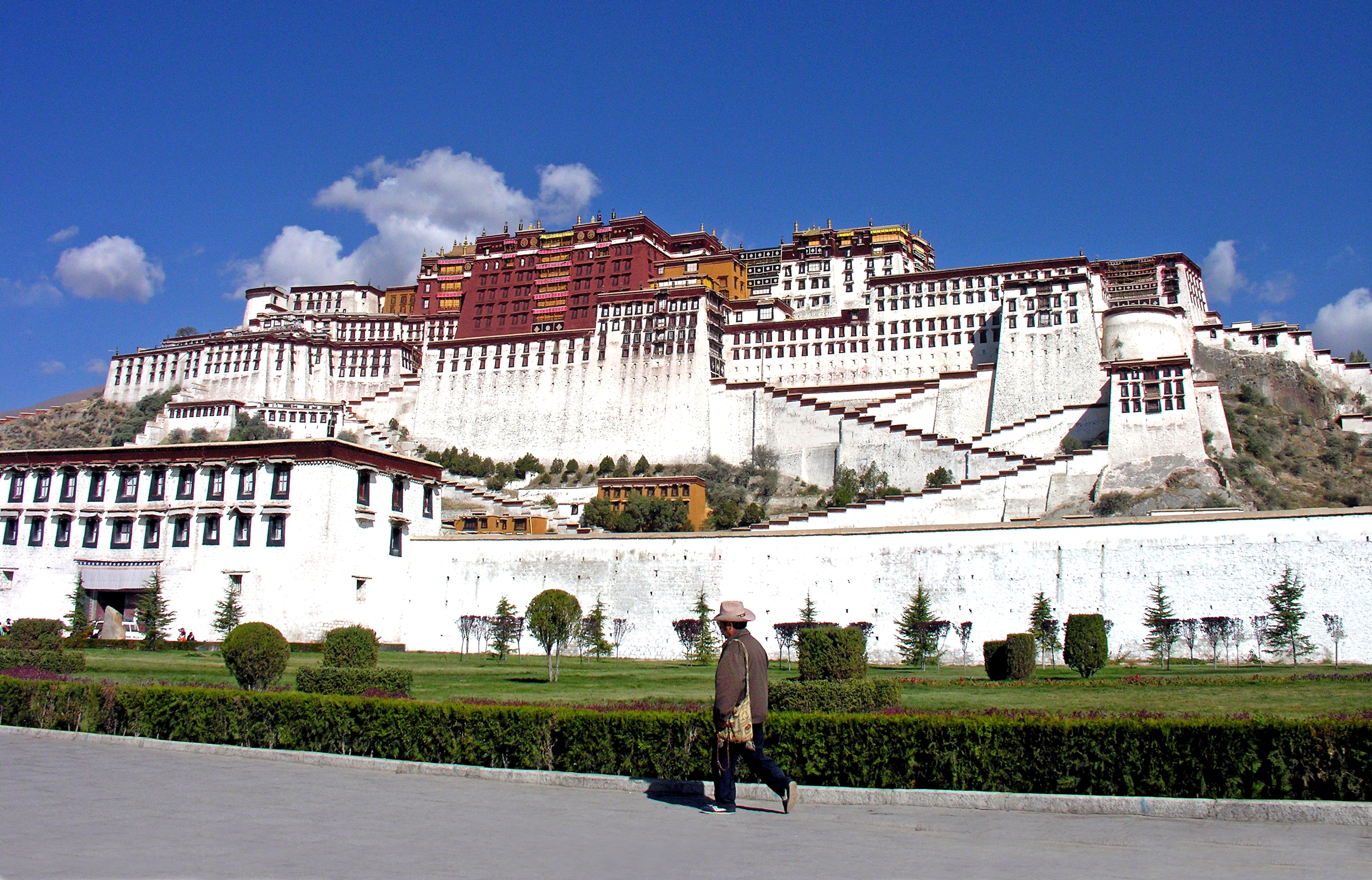
A Potala palota Lhászában, Tibet.

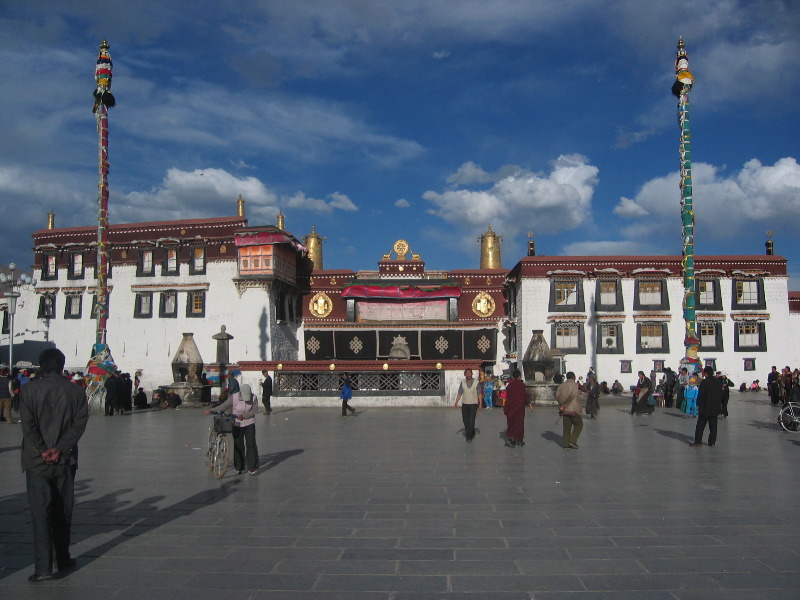
A Dzsokhang templom Lhászában, Tibet.

- Drepung kolostor
- Dzsokhang
- Ganden kolostor
- Katok kolostor
- Khorzsak kolostor
- Menri kolostor
- Mindrolling kolostor
- Necsung
- Palpung kolostor
- Paljul
- Ralung kolostor
- Szakja kolostor
- Szamding kolostor
- Szamje
- Szera kolostor
- Secsen kolostor
- Szimbiling kolostor
- Szurmang
- Tasilhunpo kolostor
- Ci Neszar
- Curphu kolostor
- Jerpa

### Jünnan
- Három pagoda
- Jüantong templom

### Csöcsiang
- Paokuo templom
- Kuocsing templom
- Csingcsi templom
- Lingjin templom
- Liuhe pagoda
- Pucsi templom
- Fajü templom

## Laosz

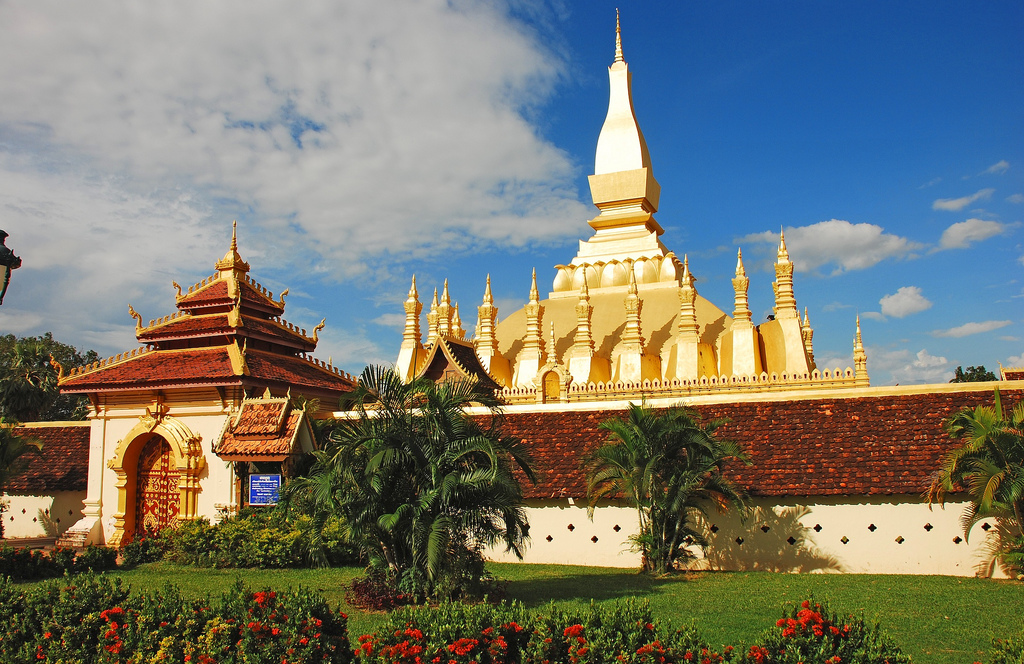
Pha That Luang

### Vientián
- Pha That Luang, Vientián
- Vat Szi Szaket, Vientián
- That Dam, Vientián

### Luangprabang
- Vat Hsziengtong, Luangprabang

## Magyarország

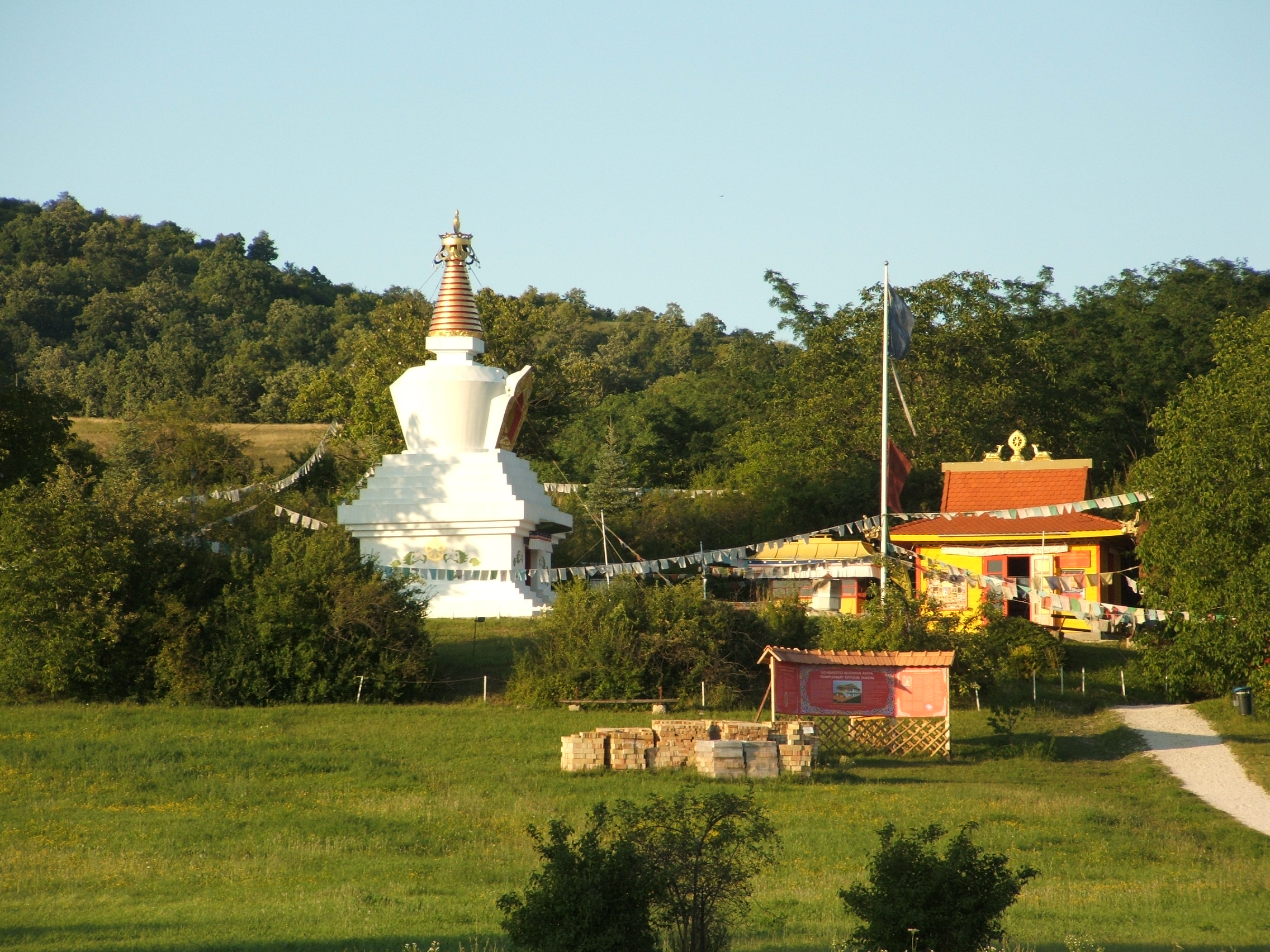
Kőrösi Csoma Sándor emléksztúpa Tar községben.

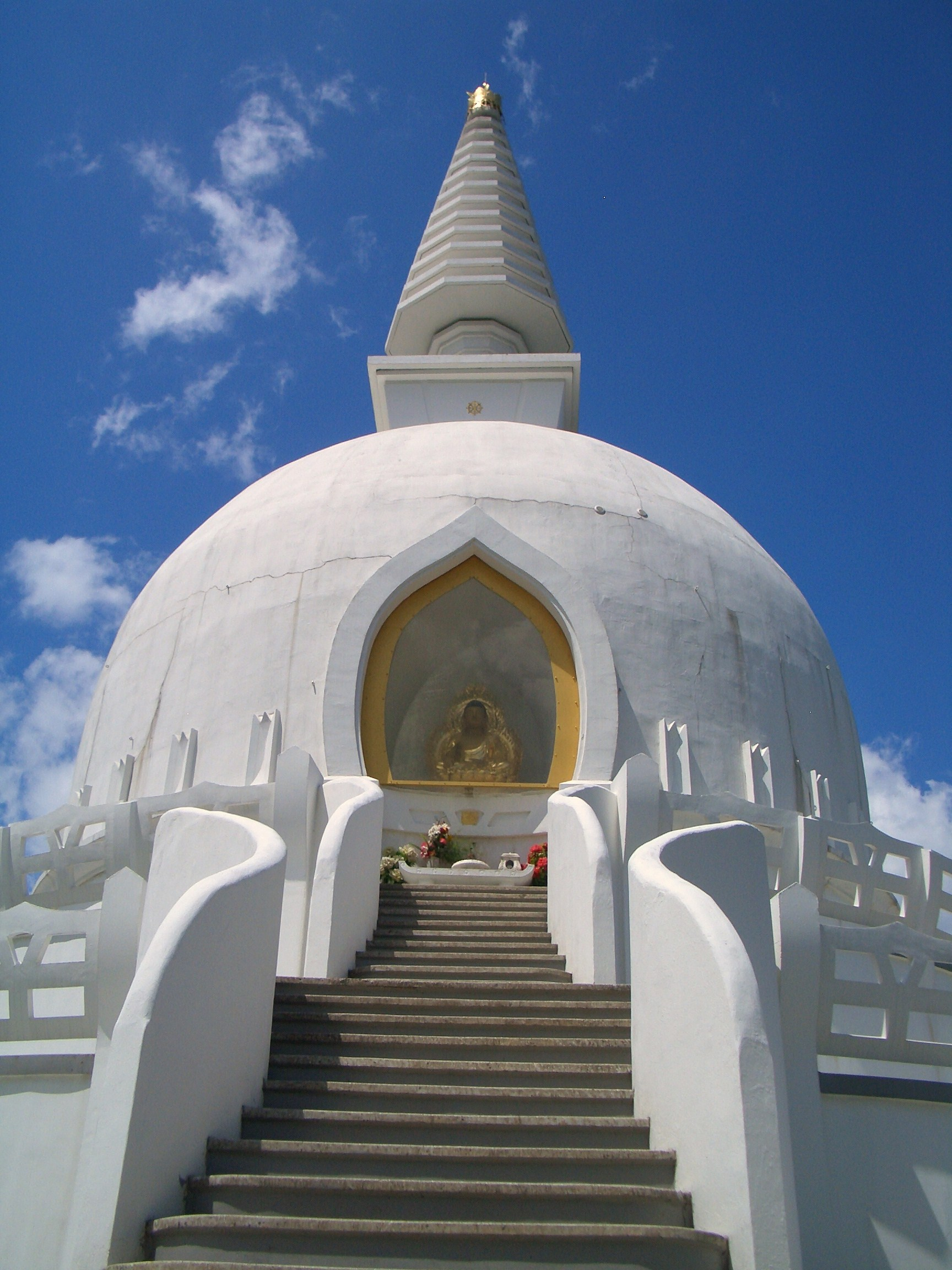
A zalaszántói sztúpa

### Borsod-Abaúj-Zemplén vármegye
- Csernelyi sztúpa, Bükkmogyorósd, Csernely

### Komárom-Esztergom vármegye
- Eredeti Fény zen-templom, Esztergom, zen Kvan Um iskola, Koreai hagyomány[2]

### Nógrád vármegye
- Tari sztúpa, Tar, Nógrád vármegye
- Becskei sztúpa, Becske, Nógrád vármegye

### Pest vármegye
- Budakeszi sztúpa, Budakeszi
- Dhammadípa kolostor, Bajna[3]
- Hoboji zen templom, Pilisszentlászló[4]
- Pu Ji templom, Budapest, 15. kerület, kínai csan[5]
- Uszó Tanya és Elvonulási Központ, Budapest, Tan Kapuja Buddhista Főiskola

### Szabolcs-Szatmár-Bereg vármegye
- Biri sztúpa, Biri[6]

### Vas vármegye
- Mokusho zen-ház, Szombathely[7]

### Zala vármegye
- Zalaszántói sztúpa, Zalaszántó

## Malajzia

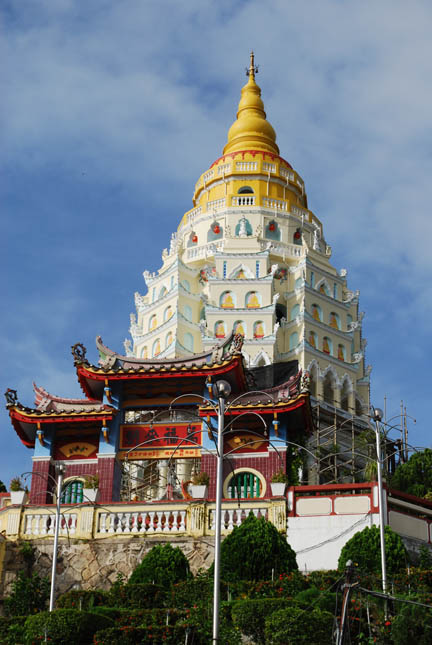
Kek Lok Si Temple, Pinang

### Kuala Lumpur
- Buddhista Mahávihára (Kuala Lumpur)
- Thai Buddhista Csetavan templom
- Thean Hou templom
- Szin Szce Szi Ja templom

### Melaka
- Cseng Hun Teng

### Penang
- Kek Lok Szi templom (槟城极乐寺)
- Dhammikarama Burmai templom
- Vat Csaijamangkalaram
- Kong Hok templom
- Kígyó templom
- Nibbinda erdei kolostor (丛林道场)

### Kelantan
- Vat Phothivihan

### Perak
- Szaszanarakkha buddhista szentély
- Szampotong
- Keklukszah templom

## Mongólia

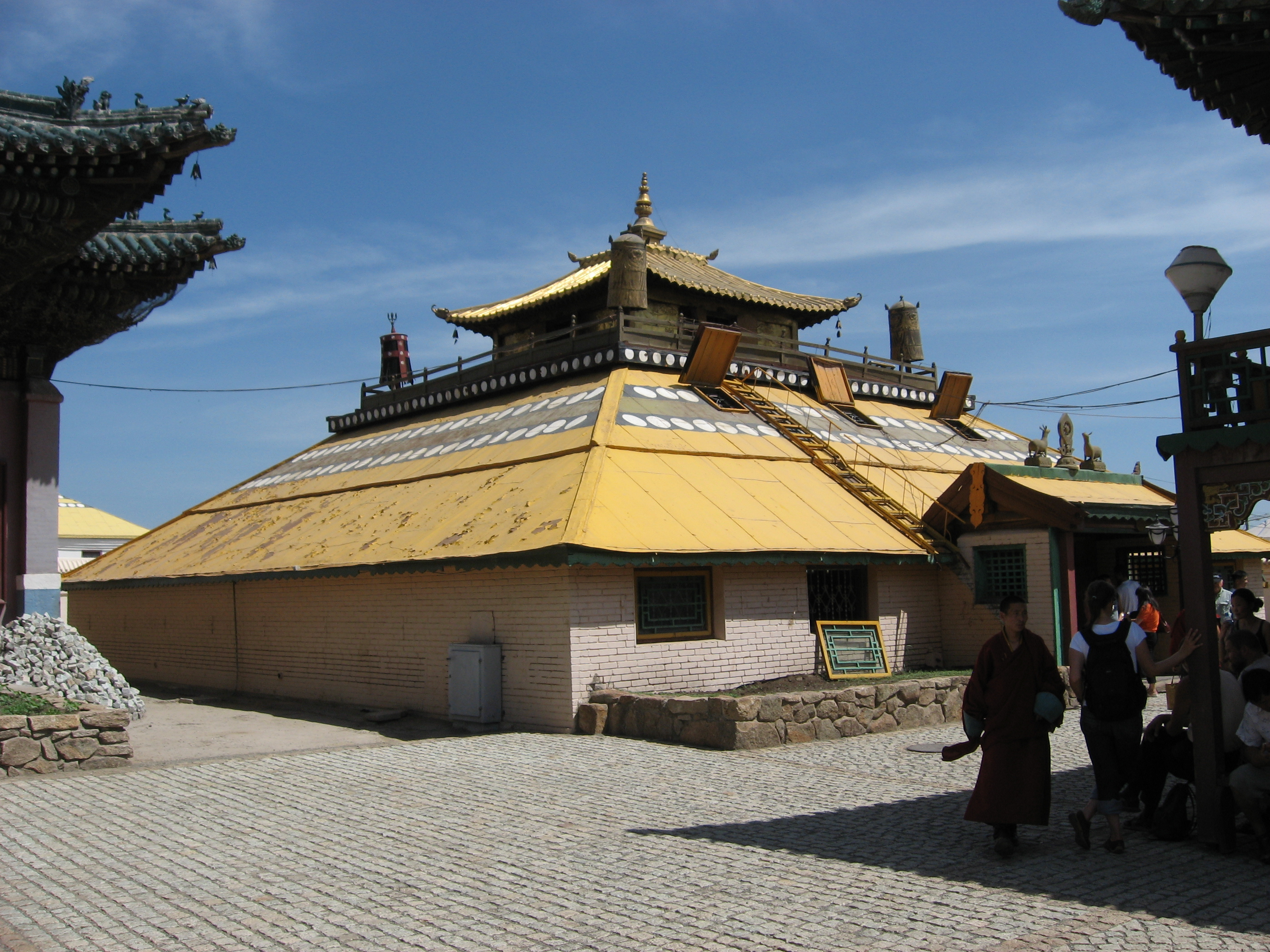
Golden Temple at Gandan Monastery in Ulan Bator.

### Ulánbátor
- Gandantegcsinlen Khiid kolostor

### Övörkhangai
- Erdene Zuu kolostor

### Szelenge
- Amarbajaszgalant Khiid
- Sankh kolostor

## Nepál

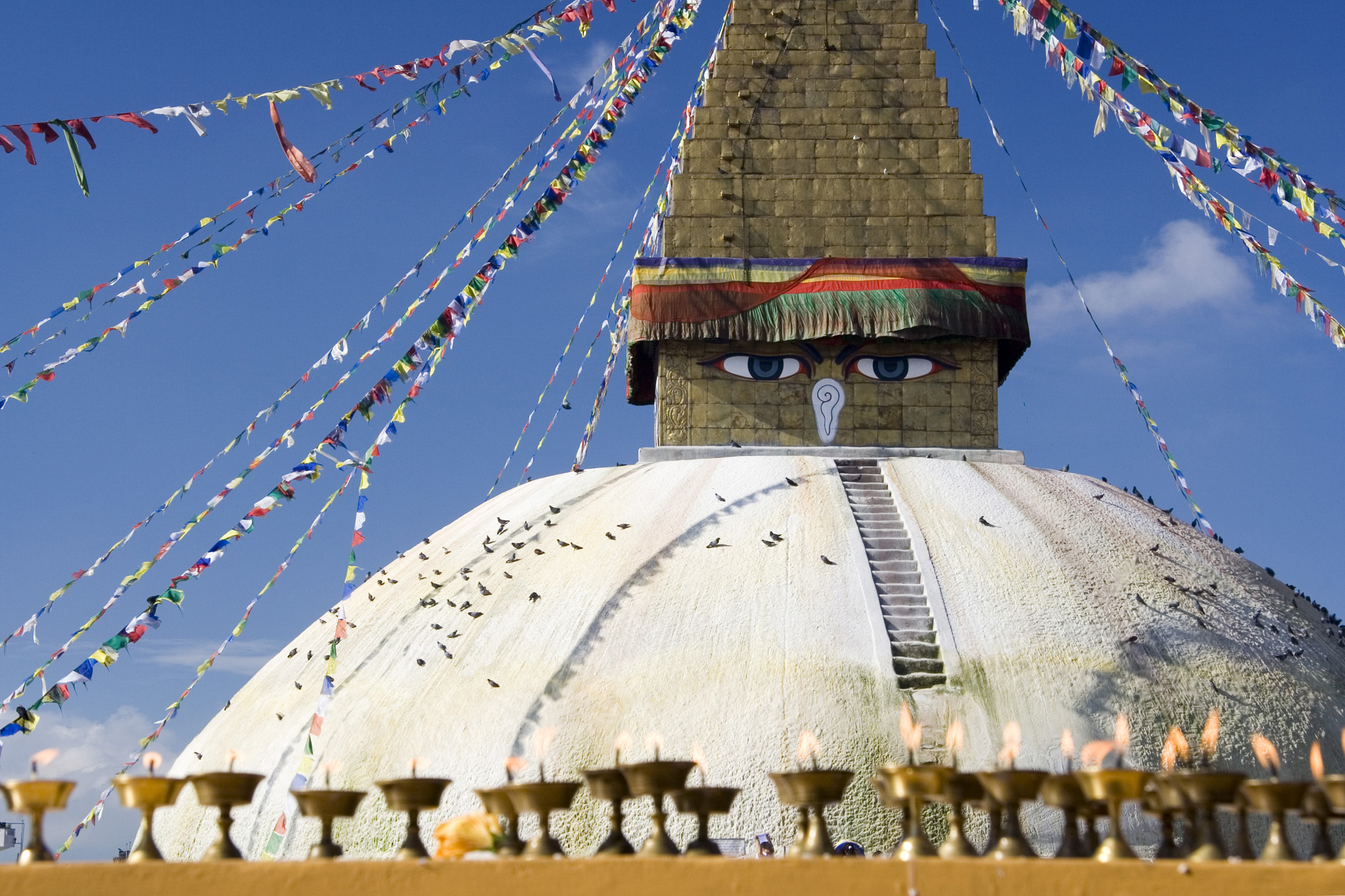
Boudhanath Katmanduban, Nepál.

### Kapilbasztu körzet
- Tilaurakot

### Katmandu körzet
- Szvajambhunath
- Boudhanath

### Musztang körzet
- Muktinath

### Rupandehi körzet
- Májá déví templom, Lumbini, Gautama Buddha szülőhelye

## Srí Lanka

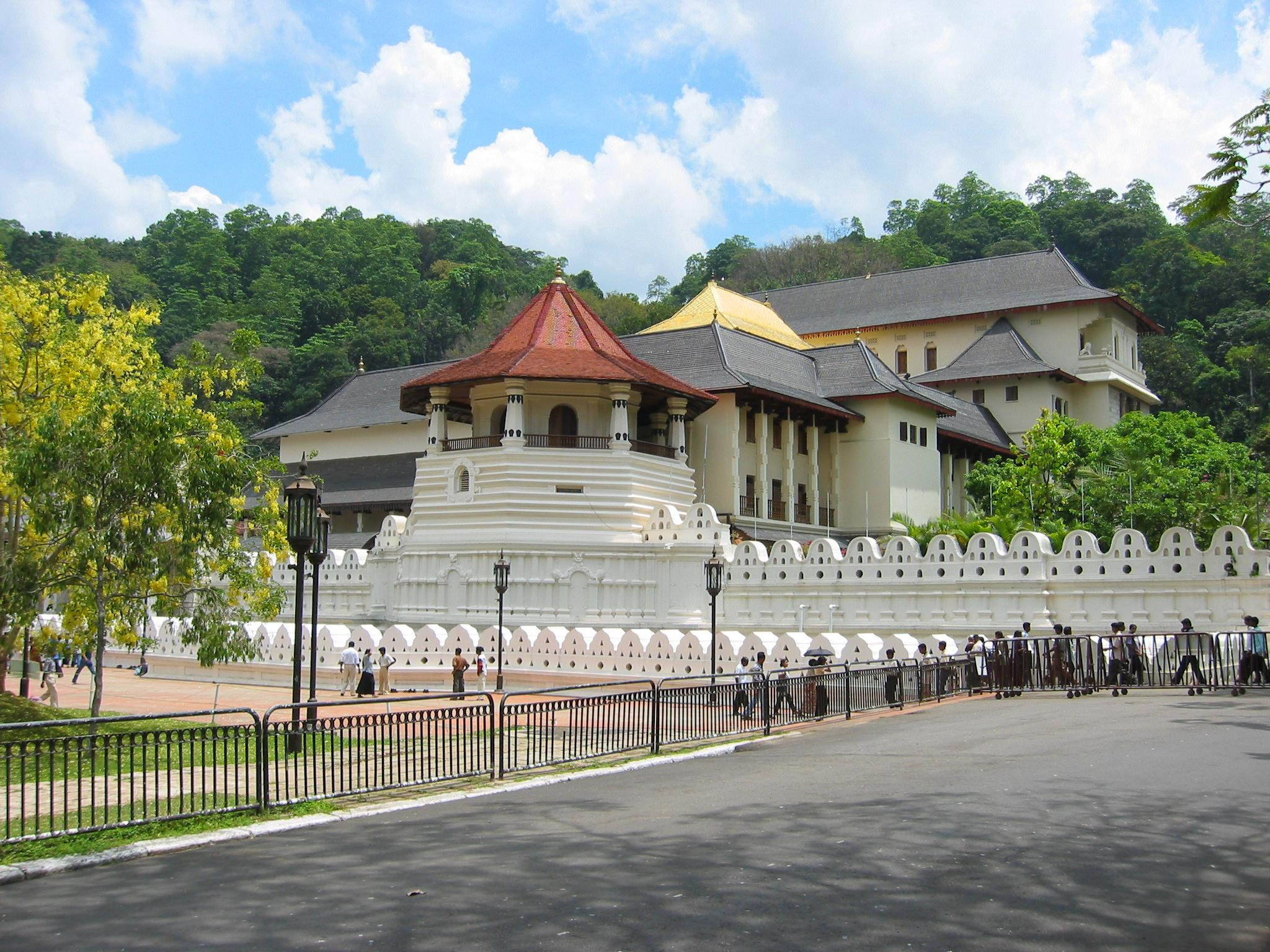
A Fog temploma Kandy városban.

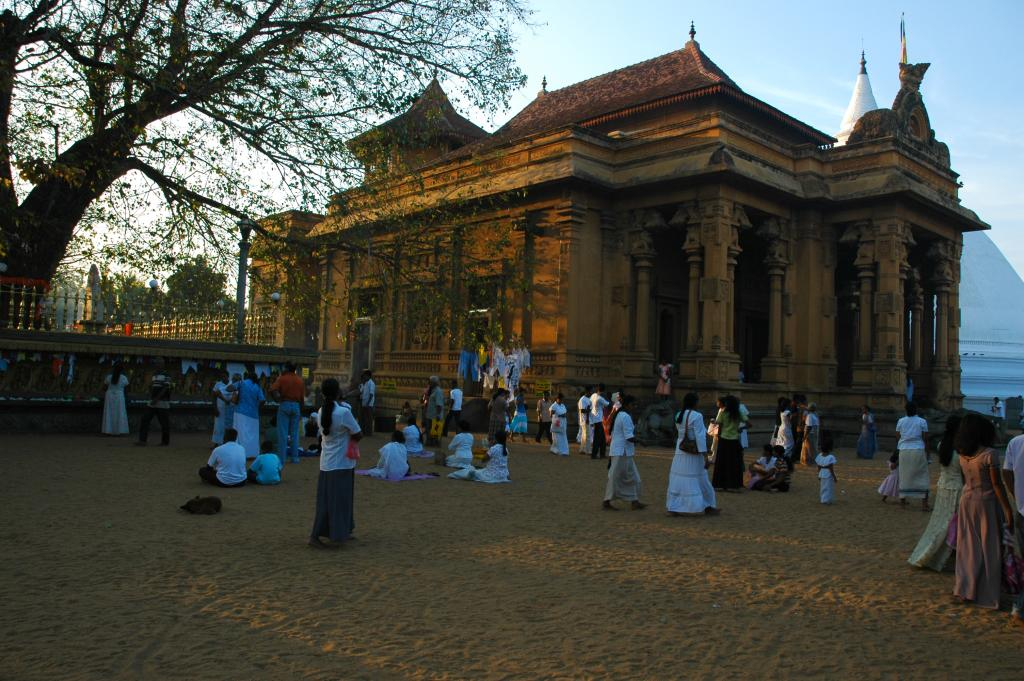
A Kelanija Radzsa Mahávihára Colombo külvőrosában (Kelanija).

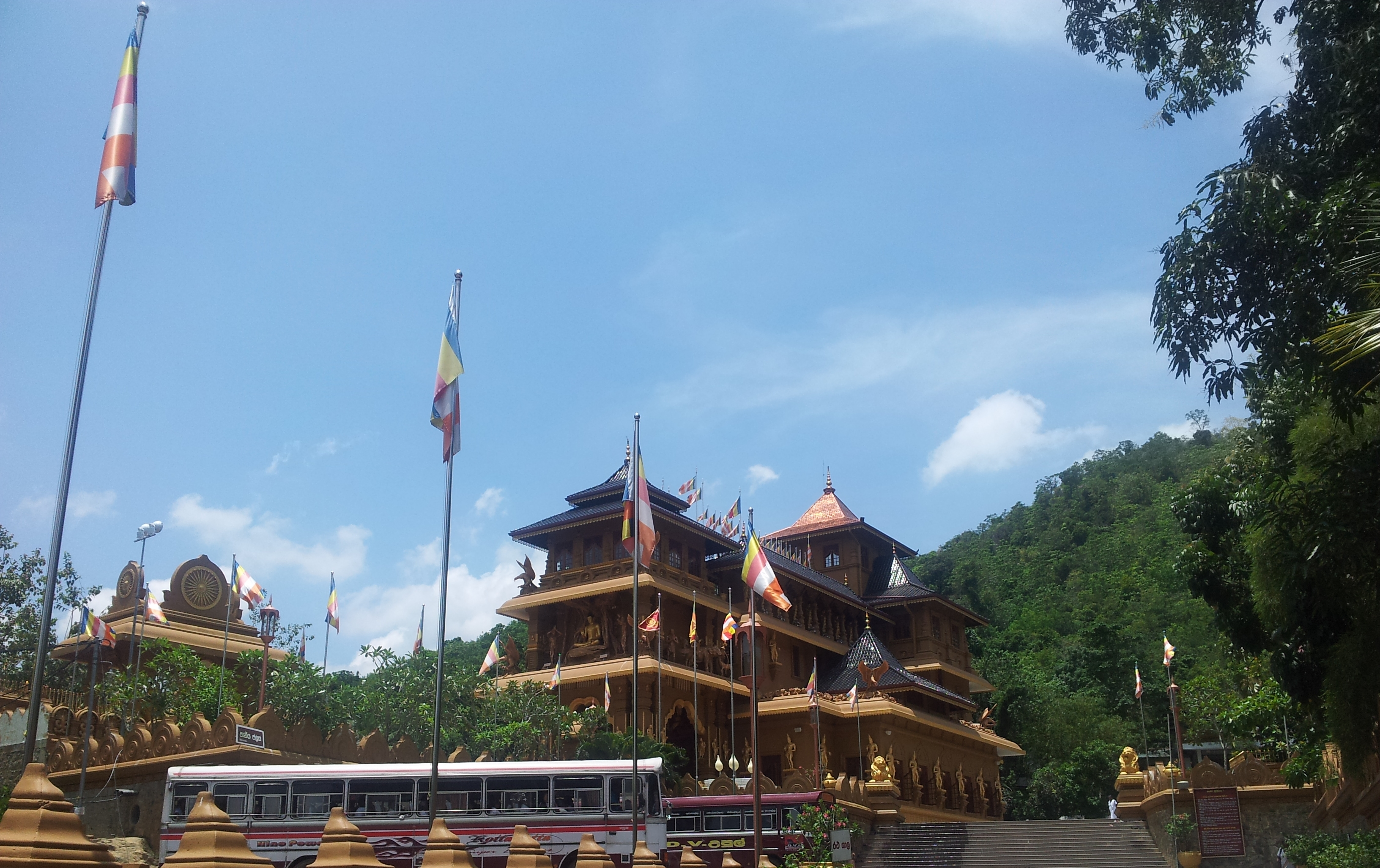
A Mahámevnava buddhista kolostor Polgahavela kisvárosban.

### Anuradhapura
- Atamaszthana
- Srí Mahá Bódhija
- Lovamahapaja
- Ruvanweliszaja
- Miriszaveti sztúpa
- Iszurumunija
- Thuparamaja
- Lankarama
- Dzsetavanarama
- Abhajagiri Dagaba, Abhajagirija
- Kuttam Pokuna
- Szamádhi szobor

### Balapitidzsa
- Kothduva templom, Maduganga-folyó

### Colombo
- Bellanvila Radzsamaha Viháraja, Bellanvila
- Buddhista Kulturális Központ, Dehivala
- Gangaramaja templom, Colombo

### Dambulla
- Dambulla barlangtemplom

### Hambantota
- Tisszamaharama Radzsa Mahávihára
- Szithulpavva Radzsa Maháviháraja

### Kandy
- Devanapatiszsa Vipasszaná Nemzetközi Meditációs Központ
- Fog temploma

### Kalutara
- Asokaramaja buddhista templom

### Kelanija
- Kelanija Radzsa Mahávihára

### Madampe
- Szenanajake Aramaja

## Tajvan

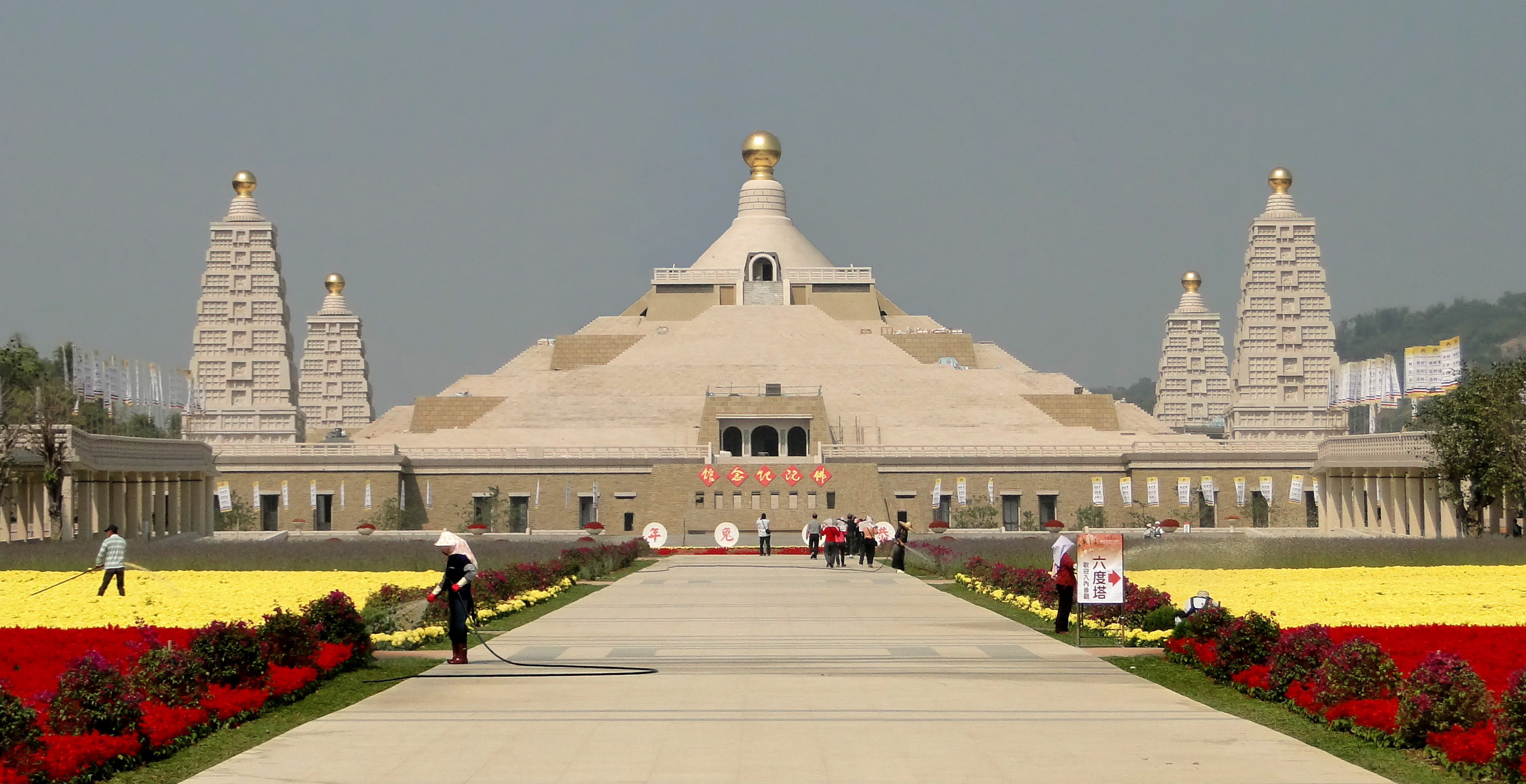
Fokuang-hegy Buddha Emlékközpont, Tajvan.

- Csungtaj-hegy (中台山), Nantou, a világ legmagasabb buddhista temploma. magasság: 136 méter.[8]
- Dharma Dob-hegy (Fa Gu Shan) (法鼓山)
- Mengcsia Longsan templom (龍山寺)
- Fokuang-hegy (佛光山)

## Thaiföld

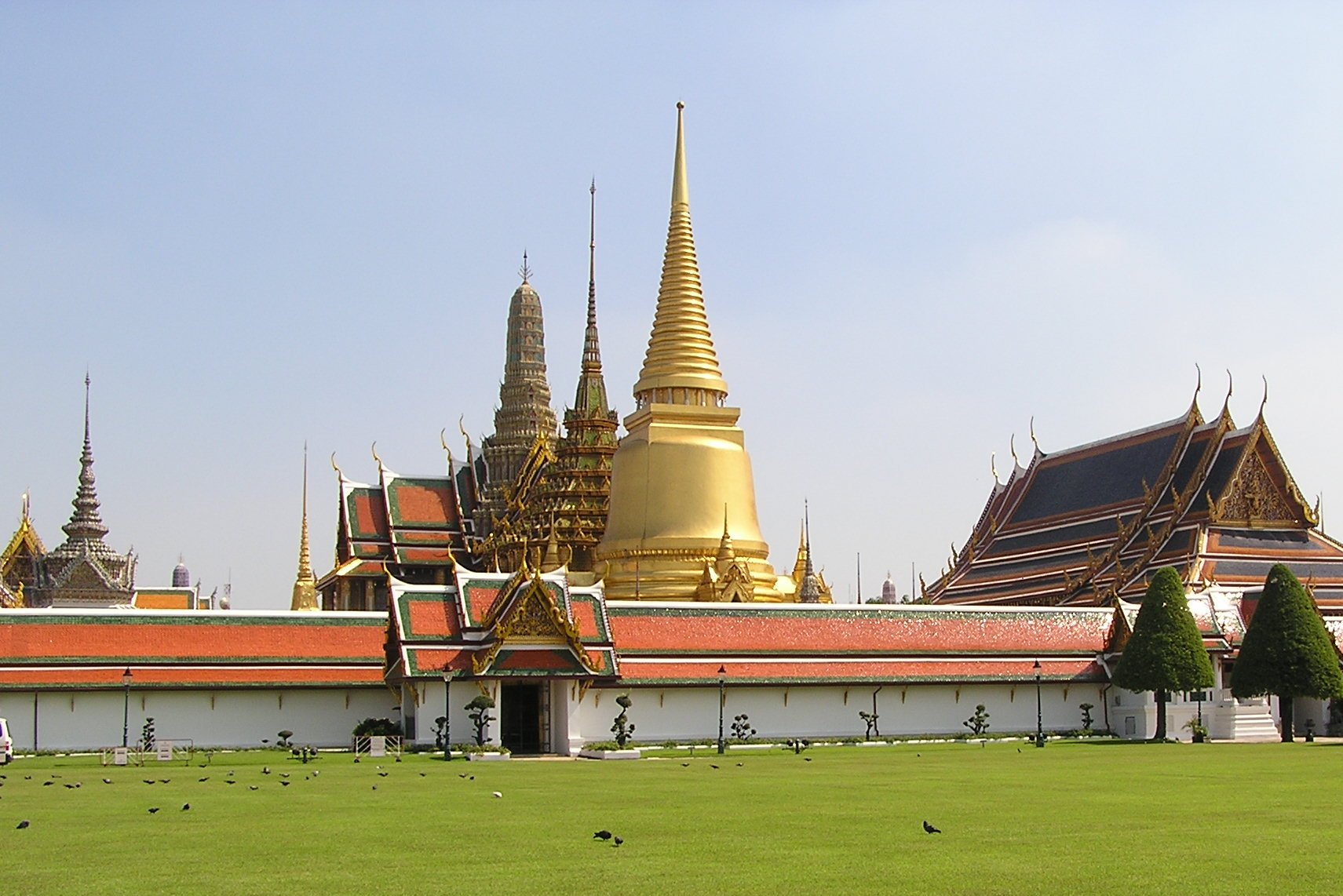
Vat Phra Kaev Bangkokban.

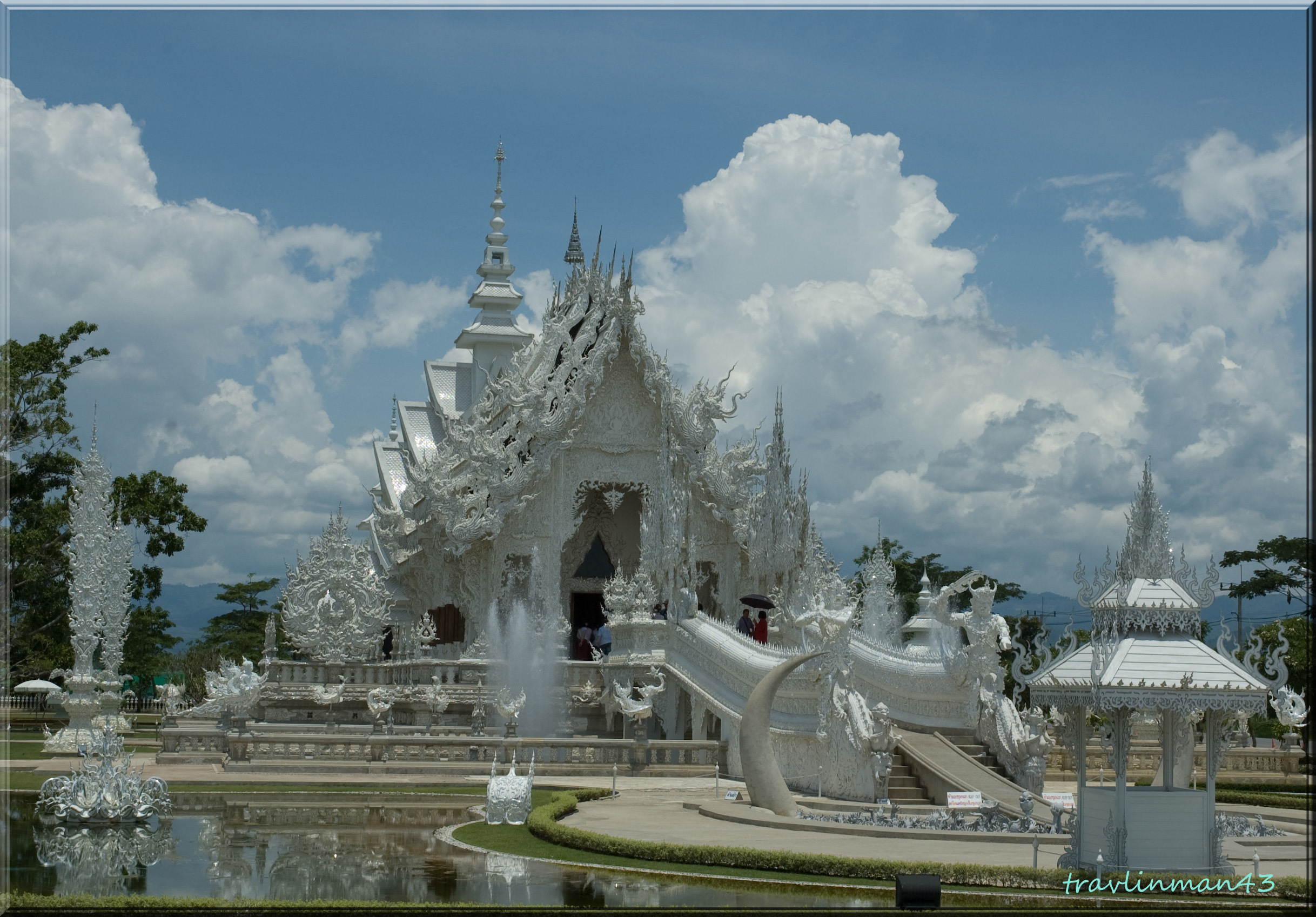
Vat Rong Kun Csiangraiban.

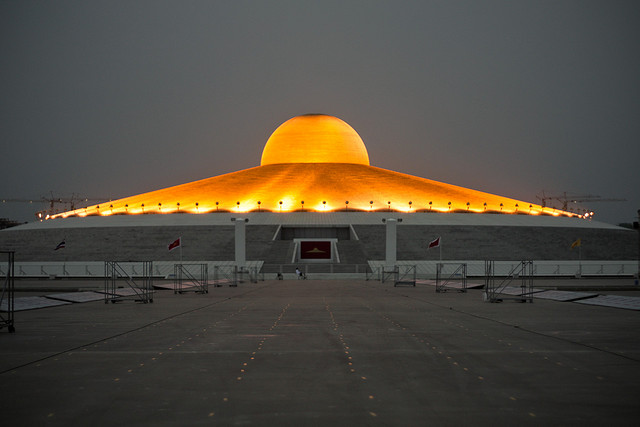
Vat Phra Dhammakaja Pathum Thani tartományban.

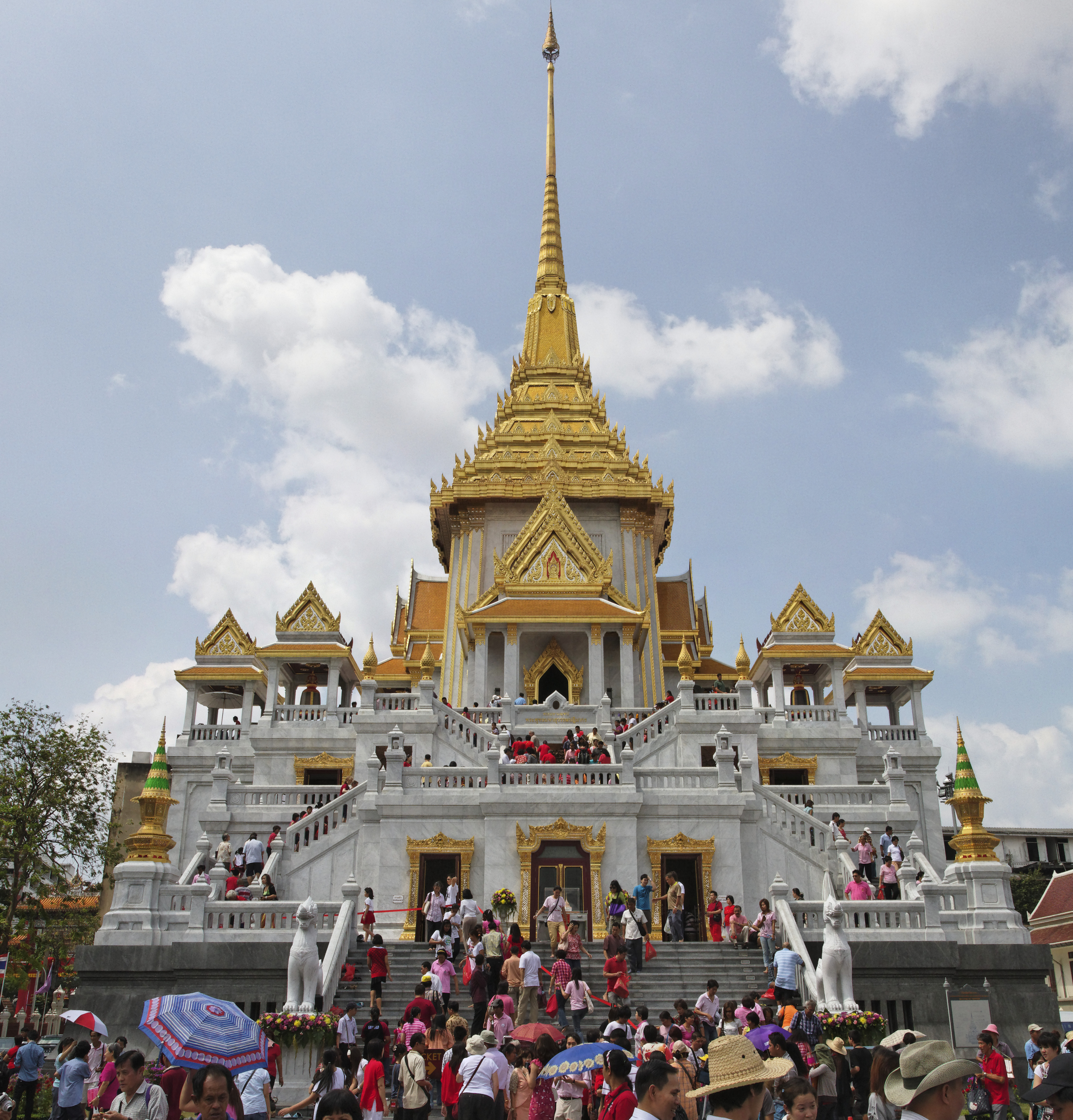
Vat Traimit az Arany Buddha szoborral - a világ legnagyobb aranyszobra.

### Bangkok
- Vat Bencsamabophit (Márvány templom)
- Vat Szuthat, az Óriás hinta
- Vat Ratcsanadda
- Vat Phra Kaev
- Vat Pho
- Vat Arun

### Csiangmaj
- Vat Aranjavivake
- Vat Csedi Liem
- Vat Csedi Luang
- Vat Csiang Man
- Vat Doi Mae Pang
- Vat Phra Szing
- Vat Phrathat Doi Szuthep
- Vat Umong

### Csiangraj
- Vat Phra That Doi Csom Thong
- Vat Phra Kaew (Csiangrai)
- Vat Phra Sing (Csiangrai)
- Vat Rong Kun

### Kancsanaburi
- Tigris templom

### Pathumthani
- Vat Phra Dhammakaja

### Phetchabun
- Vat Pha Szorn Kaev

### Szaraburi
- Vat Tham Krabok

### Szuratthani

#### Koszamuj
- Vat Phra Jaj (Nagy Buddha)
- Vat Khunaram (Temple of the Mummy Monk)
- Vat Lamaj
- Vat Plaj Laem (Guanyin temple)

### Phitszanulok
- Vat Phra Sri Rattana Mahatat Voramahavihan
- Vat Nang Phaja
- Vat Ratcsaburana (Phicanulok)
- Vat Szam Ruen
- Vat Grong Greng Rin
- Vat Laemphrathat

## Vietnám

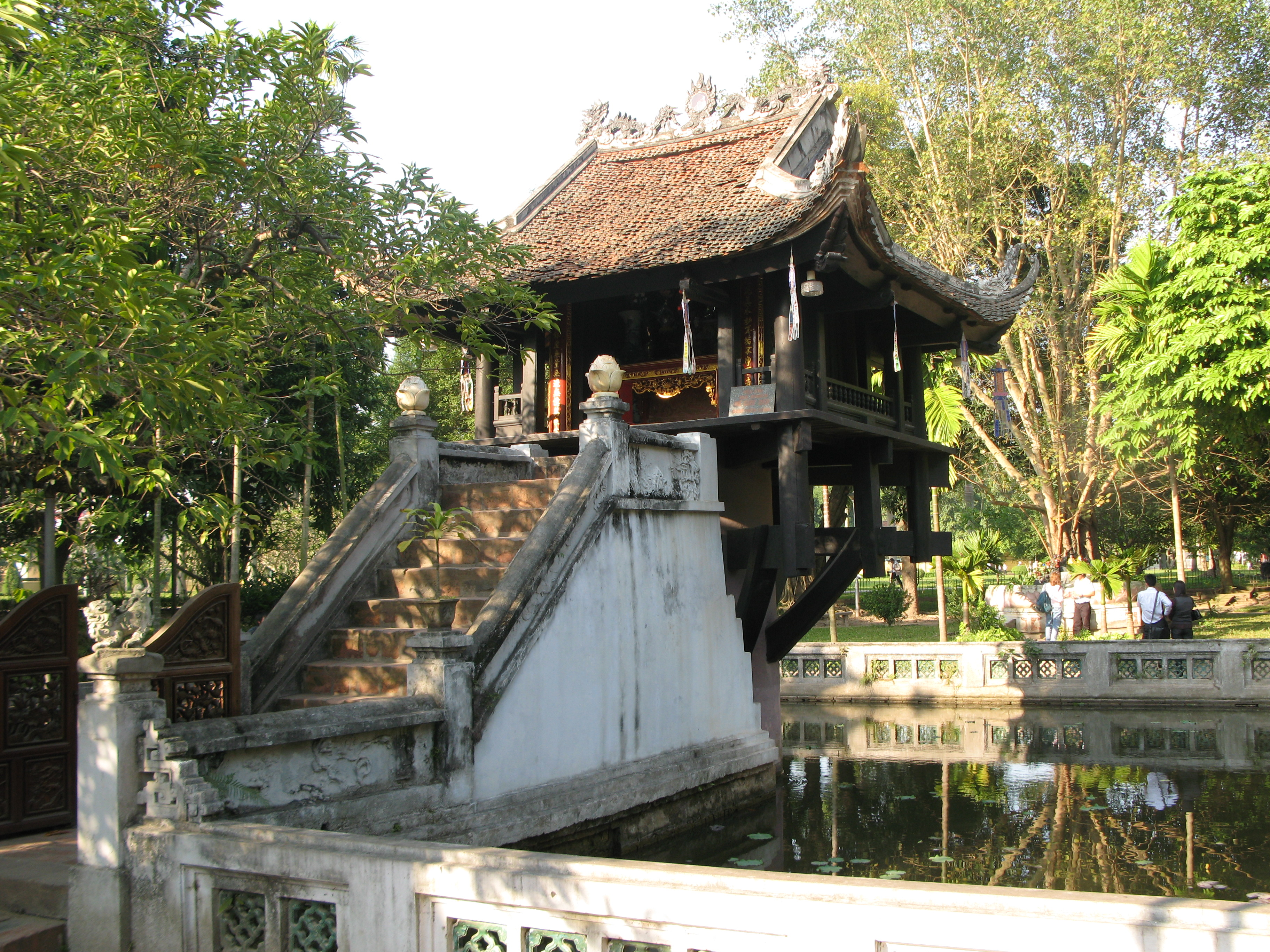
Egy oszlop pagoda Hanoiban

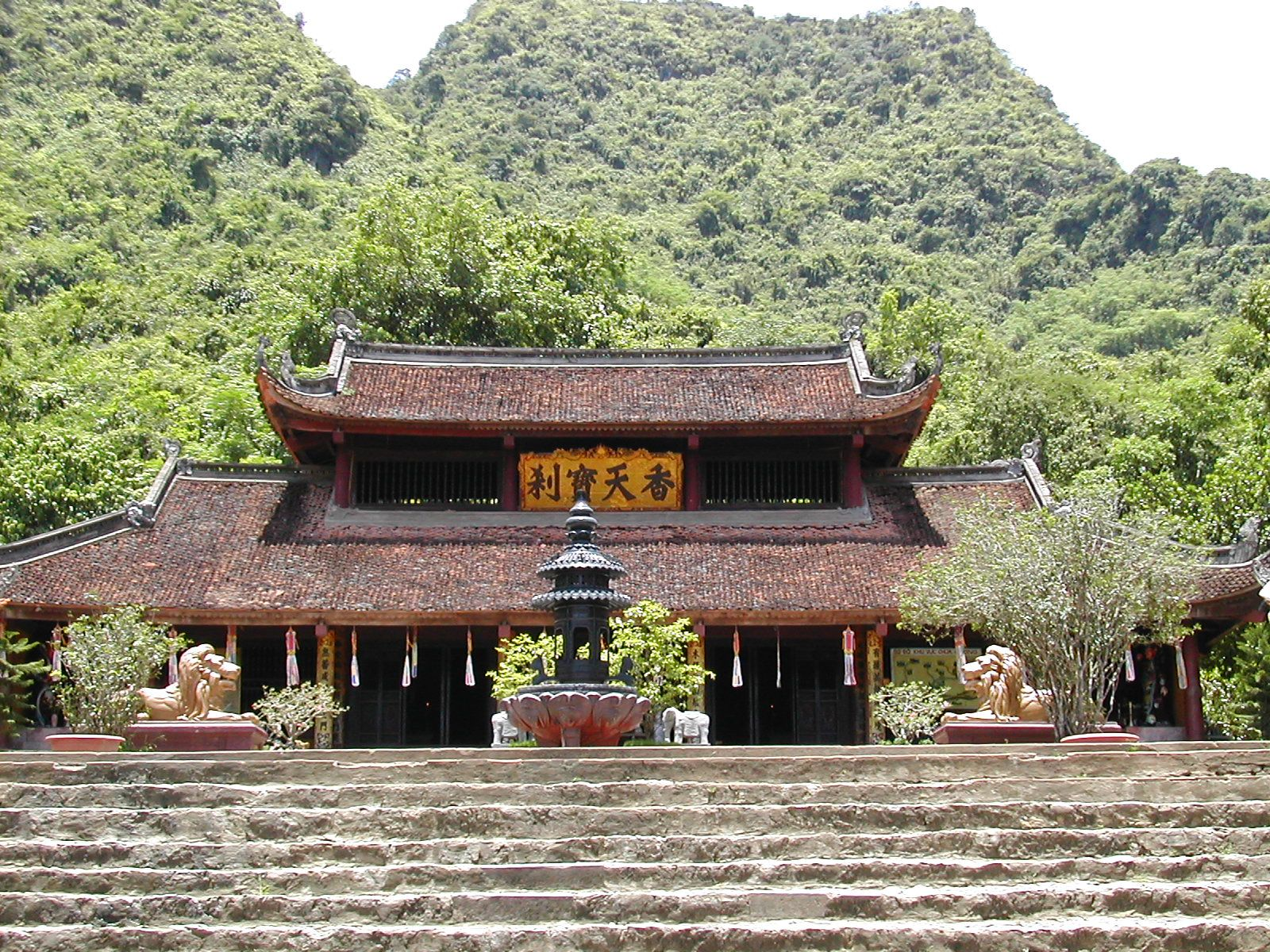
Parfüm pagoda Hanoiban

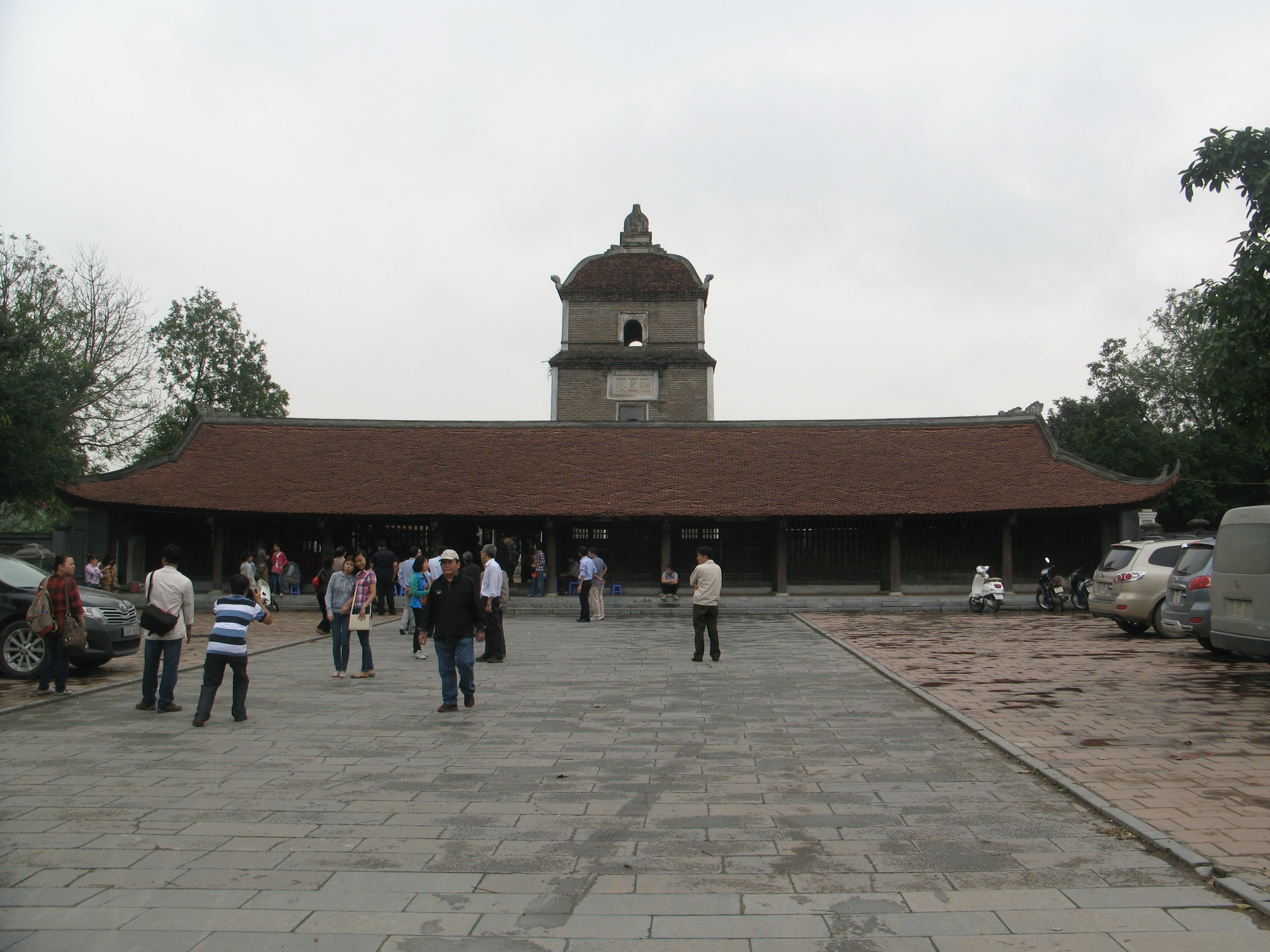
Dâu pagoda Bắc Ninh tartományban, Vietnam legrégibb buddhista temploma

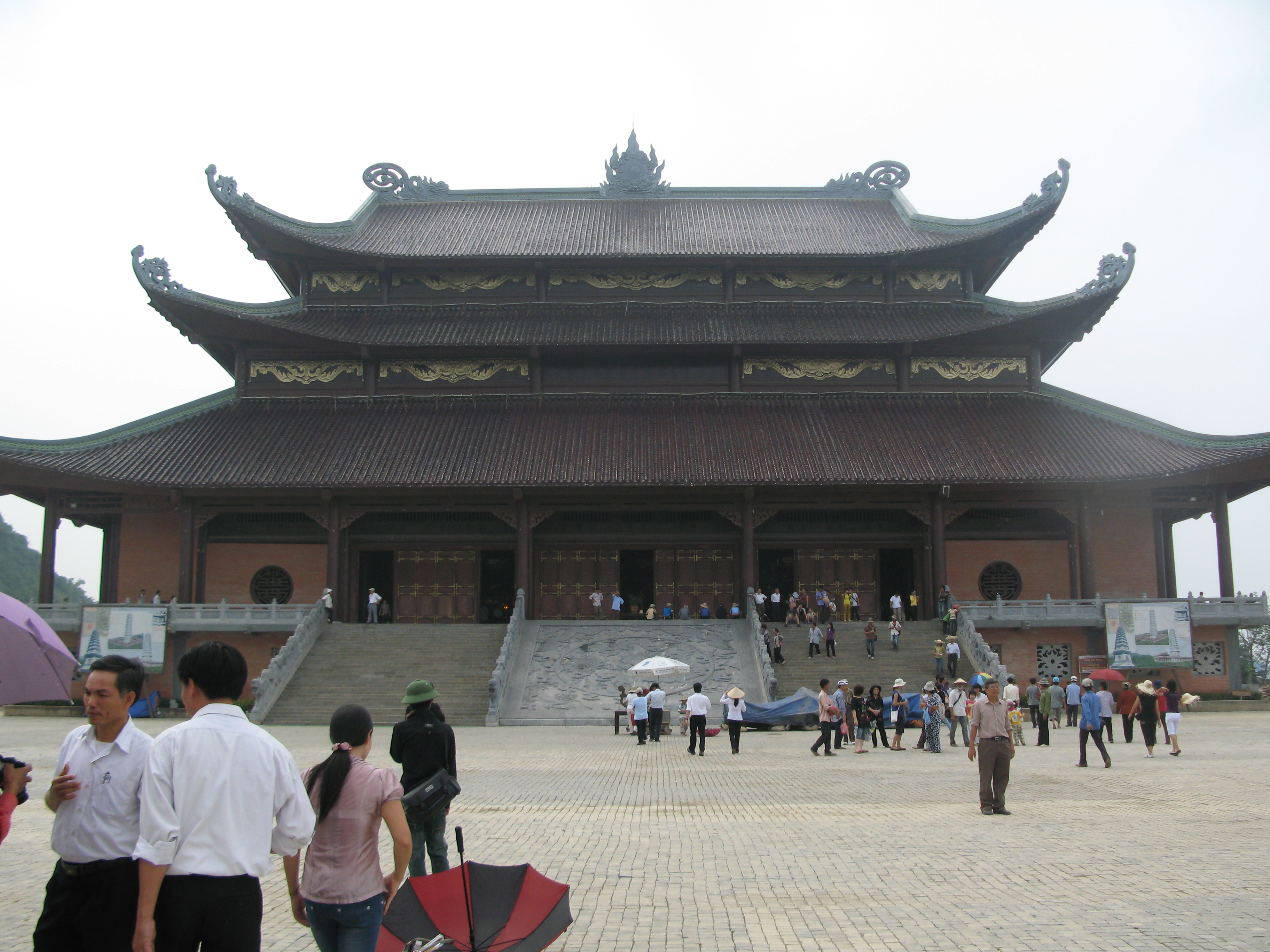
Bái Đính templom Ninh Bình tartományban - Vietnam legnagyobb buddhista templomegyüttese.

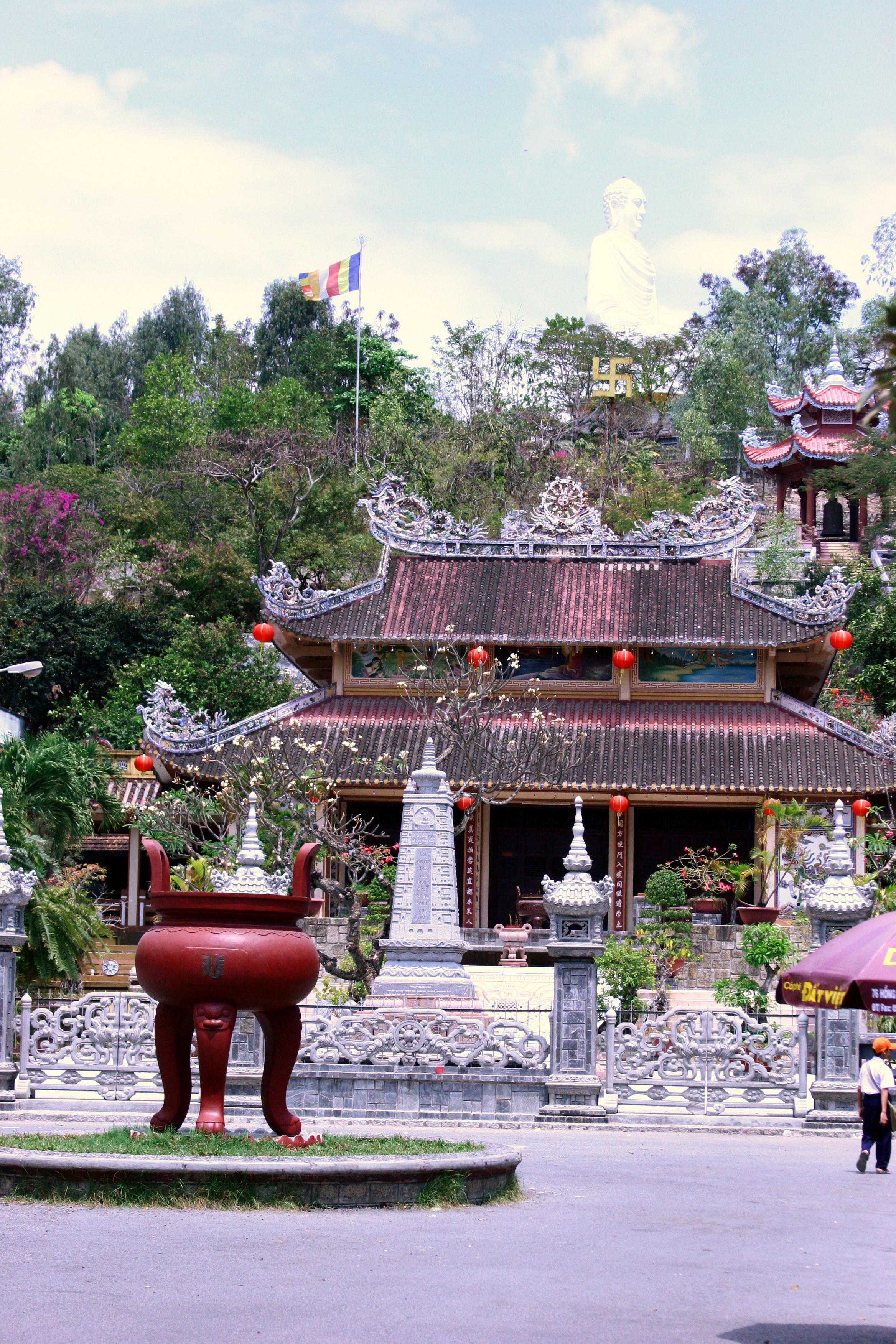
Long Sơn pagoda Nha Trang városban

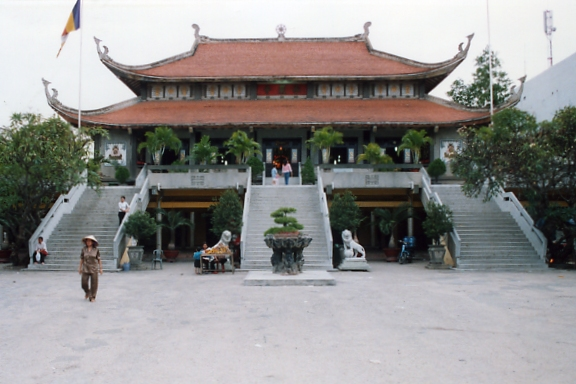
Vĩnh Nghiêm pagoda Ho Chi Minh városban

### Angiang
- Tây An templom

### Bắc Ninh
- Bút Tháp templom
- Dâu pagoda
- Phật Tích templom

### Bình Dương
- Hội Khánh templom

### Đà Lạt
- Linh Sơn pagoda
- Trúc Lâm templom

### Đồng Nai
- Bửu Phong templom

### Hanoi
- One Pillar pagoda
- Quán Sứ templom
- Trấn Quốc pagoda
- Láng templom
- Perfume pagoda
- Thầy templom

### Hồ Chí Minh City (Sài Gòn)
- Ấn Quang pagoda
- Giác Lâm pagoda
- Hoằng Pháp templom
- Quan Âm pagoda
- Thiên Hậu templom
- Tịnh Xá Trung Tâm
- Vạn Hạnh Zen templom
- Vĩnh Nghiêm pagoda
- Xá Lợi pagoda

### Huế
- Báo Quốc pagoda
- Diệu Đế pagoda
- Quốc Ân templom
- Thiên Mụ pagoda
- Thuyền Tôn templom
- Từ Đàm pagoda

### Hưng Yên
- Chuông templom

### Kiên Giang
- Sắc Tứ Tam Bảo templom

### Ninh Bình
- Bái Đính templom
- Hoa Lư

### Nam Định
- Phổ Minh templom

### Nha Trang
- Long Sơn pagoda

### Phú Yên
- Phước Sơn templom
- Thuyền Tôn templom

### Thái Bình
- Keo pagoda

### Tiền Giang
- Vĩnh Tràng templom

### Vũng Tàu
- Thích Ca Phật Đài

## Külső hivatkozások
- BuddhaNet - buddhista templomok országonként Archiválva 2007. február 4-i dátummal a Wayback Machine-ben
- Buddhactivity - dharma központok adatbázisa